# Stanley Cup playoff 2025
Gli Stanley Cup playoff 2025 sono stati il torneo conclusivo della stagione 2024-2025 della National Hockey League (NHL). Il torneo è iniziato il 19 aprile 2025 e si è concluso il 17 giugno 2025 con la vittoria dei Florida Panthers delle Stanley Cup Finals, che hanno battuto gli Edmonton Oilers in 6 gare riconfermandosi campioni NHL per la 2ª volta nella loro storia e per la 2ª stagione consecutiva (battendo nuovamente proprio gli Oilers).
I Winnipeg Jets hanno partecipato ai playoff avendo ottenuto il President's Trophy, ovvero il titolo assegnato alla squadra che durante la regular season ha ottenuto il maggior numero di punti conquistati (114), ottenendolo per la prima volta nella storia della franchigia (il trofeo è tornato in terra canadese dopo la sua vittoria da parte dei Vancouver Canucks nella stagione 2011-2012).
I Toronto Maple Leafs sono riusciti ad accedere ai playoff per la 9ª stagione consecutiva, diventando la squadra con la striscia di partecipazioni ai playoff più lunga tra tutte le squadre della lega (striscia iniziata nel 2017). Al contrario non vi hanno preso parte i Boston Bruins, esclusi dalla fase conclusiva del campionato NHL per la prima volta dal 2016 (concludendo la loro striscia positiva di partecipazioni consecutive ai playoff a quota 8). Gli Ottawa Senators sono invece riusciti a raggiungere i playoff per la prima volta dal 2017, concludendo quella che è stata la terza più lunga striscia di mancate partecipazioni ai playoff della storia della lega.
Per la prima volta nella storia della lega, sono rimaste escluse dai playoff le 4 squadre statunitensi delle cosiddette Original Six, cioè le franchigie che hanno fanno parte fin dall'origine della NHL (insieme alle due canadesi Montréal Canadiens e Toronto Maple Leafs), ovvero Boston Bruins, Chicago Blackhawks, Detroit Red Wings e New York Rangers. Inoltre, è stata la prima volta dal 2017 che ogni squadra canadese appartenente alla Eastern Conference (Toronto, Montréal e Ottawa) ha ottenuto l'accesso alla fase finale del campionato.
Per la prima volta dal 2004, tre squadre canadesi sono riuscite a raggiungere il Second Round. Per la 6ª stagione consecutiva, nonché per la 9ª volta negli ultimi 11 anni, una squadra della Florida ha raggiunto le Conference Finals (in questo caso i Florida Panthers). Inoltre, per la 6ª stagione consecutiva, una squadra della Florida ha raggiunto le Stanley Cup Finals (sempre i Florida Panthers). Per la prima volta dal 2007, una squadra canadese ha raggiunto le Finals per la 2ª stagione consecutiva (gli Edmonton Oilers) e per la prima volta dal 2012 nessuna delle due squadre partecipanti alle Stanley Cup Finals (Panthers ed Oilers) avevano avuto il vantaggio casalingo nei tre turni precedenti. Era dal 2009 che le Finals non rivedevano due squadre che nella stagione precedente si erano già affrontate. Leon Draisaitl, attaccante degli Edmonton Oilers, è diventato il primo giocatore nella storia della lega a segnare 4 reti all'overtime in una stessa edizione dei playoff.
Per la prima volta dal 2016, nessuna serie dei playoff si è conclusa con una serie conclusa sul 4-0.

## Squadre partecipanti
I playoff 2025 sono stati la 10ª edizione da quando la NHL ha riformato i criteri di qualificazione, garantendo l'accesso alle 3 squadre meglio classificate di ogni division, insieme a due squadre che hanno ottenuto la wild card (una per ogni conference).
Le seguenti squadre hanno ottenuto la qualificazione ai playoff.

### Eastern Conference

#### Atlantic Division
1. Toronto Maple Leafs (eliminati nel Second Round)
2. Tampa Bay Lightning (eliminati nel First Round)
3. Florida Panthers (campioni)

#### Metropolitan Division
1. Washington Capitals (eliminati nel Second Round)
2. Carolina Hurricanes (eliminati alle Eastern Conference Finals)
3. New Jersey Devils (eliminati nel First Round)

#### Wild Card
1. Ottawa Senators (eliminati nel First Round)
2. Montreal Canadiens (eliminati nel First Round)

### Western Conference

#### Central Division
1. Winnipeg Jets (eliminati nel Second Round)
2. Dallas Stars (eliminati alle Western Conference Finals)
3. Colorado Avalanche (eliminati nel First Round)

#### Pacific Division
1. Vegas Golden Knights Second Round)
2. Los Angeles Kings (eliminati nel First Round)
3. Edmonton Oilers (sconfitti alle Stanley Cup Finals)

#### Wild Cards
1. Minnesota Wild (eliminati nel First Round)
2. St. Louis Blues (eliminati nel First Round)

## Formato
Ai playoff hanno ottenuto l'accesso 16 squadre che, a seconda dei loro risultati nella regular season, si sono viste assegnare un seed per essere distribuite nel tabellone finale degli Stanley Cup playoff. Il torneo era ad eliminazione diretta, prevedendo la disputa di First Round, Second Round, Conference Finals e infine delle Stanley Cup Finals. Ogni sfida si è realizzata al meglio delle 7 gare, seguendo lo schema "2–2–1–1–1", il che attribuiva il vantaggio di giocare una gara in casa in più dell'avversaria alla squadra con la miglior testa di serie (le gare 5, 6 e 7 si sarebbero disputate solo se necessarie).
Gli accoppiamenti iniziali sono stati determinati sulla base della testa di serie attribuita ad ogni squadra, in modo che la wild card con il seed più basso abbia dovuto sfidare al First Round la squadra con il miglior seeding della stessa conference di appartenenza, mentre si sarebbero sfidate tra loro le seconde e le terze classificate di ogni division. Nei primi due turni dei playoff, il vantaggio di casa era attribuito sempre alla squadra miglior testa di serie (indipendentemente dai punti conquistati durante la regular season); nelle Conference Finals e nelle Stanley Cup Finals, il vantaggio casalingo è stato attribuito alla squadra che aveva ottenuto il miglior record durante la regular season.
Durante le partite sono state applicate le stesse identiche regole di gioco utilizzate durante la regular season, ad eccezione della regola che consente di shootout: nelle partite di playoff si disputavano successivamente uno o più overtime (della durata di 20 minuti ognuno) fino a quando una delle due squadre non avesse segnato la rete decisiva.

## Tabellone
|  | First Round (19 aprile-4 maggio) | First Round (19 aprile-4 maggio) | First Round (19 aprile-4 maggio) |                     |                      | Second Round (5-18 maggio) | Second Round (5-18 maggio) | Second Round (5-18 maggio) |  |  | Conference Finals (20-29 maggio) | Conference Finals (20-29 maggio) | Conference Finals (20-29 maggio) |  |  | Stanley Cup Finals (4-17 giugno) | Stanley Cup Finals (4-17 giugno) | Stanley Cup Finals (4-17 giugno) |  |
|  |                                  |                                  |                                  |                     |                      |                            |                            |                            |  |  |                                  |                                  |                                  |  |  |                                  |                                  |                                  |  |
|  | A1                               | Toronto Maple Leafs              | 4                                |                     |                      |                            |                            |                            |  |  |                                  |                                  |                                  |  |  |                                  |                                  |                                  |  |
|  | A1                               | Toronto Maple Leafs              | 4                                |                     |                      |                            |                            |                            |  |  |                                  |                                  |                                  |  |  |                                  |                                  |                                  |  |
|  | WC                               | Ottawa Senators                  | 2                                |                     |                      |                            |                            |                            |  |  |                                  |                                  |                                  |  |  |                                  |                                  |                                  |  |
|  | WC                               | Ottawa Senators                  | 2                                |                     | Toronto Maple Leafs  | Toronto Maple Leafs        | 3                          |                            |  |  |                                  |                                  |                                  |  |  |                                  |                                  |                                  |  |
|  |                                  |                                  |                                  |                     | Toronto Maple Leafs  | Toronto Maple Leafs        | 3                          |                            |  |  |                                  |                                  |                                  |  |  |                                  |                                  |                                  |  |
|  |                                  |                                  | Florida Panthers                 | Florida Panthers    | 4                    |                            |                            |                            |  |  |                                  |                                  |                                  |  |  |                                  |                                  |                                  |  |
|  | A2                               | Tampa Bay Lightning              | Florida Panthers                 | Florida Panthers    | 4                    | 1                          |                            |                            |  |  |                                  |                                  |                                  |  |  |                                  |                                  |                                  |  |
|  | A2                               | Tampa Bay Lightning              |                                  |                     |                      |                            |                            |                            |  |  |                                  |                                  |                                  |  |  |                                  |                                  |                                  |  |
|  | A3                               | Florida Panthers                 | 4                                |                     |                      |                            |                            |                            |  |  |                                  |                                  |                                  |  |  |                                  |                                  |                                  |  |
|  | A3                               | Florida Panthers                 | 4                                |                     | Florida Panthers     | Florida Panthers           | 4                          |                            |  |  |                                  |                                  |                                  |  |  |                                  |                                  |                                  |  |
|  |                                  |                                  |                                  |                     |                      |                            |                            |                            |  |  |                                  |                                  |                                  |  |  |                                  |                                  |                                  |  |
|  |                                  |                                  | Carolina Hurricanes              | Carolina Hurricanes | 1                    |                            |                            |                            |  |  |                                  |                                  |                                  |  |  |                                  |                                  |                                  |  |
|  | M1                               | Washington Capitals              | Carolina Hurricanes              | Carolina Hurricanes | 1                    | 4                          |                            |                            |  |  |                                  |                                  |                                  |  |  |                                  |                                  |                                  |  |
|  | M1                               | Washington Capitals              |                                  |                     |                      |                            |                            |                            |  |  |                                  |                                  |                                  |  |  |                                  |                                  |                                  |  |
|  | WC                               | Montreal Canadiens               | 1                                |                     |                      |                            |                            |                            |  |  |                                  |                                  |                                  |  |  |                                  |                                  |                                  |  |
|  | WC                               | Montreal Canadiens               | 1                                |                     | Washington Capitals  | Washington Capitals        | 1                          |                            |  |  |                                  |                                  |                                  |  |  |                                  |                                  |                                  |  |
|  |                                  |                                  |                                  |                     | Washington Capitals  | Washington Capitals        | 1                          |                            |  |  |                                  |                                  |                                  |  |  |                                  |                                  |                                  |  |
|  |                                  |                                  | Carolina Hurricanes              | Carolina Hurricanes | 4                    |                            |                            |                            |  |  |                                  |                                  |                                  |  |  |                                  |                                  |                                  |  |
|  | M2                               | Carolina Hurricanes              | Carolina Hurricanes              | Carolina Hurricanes | 4                    | 4                          |                            |                            |  |  |                                  |                                  |                                  |  |  |                                  |                                  |                                  |  |
|  | M2                               | Carolina Hurricanes              |                                  |                     |                      |                            |                            |                            |  |  |                                  |                                  |                                  |  |  |                                  |                                  |                                  |  |
|  | M3                               | New Jersey Devils                | 1                                |                     |                      |                            |                            |                            |  |  |                                  |                                  |                                  |  |  |                                  |                                  |                                  |  |
|  | M3                               | New Jersey Devils                | 1                                |                     | Florida Panthers     | Florida Panthers           | 4                          |                            |  |  |                                  |                                  |                                  |  |  |                                  |                                  |                                  |  |
|  |                                  |                                  |                                  |                     |                      |                            |                            |                            |  |  |                                  |                                  |                                  |  |  |                                  |                                  |                                  |  |
|  |                                  |                                  | Edmonton Oilers                  | Edmonton Oilers     | 2                    |                            |                            |                            |  |  |                                  |                                  |                                  |  |  |                                  |                                  |                                  |  |
|  | C1                               | Winnipeg Jets                    | Edmonton Oilers                  | Edmonton Oilers     | 2                    | 4                          |                            |                            |  |  |                                  |                                  |                                  |  |  |                                  |                                  |                                  |  |
|  | C1                               | Winnipeg Jets                    |                                  |                     |                      |                            |                            |                            |  |  |                                  |                                  |                                  |  |  |                                  |                                  |                                  |  |
|  | WC                               | St. Louis Blues                  | 3                                |                     |                      |                            |                            |                            |  |  |                                  |                                  |                                  |  |  |                                  |                                  |                                  |  |
|  | WC                               | St. Louis Blues                  | 3                                |                     | Winnipeg Jets        | Winnipeg Jets              | 2                          |                            |  |  |                                  |                                  |                                  |  |  |                                  |                                  |                                  |  |
|  |                                  |                                  |                                  |                     | Winnipeg Jets        | Winnipeg Jets              | 2                          |                            |  |  |                                  |                                  |                                  |  |  |                                  |                                  |                                  |  |
|  |                                  |                                  | Dallas Stars                     | Dallas Stars        | 4                    |                            |                            |                            |  |  |                                  |                                  |                                  |  |  |                                  |                                  |                                  |  |
|  | C2                               | Dallas Stars                     | Dallas Stars                     | Dallas Stars        | 4                    | 4                          |                            |                            |  |  |                                  |                                  |                                  |  |  |                                  |                                  |                                  |  |
|  | C2                               | Dallas Stars                     |                                  |                     |                      |                            |                            |                            |  |  |                                  |                                  |                                  |  |  |                                  |                                  |                                  |  |
|  | C3                               | Colorado Avalanche               | 3                                |                     |                      |                            |                            |                            |  |  |                                  |                                  |                                  |  |  |                                  |                                  |                                  |  |
|  | C3                               | Colorado Avalanche               | 3                                |                     | Dallas Stars         | Dallas Stars               | 1                          |                            |  |  |                                  |                                  |                                  |  |  |                                  |                                  |                                  |  |
|  |                                  |                                  |                                  |                     |                      |                            |                            |                            |  |  |                                  |                                  |                                  |  |  |                                  |                                  |                                  |  |
|  |                                  |                                  | Edmonton Oilers                  | Edmonton Oilers     | 4                    |                            |                            |                            |  |  |                                  |                                  |                                  |  |  |                                  |                                  |                                  |  |
|  | P1                               | Vegas Golden Knights             | Edmonton Oilers                  | Edmonton Oilers     | 4                    | 4                          |                            |                            |  |  |                                  |                                  |                                  |  |  |                                  |                                  |                                  |  |
|  | P1                               | Vegas Golden Knights             |                                  |                     |                      |                            |                            |                            |  |  |                                  |                                  |                                  |  |  |                                  |                                  |                                  |  |
|  | WC                               | Minnesota Wild                   | 2                                |                     |                      |                            |                            |                            |  |  |                                  |                                  |                                  |  |  |                                  |                                  |                                  |  |
|  | WC                               | Minnesota Wild                   | 2                                |                     | Vegas Golden Knights | Vegas Golden Knights       | 1                          |                            |  |  |                                  |                                  |                                  |  |  |                                  |                                  |                                  |  |
|  |                                  |                                  |                                  |                     | Vegas Golden Knights | Vegas Golden Knights       | 1                          |                            |  |  |                                  |                                  |                                  |  |  |                                  |                                  |                                  |  |
|  |                                  |                                  | Edmonton Oilers                  | Edmonton Oilers     | 4                    |                            |                            |                            |  |  |                                  |                                  |                                  |  |  |                                  |                                  |                                  |  |
|  | P2                               | Los Angeles Kings                | Edmonton Oilers                  | Edmonton Oilers     | 4                    | 2                          |                            |                            |  |  |                                  |                                  |                                  |  |  |                                  |                                  |                                  |  |
|  | P2                               | Los Angeles Kings                |                                  |                     |                      |                            |                            |                            |  |  |                                  |                                  |                                  |  |  |                                  |                                  |                                  |  |
|  | P3                               | Edmonton Oilers                  | 4                                |                     |                      |                            |                            |                            |  |  |                                  |                                  |                                  |  |  |                                  |                                  |                                  |  |

### Legenda
- A1, A2, A3 – Prima, seconda e terza squadra classificata nella Atlantic Division.
- M1, M2, M3 – Prima, seconda e terza squadra classificata nella Metropolitan Division.
- C1, C2, C3 – Prima, seconda e terza squadra classificata nella Central Division.
- P1, P2, P3 – Prima, seconda e terza squadra classificata nella Pacific Division.
- WC – Squadre che hanno ottenuto la wild card.

## First Round

### Eastern Conference First Round

#### (A1) Toronto Maple Leafs – (WC1) Ottawa Senators
I Toronto Maple Leafs hanno ottenuto l'accesso ai playoff grazie al 1° posto ottenuto nella Atlantic Division con 108 punti, mentre gli Ottawa Senators hanno conquistato la 1ª wild card della Eastern Conference con 97 punti. È stato il quinto incontro ai playoff tra queste due squadre (di cui è nota la loro rivalità), con Toronto che aveva vinto tutte e 4 le precedenti serie. L'ultima loro sfida risaliva alle Eastern Conference Quarterfinals del 2004, nelle quali Toronto si era imposta su Ottawa in 7 gare. Tuttavia, durante la regular season di questa stagione, Ottawa aveva sempre battuto Toronto nelle 3 partite in cui si erano scontrate.
Con il punteggio di 4-2 nella serie, i Toronto Maple Leafs hanno eliminato dai playoff gli Ottawa Senators e si sono qualificati al Eastern Conference Second Round.

##### Riepilogo serie
| Squadra 1           | Totale | Squadra 2       | Gara 1 | Gara 2   | Gara 3   | Gara 4   | Gara 5 | Gara 6 | Gara 7 |
| ------------------- | ------ | --------------- | ------ | -------- | -------- | -------- | ------ | ------ | ------ |
| Toronto Maple Leafs | 4–2    | Ottawa Senators | 6–2    | 3–2 (OT) | 3–2 (OT) | 3–4 (OT) | 0–4    | 4–2    |        |

##### Risultati

###### Gara 1
| Arbitri: | Garrett Rank Brian Pochmara Steve Barton Tyson Baker |

| |            | |
| 1° periodo O. Ekman-Larson (1) 07:09 S. Laughton (1) – C. Jarnkrok (1) M. Marner (1) 12:18 A. Matthews (1) 2° periodo (PPG) J. Tavares (1) 04:07 W. Nylander (1) – M. Marner (1) (PPG) W. Nylander (1) 07:19 J. Tavares (1) 3° periodo M. Rielly (1) 04:45 N. Robertson (1) – B. McCann (1) (PPG) M. Knies (1) 13:13 A. Matthews (2) – M. Marner (2)                                          | Marcatori  | 1° periodo 16:18 (1) D. Batherson (1) D. Cozens – (1) D. Perron 2° periodo nessun goal 3° periodo 04:00 (1) R. Greig (1) M. Amadio – (1) S. Pinto |
| 1° periodo nessuna penalità 2° periodo (2 min – Hooking) W. Nylander 12:42 (2 min – Roughing) S. Laughton 19:47 3° periodo (2 min – Tripping) O. Ekman-Larson 16:42 (2 min – High Sticking) N. Robertson 19:16 (2 min – Roughing) M. Domi 19:16 (2 min – Roughing) S. Benoit 19:16 (2 min – Roughing) B. McMann 19:16 (2 min – Roughing) B. Carlo 19:16 (2 min – Roughing) N. Robertson 19:16 | Penalità   | 1° periodo nessuna penalità 2° periodo 3:58 T. Stutzle (Boarding – 2 min) 6:00 R. Greig (Cross Checking – 2 min) 7:16 A. Gaudette (Cross Checking – 2 min) 19:47 D. Batherson (Tripping – 2 min) 19:47 B. Tkachuk (Roughing – 2 min) 3° periodo 13:05 D. Batherson (Cross Checking – 2 min) 13:05 D. Cozens (Misconduct – 10 min) 14:27 T. Kleven (High Sticking – 2 min) 19:16 A. Gaudette (Roughing – 2 min) 19:16 M. Highmore (Roughing – 2 min) 19:16 N. Matinpalo (Roughing – 2 min) 19:16 T. Kleven (Roughing – 2 min) 19:16 M. Highmore (Roughing – 2 min) 19:16 M. Amadio (Roughing – 2 min) 20:00 N. Jensen (Roughing – 2 min) |
| Craig Berube | Allenatori | Travis Green |

- I Toronto Maple Leafs hanno segnato 3 power play goals in una gara dei playoff per la prima volta da Gara 1 delle Eastern Conference Finals del 1999.[7]
- Mitch Marner (Toronto Maple Leafs) ha totalizzato per la 5ª volta nella sua carriera ben 3 punti in una gara degli Stanley Cup playoff. Nella storia della squadra di Toronto soltanto altri due giocatori hanno fatto meglio, ovvero Doug Gilmour (10) e Darryl Sittler (7).[7]

###### Gara 2
| Arbitri: | Gord Dwyer Pierre Lambert Trent Knorr James Tobias |

| |            | |
| 1° periodo M. Rielly (2) 03:43 W. Nylander (2) – J. Tavares (2) (PPG) J. Tavares (2) 08:20 M. Marner (3) – A. Matthews (3) 2° periodo nessun goal 3° periodo nessun goal Overtime M. Domi (1) 03:09 S. Benoit (1)                          | Marcatori  | 1° periodo nessun goal 2° periodo 15:41 (1) B. Tkachuk (PPG) (1) C. Giroux – (1) T. Chabot 3° periodo 14:47 (1) A. Gaudette (1) T. Kleven – (1) T. Stutzle Overtime nessun goal |
| 1° periodo (2 min – High Sticking) C. Tanev 04:45 2° periodo (2 min – Tripping) C. Jarnkrok 02:56 (2 min – Interference) A. Stolarz 04:54 (2 min – High Sticking) N. Robertson 14:43 3° periodo nessuna penalità Overtime nessuna penalità | Penalità   | 1° periodo 08:02 A. Zub (Tripping – 2 min) 2° periodo 04:54 R. Greig (Roughing – 2 min) 3° periodo nessuna penalità Overtime nessuna penalità                                   |
| Craig Berube | Allenatori | Travis Green |

- Morgan Rielly (Toronto Maple Leafs) ha segnato il suo 13° goal in una gara dei playoff, eguagliando il record fino a quel momento detenuto da Ian Turnbull per numero di reti segnati da un difensore della squadra canadese.[8]
- I Maple Leafs hanno cominciato la loro partecipazione a questa edizione dei playoff NHL con 2 vittorie e nessuna sconfitta, riuscendovi per la prima volta dagli Stanley Cup playoff del 2002, quando si erano portati in vantaggio nella serie per 2–0 contro i New York Islanders nelle Eastern Conference Quarterfinals.[8]

###### Gara 3
| Arbitri: | Kendrick Nicholson Francois St. Laurent Trent Knorr James Tobias |

| |            | |
| 1° periodo nessun goal 2° periodo (PPG) C. Giroux (1) 01:38 J. Sanderson (1) – D. Batherson (1) 3° periodo B. Tkachuk (2) 11:22 C. Giroux (2) – T. Kleven (2) Overtime nessun goal                                              | Marcatori  | 1° periodo nessun goal 2° periodo 08:31 (2) M. Knies (PPG) (3) W. Nylander – (4) M. Marner 3° periodo 00:32 (1) A. Matthews (5) M. Marner – (1) M. Rielly Overtime 01:19 (1) S. Benoit (4) A. Matthews                                                                                          |
| 1° periodo (2 min – Roughing) D. Perron 03:39 (2 min – Roughing) B. Tkachuk 18:42 2° periodo (2 min – Roughing) S. Pinto 03:13 (2 min – High Sticking) D. Batherson 07:42 3° periodo nessuna penalità Overtime nessuna penalità | Penalità   | 1° periodo 03:39 B. Carlo (Roughing – 2 min) 04:56 J. Tavares (Hooking – 2 min) 20:00 M. Knies (Cross Checking – 2 min) 2° periodo 0:45 W. Nylander (Tripping – 2 min) 03:13 S. Benoit (Roughing – 2 min) 14:40 S. PPG (Tripping – 2 min) 3° periodo nessuna penalità Overtime nessuna penalità |
| Travis Green | Allenatori | Craig Berube |

- Per la 5ª volta nella sua carriera, Auston Matthews ha segnato in una gara dei playoff nel terzo periodo portando in vantaggio i Maple Leafs, diventando il giocatore ad esservi riuscito per più volte nella storia della franchigia.[9]
- Anthony Stolarz, goalie dei Maple Leafs, ha totalizzato la sua 11ª vittoria consecutiva tra i pali della squadra di Toronto (la prima gara di questa striscia positiva risale al 20 marzo 2025).[9]

###### Gara 4
| Arbitri: | Jean Hebert Peter MacDougall Tyson Baker Scott Cherrey |

| |            | |
| 1° periodo (PPG) T. Stutzle (1) 09:03 J. Sanderson (2) – B. Tkachuk (1) (SHG) S. Pinto (1) 14:11 nessun assist 2° periodo nessun goal 3° periodo D. Perron (1) 07:32 A. Zub (1) – A. Gaudette (1) Overtime J. Sanderson (1) 17:42 nessun assist | Marcatori  | 1° periodo 19:05 (3) J. Tavares (4) W. Nylander – (1) C. Tanev 2° periodo 10:12 (3) M. Knies (6) M. Marner 3° periodo 14:31 (2) O. Ekman-Larson (5) W. Nylander – (1) J. McCabe Overtime nessun goal |
| 1° periodo (2 min – Roughing) D. Perron 13:26 (2 min – Roughing) D. Cozens 20:00 2° periodo (2 min – Interference) J. Sanderson 06:06 3° periodo nessuna penalità Overtime (4 min – High Sticking-double minor) D. Batherson 04:37              | Penalità   | 1° periodo 07:59 M. Domi (Roughing – 2 min) 20:00 S. Benoit (Roughing – 2 min) 2° periodo 04:47 J. Tavares (Tripping – 2 min) 3° periodo nessuna penalità Overtime nessuna penalità                  |
| Travis Green | Allenatori | Craig Berube |

- Dai playoff 2017, i Toronto Maple Leafs hanno totalizzato un record di 1–12 nelle gare in cui è in gioco l'eliminazione di una delle due contendenti.[10]
- Jake Sanderson (Ottawa Senators) è diventato il 4° giocatore nella storia della squadra di Ottawa a segnare il gol decisivo all'overtime per evitare l'eliminazione della propria squadra; in precedenza vi sono riusciti Matt Carkner (in Gara 5 delle Eastern Conference Quarterfinals 2010); Mike Fisher (in Gara 6 delle Eastern Conference Quarterfinals 2004) e Chris Phillips (in Gara 6 delle Eastern Conference Finals 2003).[10]

###### Gara 5
| Arbitri: | Frederick L'Ecuyer Dan O'Rourke Libor Suchánek Scott Cherrey |

| |            | |
| 1° periodo nessun goal 2° periodo nessun goal 3° periodo nessun goal                                                                                            | Marcatori  | 1° periodo nessun goal 2° periodo 03:46 (1) T. Chabot (2) B. Tkachuk – (2) T. Stutzle 3° periodo 08:24 (1) D. Cozens (SHG) (2) A. Gaudette 17:09 (2) T. Stutzle (EN) (3) C. Giroux – (3) B. Tkachuk 19:13 (3) B. Tkachuk (EN) (3) T. Stutzle |
| 1° periodo (2 min – Slashing) M. Knies 16:03 (2 min – Cross Checking) M. Rielly 18:25 2° periodo nessuna penalità 3° periodo (2 min – Roughing) S. Benoit 19:52 | Penalità   | 1° periodo 14:54 R. Greig (Cross Checking – 2 min) 2° periodo 06:00 T. Chabot (High Sticking – 2 min) 3° periodo 06:58 R. Greig (Holding – 2 min) 19:52 T. Kleven (Roughing – 2 min)                                                         |
| Craig Berube | Allenatori | Travis Green |

- Linus Ullmark è diventato il 2° goalie nella storia degli Ottawa Senators a mettere a referto uno shutout in una gara di playoff a rischio eliminazione (il primo a riuscirvi dei Senators è stato Craig Anderson nella Gara 4 del Eastern Conference First Round del 2015).[11]
- Brady Tkachuk è diventato il primo giocatore degli Ottawa Senators, dopo Mark Stone tra i playoff 2012 e 2015, a riuscire a registrare almeno 4 punti nelle sue prime 5 presenze in carriera nella fase decisiva del campionato (3 goal e 3 assist complessivi).[11]

###### Gara 6
| Arbitri: | Francis Charron Graham Skilliter Ryan Daisy Andrew Smith |

| |            | |
| 1° periodo nessun goal 2° periodo B. Tkachuk (4) 07:28 T. Chabot (2) – C. Giroux (4) 3° periodo D. Perron (2) 12:40 T. Chabot (3) | Marcatori  | 1° periodo 18:50 (2) A. Matthews (PPG) (7) M. Marner – (6) W. Nylander 2° periodo 00:43 (2) W. Nylander (1) M. Pacioretty 3° periodo 14:21 (1) M. Pacioretty (1) M. Domi – (1) P. Holmberg 19:41 W. Nylander (EN) (2) S. Laughton |
| 1° periodo (2 min – Interference) B. Tkachuk 18:01 2° periodo nessuna penalità 3° periodo nessuna penalità                        | Penalità   | 1° periodo 07:48 J. Tavares (High Sticking – 2 min) 2° periodo nessuna penalità 3° periodo 10:33 M. Rielly (Interference – 2 min)                                                                                                 |
| Travis Green | Allenatori | Craig Berube |

- Segnando la sua 25ª rete nei playoff in carriera, Auston Matthews è diventato il 7° top-scorer nella storia della franchigia per goal segnati nella fase decisiva del campionato NHL (insieme a Darryl Sittler, Syl Apps e Bob Pulford).[12]
- William Nylander è diventato il primo giocatore nella storia dei Toronto Maple Leafs dal 1994 a far registrare 3 punti in una gara vinta che ha comportato l'accesso alla fase successiva dei playoff (nel 1994 vi era riuscito Wendel Clark, che aveva segnato 2 goal e fornito 1 assist in Gara 7 delle Western Conference Semifinals contro i San Jose Sharks).[12]
- Max Pacioretty è diventato il 2° giocatore più anziano nella storia dei Toronto Maple Leafs a segnare il goal decisivo per la vittoria di una serie di playoff, all'età di 36 anni e 162 giorni (lo precede Joe Nieuwendyk che, a 37 anni e 223 giorni, ha segnato il gol decisivo per eliminare gli Ottawa Senators in Gara 7 delle Eastern Conference Quarterfinals del 2004).[12]
- I Toronto Maple Leafs hanno mantenuto la loro imbattibilità nelle serie di playoff in cui hanno affrontato gli Ottawa Senators, avendo vinto in tutte e 5 le serie.[12]

#### (A2) Tampa Bay Lightning – (A3) Florida Panthers
I Tampa Bay Lightning hanno concluso la regular season al 2° posto nella Atlantic Division con 102 punti, mentre i Florida Panthers hanno ottenuto 98 punti e si sono classificati al 3° posto nella stessa division. È stato il quarto incontro ai playoff (nonché il secondo consecutivo) tra queste due squadre (tra cui sussiste una rivalità), con Tampa Bay che ha aveva 2 delle 3 precedenti serie. L'ultima occasione in cui si erano incontrate risaliva al Eastern Conference First Round della precedente stagione, vincendo in 5 gare. Durante la regular season Tampa Bay e Florida si erano incontrate in 4 partite totalizzando 2 vittorie a testa.
Con il punteggio di 4-1 nella serie, i Florida Panthers hanno eliminato dai playoff i Tampa Bay Lightning e si sono qualificati al Eastern Conference Second Round.

##### Riepilogo serie
| Squadra 1           | Totale | Squadra 2        | Gara 1 | Gara 2 | Gara 3 | Gara 4 | Gara 5 | Gara 6 | Gara 7 |
| ------------------- | ------ | ---------------- | ------ | ------ | ------ | ------ | ------ | ------ | ------ |
| Tampa Bay Lightning | 1–4    | Florida Panthers | 2–6    | 0–2    | 5–1    | 2–4    | 3–6    |        |        |

##### Risultati

###### Gara 1
| Arbitri: | T.J. Luxmore Eric Furlatt Scott Cherrey Libor Suchánek |

| |            | |
| 1° periodo (PPG) J. Guentzel (1) 12:21 N. Kucherov (1) – V. Hedman (1) 2° periodo B. Point (1) 13:04 R. McDonagh (1) – G. Goncalves (1) 3° periodo nessun goal               | Marcatori  | 1° periodo 03:44 (1) S. Bennett (1) M. Samoskevich 19:15 (1) S. Reinhart (1) D. Kulikov – (1) C. Verhaeghe 2° periodo 04:41 (1) N. Schmidt (1 ) B. Marchand – (1) S. Bennett 04:55 (1) M. Tkachuk (PPG) (1) S. Reinhart – (1) A. Barkov 09:44 (2) M. Tkachuk (PPG) nessun assist 3° periodo 05:09 (2) N. Schmidt (PPG) (1) M. Tkachuk – (2) A. Barkov |
| 1° periodo nessuna penalità 2° periodo (2 min – Delay of Game) Team penalty 04:41 (2 min – Interference) E. Lilleberg 09:12 3° periodo(2 min – Interference) E. Černák 03:14 | Penalità   | 1° periodo 10:25 M. Tkachuk (Roughing – 2 min) 2° periodo nessuna penalità 3° periodo 09:25 M. Reinhart (Hooking – 2 min) 13:46 S. Reinhart (Tripping – 2 min) |
| Jon Cooper | Allenatori | Paul Maurice |

- Con la vittoria ottenuta in Gara 1 tra i pali dei Florida Panthers, il goalie russo Sergei Bobrovsky ha ottenuto la sua 45ª W in una gara di playoff NHL, superando il finlandese Pekka Rinne per numero di vittorie ottenute da un portiere nato al di fuori dell'America Settentrionale; in questa classifica precedono il portiere russo il connazionale Vasilevskiy (66), il ceco Dominik Hašek (65), lo svedese Henrik Lundqvist (61 e il finlandese Tuukka Rask (57).[14]

###### Gara 2
| Arbitri: | Gord Dwyer Pierre Lambert Bevan Mills Devin Berg |

| |            | |
| 1° periodo nessun goal 2° periodo nessun goal 3° periodo nessun goal | Marcatori  | 1° periodo 04:15 (3) N. Schmidt (2) S. Reinhart – (3) A. Barkov 2° periodo nessun goal 3° periodo 19:56 (2) S. Bennett (EN) (1) S. Jones |
| 1° periodo nessuna penalità 2° periodo (2 min – Slashing) J. Guentzel 07:14 (2 min – Roughing) A. Cirelli 09:09 (2 min – Roughing) J. Guentzel 19:10 (2 min – Unsportsmanlike Conduct) A. Cirelli 20:00 3° periodo (5 min – Interference-major penalty) B. Hagel 09:51 (2 min – Roughing) B. Point 10:22 | Penalità   | 1° periodo 01:58 B. Marchand (Slashing – 2 min) 19:23 G. Forsling (Holding the Stick – 2 min) 2° periodo 09:09 C. Verhaeghe (Boarding – 2 min) 09:09 B. Marchand (Roughing – 2 min) 20:00 M. Tkachuk (Unsportsmanlike Conduct – 2 min) 3° periodo 01:35 D. Kulikov (Slashing – 2 min) 08:33 M. Samoskevich (Roughing-Removing Opposing Helmet – 2 min) 10:22 A. Lundell (Roughing – 2 min) |
| Jon Cooper | Allenatori | Paul Maurice |

- Nate Schmidt, difensore dei Florida Panthers, è diventato il 2° difensore nella storia moderna della NHL (a partire dalla stagione 1943-1944) a segnare 2 goal-vittoria decisivi per la propria squadra nelle prime 2 partite di playoff disputate in carriera; prima di lui vi era riuscito soltanto Nicklas Lidström, difensore dei Detroit Red Wings, in Gara 1 e Gara 2 delle Eastern Conference Quarterfinals 2007.[15]
- I Florida Panthers sono riusciti ad ottenere uno shutout in una gara di playoff nell'impianto casalingo dei Tampa Bay Lightning, l'Amalie Arena; l'ultima volta a riuscirvi erano stati i Washington Capitals nella Gara 7 delle Eastern Conference Finals del 2018.[15]

###### Gara 3
| Arbitri: | Wes McCauley Furman South Devin Berg Bevan Mills |

| |            | |
| 1° periodo M. Tkachuk (1) 02:43 S. Bennett (2) – E. Rodrigues (1) 2° periodo nessun goal 3° periodo nessun goal | Marcatori  | 1° periodo 17:15 (2) B. Point (1) J. Guentzel – (2) N. Kucherov 2° periodo 13:17 (1) N. Paul (2) G. Goncalves – (2) R. McDonagh 3° periodo 00:21 (2) J. Guentzel (3) N. Kucherov – (3) R. McDonagh 14:19 (1) L. Glendening (1) Y. Gourde – (3) G. Goncalves 15:00 (1) A. Cirelli (EN) (2) J. Guentzel – (4) N. Kucherov |
| 1° periodo (2 min – Cross Checking) B. Marchand 08:50 2° periodo (2 min – Tripping) M. Samoskevich 10:46 (2 min – Unsportsmanlike Conduct) M. Tkachuk 18:24 (2 min – Roughing) E. Rodrigues 18:24 3° periodo (2 min – Tripping) E. Luostarinen 01:56 (5 min – Interference-major penalty) M. Tkachuk 15:00 (10 min – Misconduct) N. Mikkola 15:05 | Penalità   | 1° periodo 18:44 N. Kucherov (Roughing – 2 min) 2° periodo 08:13 A. Cirelli (Cross Checking – 2 min) 18:24 C. Geekie (Roughing – 2 min) 20:00 A. Cirelli (Roughing – 2 min) 3° periodo 06:04 N. Paul (Holding – 2 min) 15:05 A. Cirelli (Misconduct – 10 min)                                                           |
| Paul Maurice | Allenatori | Jon Cooper |

- Nikita Kucherov (Tampa Bay Lightning) è diventato il 7° giocatore nella storia della NHL ad aver totalizzato almeno 30 partite di playoff con almeno 2 assist. Ad esservi riuscito per più volte nella storia della lega è stato Wayne Gretzky in 72 occasioni. Kucherov, inoltre, ha totalizzato per l'11ª volta nella sua carriera 3 assist in una partita di playoff, raggiungendo Paul Coffey e Doug Gilmour (Gretzky vi è riuscito 28 volte, Mark Messier 12 volte).[16]
- Matthew Tkachuk ha segnato il suo 20° goal in una gara di playoff con i Florida Panthers, diventando il 3° giocatore nella storia della franchigia (dietro ai suoi compagni di squadra Carter Verhaeghe, con 26 reti, e Sam Reinhart, con 22 reti).[16]

###### Gara 4
| Arbitri: | Chris Rooney Jon McIsaac Jonny Murray Travis Gawryletz |

| |            | |
| 1° periodo nessun goal 2° periodo A. Lundell (1) 09:06 B. Marchand (2) – E. Luostarinen (1) 3° periodo A. Ekblad (1) 16:13 S. Reinhart (3) S. Jones (1) 16:24 A. Lundell (1) – D. Kulikov (2) (EN) C. Verhaeghe (1) 18:20 A. Barkov (4) | Marcatori  | 1° periodo nessun goal 2° periodo 12:21 (1) M. Chaffee (1) E. Lilleberg – (1) N. Perbix 12:32 (1) E. Černák (3) J. Guentzel 3° periodo         |
| 1° periodo (2 min – Slashing) G. Forsling 09:27 2° periodo nessuna penalità 3° periodo (5 min – Boarding-major) N. Mikkola 00:19 (10 min – Game Misconduct) N. Mikkola 00:19                                                            | Penalità   | 1° periodo 13:30 N. Perbix (Holding – 2 min) 2° periodo 04:12 G. Goncalves (Holding – 2 min) 3° periodo 05:12 B. Point (High Sticking – 2 min) |
| Paul Maurice | Allenatori | Jon Cooper |

- Con la sua presenza a difesa della porta dei Tampa Bay Lightning, il goalie Vasilevskiy ha disputato la sua 113ª partita da titolare nei playoff NHL della sua carriera, classificandosi al 5° posto nella graduatoria all-time (e superando Ken Dryden).[17]
- Gli 11 secondi che hanno separato le due reti segnate da Seth Jones e Aaron Ekblad per i Florida Panthers nel terzo periodo sono l'intervallo più breve di tempo tra due marcature segnate da due difensori in tutta la storia dei playoff NHL (il precedente record era di 16 secondi).[17]

###### Gara 5
| Arbitri: | Garrett Rank Brian Pochmara Jesse Marquis David Brisebois |

| |            | |
| 1° periodo G. Goncalves (1) 02:33 L. Glendening (1) – V. Hedman (2) N. Paul (2) 12:16 C. Geekie (1) 2° periodo (PPG) J. Guentzel (3) 09:57 V. Hedman (3) 3° periodo                    | Marcatori  | 1° periodo 05:21 (2) C. Verhaeghe (PPG) (2) M. Tkachuk – (4) S. Reinhart 10:06 (2) A. Lundell (3) B. Marchand – (2) E. Luostarinen 2° periodo 00:52 (1) A. Barkov (1) G. Forsling – (3) E. Luostarinen 15:13 (3) S. Bennett (2) A. Lundell – (4) E. Luostarinen 3° periodo 13:02 (1) E. Luostarinen (4) B. Marchand – (3) A. Lundell 15:36 (2) S. Reinhart (EN) nessun assist |
| 1° periodo (2 min – Slashing) E. Lilleberg 05:09 (2 min – Holding) N. Perbix 12:45 2° periodo (2 min – Roughing) J. Guentzel 20:00 3° periodo (2 min – Cross Checking) E. Černák 18:34 | Penalità   | 1° periodo 16:34 S. Jones (Interference – 2 min) 2° periodo 08:38 S. Bennett (Slashing – 2 min) 13:07 S. Bennett (Slashing – 2 min) 20:00 E. Rodrigues (Roughing – 2 min) 3° periodo nessuna penalità |
| Jon Cooper | Allenatori | Paul Maurice |

- Eetu Luostarinen (Florida Panthers) ha messo a referto 4 punti in Gara 5 stabilendo un nuovo record di punti in una gara di playoff nella storia della franchigia, nonché un nuovo record di punti in una gara di playoff con in palio la qualificazione al turno successivo.[18]
- Con la loro sconfitta subita in Gara 5, i Tampa Bay Lightning hanno perso 9 delle loro ultime 10 gare casalinghe di playoff nel loro impianto di Tampa, l'Amalie Arena.[18]
- Carter Verhaeghe (Florida Panthers) ha messo a segno una rete per la 2ª partita consecutiva.[18]
- L'attaccante Nikita Kucherov (Tampa Bay Lightning) non segna in una gara di playoff da 15 partite consecutive.[18]
- L'attaccante Matthew Tkachuk (Florida Panthers) ha concluso la serie contro i Lightning mettendo a referto 5 punti complessivi (3 goal e 2 assist).[18]
- I Tampa Bay Lightning hanno messo a segno soltanto 2 power play goal in 18 occasioni complessive nella serie.[18]

#### (M1) Washington Capitals – (WC2) Montréal Canadiens
I Washington Capitals hanno concluso la regular season al 1° posto nella Metropolitan Division e nella classifica della Eastern Conference con 111 punti, mentre i Montréal Canadiens hanno totalizzato 91 punti ottenendo la 2ª wild card della Eastern Conference. È stato il secondo incontro ai playoff tra Capitals e Canadiens, dato che l'unico precedente tra queste due squadre risaliva alle Eastern Conference Quarterfinals del 2010, nelle quali Montréal è riuscita a ribaltare la serie dopo essere andata in svantaggio per 1-3. Durante la regular season, tuttavia, Washington si era imposta sui Canadiens in 2 partite su 3 disputate.
Con il punteggio di 4-1 nella serie, i Washington Capitals hanno eliminato dai playoff i Montréal Canadiens e si sono qualificati al Eastern Conference Second Round.

##### Riepilogo serie
| Squadra 1           | Totale | Squadra 2          | Gara 1   | Gara 2 | Gara 3 | Gara 4 | Gara 5 | Gara 6 | Gara 7 |
| ------------------- | ------ | ------------------ | -------- | ------ | ------ | ------ | ------ | ------ | ------ |
| Washington Capitals | 4–1    | Montreal Canadiens | 3–2 (OT) | 3–1    | 3–6    | 5–2    | 4–1    |        |        |

##### Risultati

###### Gara 1
| Arbitri: | Kendrick Nicholson Francois St. Laurent David Brisebois Jesse Marquis |

| |            | |
| 1° periodo (PPG) A. Ovechkin (1) 18:34 T. Wilson (1) – D. Strome (1) 2° periodo A. Beauvillier (1) 12:09 A. Ovechkin (1) – D. Strome (2) 3° periodo nessun goal Overtime A. Ovechkin (2) 2:26 A. Beauvillier (1) – D. Strome (3) | Marcatori  | 1° periodo nessun goal 2° periodo nessun goal 3° periodo 10:32 (1) C. Caufield PPG (1) P. Laine – (1) L. Hutson 15:45 (1) N. Suzuki (1) A. Carrier – (2) L. Hutson Overtime nessun goal                                         |
| 1° periodo (2 min – Slashing) T. Raddysh 10:26 (2 min – Roughing) A. Mangiapane 16:58 (2 min – Roughing) T. Raddysh 19:13 2° periodo nessuna penalità 3° periodo (2 min – Tripping) P. Dubois 10:03 Overtime nessuna penalità    | Penalità   | 1° periodo 16:58 K. Guhle (Roughing – 2 min) 16:58 A. Newhook (Roughing – 2 min) 19:13 J. Slafkovský (Roughing – 2 min) 2° periodo 16:18 P. Laine (High Sticking – 2 min) 3° periodo nessuna penalità Overtime nessuna penalità |
| Spencer Carbery | Allenatori | Martin St. Louis |

- Alexander Ovechkin (Washington Capitals) ha messo a segno il suo 29° power play goal in una partita dei playoff NHL, diventando il 7° giocatore a raggiungere questa quota nella storia della lega (eguagliando il record di Mario Lemieux). Lo stesso hockeista russo ha segnato il suo 74° goal nei playoff, raggiungendo Joe Pavelski al 13° posto nella classifica NHL dei top-scorers degli Stanley Cup playoff.[20]
- Lane Hutson (Montréal Canadiens) è diventato il 3° difensore nella storia dei Canadiens ad essere riuscito a totalizzare almeno 2 punti al suo esordio nei playoff NHL; in precedenza vi erano riusciti Alexei Emelin (con 2 assist in Gara 1 dell'Eastern Conference First Round del 2014) e Red Goupille (segnando 2 reti in Gara 1 nei quarti di finale dei playoff 1938).[20]

###### Gara 2
| Arbitri: | Jake Brenk Kelly Sutherland Matt MacPherson Julien Fournier |

| |            | |
| 1° periodo nessun goal 2° periodo C. McMichael (1) 03:47 T. Raddysh (1) D. Strome (1) 04:47 A. Beauvillier (2) – R. Leonard (1) 3° periodo (PPG) C. McMichael (2) 19:58 P. Dubois (1) – T. Wilson (2) | Marcatori  | 1° periodo nessun goal 2° periodo 01:16 (1) C. Dvorak (1) J. Anderson – (1) B. Gallagher 3° periodo nessun goal                                                        |
| 1° periodo (2 min – Unsportsmanlike conduct) T. Wilson 08:14 2° periodo (2 min – Cross Checking) M. Roy 05:08 (2 min – Interference) N. Dowd 17:41 3° periodo (2 min – Slashing) B. Duhaime 20:00     | Penalità   | 1° periodo 08:14 J. Anderson (Boarding – 2 min) 08:14 J. Anderson (Cross Checking – 2 min) 2° periodo nessuna penalità 3° periodo 20:00 J. Anderson (Slashing – 2 min) |
| Spencer Carbery | Allenatori | Martin St. Louis |

- Mettendo a segno 1 assist in Gara 2, il ventenne Ryan Leonard è diventato il giocatore più giovane nella storia dei Washington Capitals ad aver totalizzato almeno 1 punto in una gara di playoff NHL; in precedenza vi era riuscito alla stessa età André Burakovsky, in occasione di Gara 4 del Eastern Conference Second Round 2015.[21]

###### Gara 3
| Arbitri: | Francis Charron Graham Skilliter Shandor Alphonso Kyle Flemington |

| |            | |
| 1° periodo A. Carrier (1) 19:07 A. Newhook (1) – J. Evans (1) 2° periodo (PPG) N. Suzuki (2) 08:37 nessun assist C. Caufield (2) 19:51 L. Hutson (3) 3° periodo C. Dvorak (2) 04:17 D. Savard (1) – J. Armia (1) J. Slafkovský (1) 13:23 C. Caufield (1) (PPG) A. Newhook (1) 17:35 B. Gallagher (2) – M. Matheson (1) | Marcatori  | 1° periodo 03:20 (3) C. McMichael (1) M. Roy – (1) R. Sandin 2° periodo 10:47 (1) J. Chychrun (1) A. Mangiapane – (1) L. Eller 3° periodo 02:39 (3) A. Ovechkin (4) D. Strome – (3) A. Beauvillier |
| 1° periodo (2 min – Tripping) A. Newhook 09:47 (2 min – Slashing) N. Suzuki 19:21 2° periodo (2 min – Roughing) J. Anderson 20:00 (10 min – Misconduct) J. Anderson 20:00 (2 min – Roughing) A. Xhekaj 20:00 3° periodo nessuna penalità                                                                               | Penalità   | 1° periodo 07:31 R. Leonard (Unsportsmanlike Conduct – 2 min) 2° periodo 08:33 B. Duhaime (Illegal Check ho Head – 2 min) 11:39 B. Duhaime (Interference – 2 min) 20:00 T. Wilson (Roughing – 2 min) 20:00 T. Wilson (Misconduct – 10 min) 20:00 L. Eller (Roughing – 2 min) 3° periodo 06:19 T. van Riemsdyk (Interference – 2 min) 15:37 J. Chychrun (Cross Checking – 2 min) |
| Martin St. Louis | Allenatori | Spencer Carbery |

- Alexander Ovechkin ha messo a segno il 75° goal in una gara di playoff NHL, superando nella classifica all-time Joe Pavelski e avvicinandosi al record di Mario Lemieux (che ne ha segnati in carriera 76).[22]
- Jakub Dobes è diventato il 2° goalie di riserva nella storia dei Montréal Canadiens ad aver ottenuto una vittoria al suo esordio in una gara dei playoff; in precedenza vi era riuscito al suo esordio soltanto Charlie Hodge, quando sostituì il titolare Jacques Plante in Gara 1 delle Stanley Cup Semifinals del 1955 (anche Rogie Vachon vi era riuscito in Gara 4 delle Stanley Cup Quarterfinals del 1969, ma non era al suo esordio ai playoff).[22]

###### Gara 4
| Arbitri: | Dan O'Rourke Frederick L'Ecuyer Ryan Daisy Andrew Smith |

| |            | |
| 1° periodo nessun goal 2° periodo (PPG) J. Slafkovský (2) 10:33 I. Demidov (1) – L. Hutson (4) (PPG) C. Caufield (3) 18:32 L. Hutson (5) – I. Demidov (2) 3° periodo nessun goal                                                                               | Marcatori  | 1° periodo nessun goal 2° periodo 01:25 (2) D. Strome (4) A. Beauvillier 3° periodo 06:39 (1) B. Duhaime (1) J. Chychrun – (1) T. van Riemsdyk 16:23 (1) A. Mangiapane (5) D. Strome – (2) T. van Riemsdyk 17:21 (2) B. Duhaime (EN) (1) N. Dowd 19:05 (1) T. Wilson (EN) (1) C. McMichael |
| 1° periodo (2 min – Interference) K. Guhle 11:35 (2 min – Interference) A. Xhekaj 16:28 2° periodo (2 min – High Sticking) C. Dvorak 04:54 (2 min – Hooking) J. Armia 06:11 (2 min – Roughing) J. Anderson 16:05 3° periodo (2 min – Roughing) C. Dvorak 00:37 | Penalità   | 1° periodo 02:47 A. Alexeyev (Interference – 2 min) 2° periodo 09:16 N. Dowd (Interference – 2 min) 18:02 A. Ovechkin (Interference – 2 min) 3° periodo 00:37 J. Carlson (Slashing – 2 min) 00:37 J. Chychrun (Roughing – 2 min)                                                           |
| Martin St. Louis | Allenatori | Spencer Carbery |

- Anthony Beauvillier è il primo giocatore nella storia dei Washington Capitals a mettere a referto almeno 1 assist in ognuna delle prime 4 partite di playoff.[23]
- Lane Hutson (Washington Capitals) è il primo rookie nella storia della NHL a totalizzare almeno 5 assist nella sua prima serie di playoff.[23]
- Ivan Demidov (Montréal Canadiens) è diventato il primo giocatore di età inferiore ai 20 anni (19 anni e 138 giorni) a mettere a segno una gara di playoff con almeno 2 punti a referto; lo stesso Demidov, inoltre, è stato il primo giocatore dei Canadiens con meno di 20 anni che, dal 2013, è riuscito totalizzare 1 punto in una partita di playoff (in precedenza vi era riuscito, il 7 maggio 2013, Alex Galchenyuk, in occasione della sconfitta subita per mano degli Ottawa Senators nella Gara 4 delle Eastern Conference Quarterfinals 2013).[23]

###### Gara 5
| Arbitri: | Jean Hebert Peter MacDougall Jonny Murray Travis Gawryletz |

| |            | |
| 1° periodo (PPG) A. Ovechkin (4) 09:12 D. Strome (6) J. Chychrun (2) 11:15 P. Dubois(2) – T. Wilson (3) 2° periodo (PPG) T. Wilson (2) 16:59 J. Carlson (1) – D. Strome (7) 3° periodo (EN) B. Duhaime (3) 19:34 C. McMichael (2) | Marcatori  | 1° periodo nessun goal 2° periodo nessun goal 3° periodo HG’ 02:40 (1) E. Heineman (2) J. Armia – (1) O. Kapanen                                               |
| 1° periodo (2 min – Interference) P. Dubois 07:06 (2 min – Roughing) B. Duhaime 13:50 2° periodo nessuna penalità 3° periodo nessuna penalità                                                                                     | Penalità   | 1° periodo 08:34 J. Slafkovský (Slashing – 2 min) 2° periodo 05:45 M. Matheson (Slashing – 2 min) 16:41 J. Evans (Holding – 2 min) 3° periodo nessuna penalità |
| Spencer Carbery | Allenatori | Martin St. Louis |

- Aleksandr Ovechkin (Washington Capitals) ha raggiunto Mario Lemieux al 12° posto nella classifica all-time dei marcatori nei playoff NHL, con 76 reti.[24]
- Dylan Strome (Washington Capitals) ha concluso la serie con 9 punti complessivi (2 goal e 7 assist), registrando punti in ogni gara della sfida contro i Canadiens.[24]
- L'attaccante dei Capitals Aliaksei Protas è tornato sul ghiaccio dopo l'infortunio del 4 aprile 2025 in cui aveva subito un taglio al piede sinistro, ma non è riuscito ad effettuare un solo tiro in porta in 16 minuti e 48 secondi sul rink.[24]
- Nick Suzuki (Montréal Canadiens) ha vinto un totale di 13 face-off su 19 disputati.[24]
- L'attaccante dei Canadiens Patrik Laine ha saltato la sua 3ª partita consecutiva per un infortunio al torace.[24]

#### (M2) Carolina Hurricanes – (M3) New Jersey Devils
I Carolina Hurricanes si sono qualificati al 2° posto della Metropolitan Division con 99 punti, mentre i New Jersey Devils hanno ottenuto 91 punti, concludendo la regular season al 3° posto nella stessa division. È stato il sesto incontro ai playoff tra queste due squadre, con gli Hurricanes che detenevano in quel momento il miglior record avendo vinto 4 delle precedenti 5 serie. L'ultima volta in cui si erano affrontati ai playoff Hurricanes e Devils risaliva all'Eastern Conference Second Round del 2023, nel quale gli Hurricanes si erano imposti dopo 5 gare. Durante la regular season le due squadre si erano incontrate per 4 volte, con 2 vittorie per parte.
Con il punteggio di 4-1 nella serie, i Carolina Hurricanes hanno eliminato dai playoff i Tampa Bay Lightning e si sono qualificati al Eastern Conference Second Round.

##### Riepilogo serie
| Squadra 1           | Totale | Squadra 2         | Gara 1 | Gara 2 | Gara 3    | Gara 4 | Gara 5    | Gara 6 | Gara 7 |
| ------------------- | ------ | ----------------- | ------ | ------ | --------- | ------ | --------- | ------ | ------ |
| Carolina Hurricanes | 4–1    | New Jersey Devils | 4–1    | 3–1    | 2–3 (2OT) | 5–2    | 5–4 (2OT) |        |        |

##### Risultati

###### Gara 1
| Arbitri: | T.J. Luxmore Eric Furlatt Matt MacPherson Julien Fournier |

| |            | |
| 1° periodo J. Chatfield (1) 02:24 E. Robinson (1) – J. Roslovic (1) 2° periodo L. Stankoven (1) 06:37 J. Martinook (1) – J. Slavin (1) (PPG) L. Stankoven (2) 13:08 T. Hall (1) – J. Kotkaniemi (1) 3° periodo (EN) A. Svechnikov (1) 17:32 T. Hall (2) | Marcatori  | 1° periodo nessun goal 2° periodo 18:51 (1) N. Hischier (1) J. Bratt – (1) B. Pesce 3° periodo nessun goal |
| 1° periodo (2 min – Cross Checking) J. Chatfield 4:21 2° periodo (2 min – Roughing) S. Gostisbehere 18:25 3° periodo (2 min – Hooking) J. Blake 12:10                                                                                                   | Penalità   | 1° periodo 6:03 Team Penalty (Too Many Man on the Ice – 2 min) 15:15 T. Meier (Tripping – 2 min) 2° periodo 11:27 D. Mercer (Delay of Game – 2 min) 18:25 T. Meier (Roughing – 2 min) 3° periodo nessuna penalità |
| Rod Brind'Amour | Allenatori | Sheldon Keefe |

- Logan Stankoven è il 5° rookie nella storia dei Carolina Hurricanes a segnare almeno 2 reti in una gara di playoff: Stankoven si unisce in tal modo a Seth Jarvis (che vi era riuscito nel 2022), Warren Foegele (2019), Andrei Svechnikov (2019) ed Erik Cole (2002).[26]

###### Gara 2
| Arbitri: | Peter MacDougall Jean Hebert Bevan Mills Devin Berg |

| |            | |
| 1° periodo nessun goal 2° periodo S. Gostisbehere (1) 02:57 J. Blake (1) – S. Aho (1) (SHG) J. Martinook (1) 05:54 D. Orlov (1) 3° periodo (EN) S. Jarvis (1) 19:23 J. Martinook (2)            | Marcatori  | 1° periodo 03:51 (1) J. Bratt (1) E. Haula – (1) D. Hamilton 2° periodo nessun goal 3° periodo nessun goal                                                               |
| 1° periodo nessuna penalità 2° periodo (2 min – Slashing) S. Aho 05:41 (2 min – Roughing) J. Chatfield 07:03 (2 min – High Sticking) J. Blake 13:14 3° periodo (2 min – Tripping) J. Staal 5:55 | Penalità   | 1° periodo 08:53 O. Palát (Hooking – 2 min) 13:09 P. Cotter (Tripping – 2 min) 2° periodo 07:03 T. Meier (Roughing – 2 min) 3° periodo 09:13 Š. Nemec (Tripping – 2 min) |
| Rod Brind'Amour | Allenatori | Sheldon Keefe |

- Con la vittoria ottenuta in questa Gara 1, il goalie dei Carolina Hurricanes Felix Andersen totalizza 13 vittorie in carriera nei playoff NHL, ad una sola vittoria di distanza da Artūrs Irbe tra i portieri della franchigia con più vittorie ottenute nei playoff.[27]

###### Gara 3
| Arbitri: | Kelly Sutherland Jake Brenk Ryan Daisy Andrew Smith |

| |            | |
| 1° periodo N. Hischier (2) 16:11 T. Meier (1) – O. Palat (1) 2° periodo nessun goal 3° periodo D. Mercer (1) 01:18 J. Bratt (2) 1° Overtime nessun goal 2° Overtime S. Nemec (1) 02:36 nessun assist | Marcatori  | 1° periodo nessun goal 2° periodo 3° periodo 06:11 (2) S. Jarvis (PPG) (2) S. Aho – (1) S. Gostisbehere 12:20 (1) S. Aho (PPG) (1) A. Svechnikov 1° Overtime nessun goal 2° Overtime nessun goal                                                                                                 |
| 1° periodo (2 min – Tripping) D. Hamilton 07:09 (2 min – Roughing) J. Kovacevic 12:50 2° periodo (2 min – Holding) J. Siegenthaler 03:41 3° periodo (2 min – Interference) J. Siegenthaler 05:05 (2 min – Delay of Game-Puck Over Glass) B. Pesce 12:08 1° Overtime nessuna penalità 2° Overtime nessuna penalità | Penalità   | 1° periodo 12:50 S. Jarvis (Roughing – 2 min) 2° periodo 08:31 D. Orlov (Interference – 2 min) 16:10 J. Martinook (Tripping – 2 min) 3° periodo 06:24 W. Carrier (Roughing – 2 min) 1° Overtime 04:14 B. Burns (Tripping – 2 min) 13:56 J. Staal (Tripping – 2 min) 2° Overtime nessuna penalità |
| Sheldon Keefe | Allenatori | Rod Brind'Amour |

- A 21 anni e 69 giorni di età, Šimon Nemec (Carolina Hurricanes) è diventato il 2° difensore più giovane ad aver segnato una rete all'overtime di una partita dei playoff NHL, dietro soltanto ad Andrei Zyuzin, che vi è riuscito in occasione di Gara 4 delle Eastern Conference Quarterfinals del 1998 avendo compiuto 20 anni e 97 giorni.[28]
- Terminata dopo la disputa di 2 overtime, Gara 3 è stata la partita più lunga disputata al Prudential Center di Newark (New Jersey), impianto inaugurato nel 2007.[28]
- I Carolina Hurricanes hanno totalizzato una sola vittoria e 12 sconfitte in partite disputate con più di un overtime.[28]

###### Gara 4
| Arbitri: | Francis Charron Graham Skilliter Shandor Alphonso Kyle Flemington |

| |            | |
| 1° periodo nessun goal 2° periodo N. Hischier (3) 02:45 O. Palat (2) – T. Meier (2) T. Meier (1) 07:34 nessun assist 3° periodo nessun goal                                                            | Marcatori  | 1° periodo 00:52 (2) A. Svechnikov (1) B. Burns – (2) J. Blake 09:47 (1) J. Slavin nessun assist 2° periodo 00:42 (3) A. Svechnikov (PPG) (1) S. Jarvis – (3) S. Aho 3° periodo 00:52 (2) A. Svechnikov (1) B. Burns – (2) J. Blake 14:14 (1) B. Burns nessun assist 16:43 (4) A. Svechnikov (EN) (3) J. Blake – (4) S. Aho |
| 1° periodo (2 min – Interference) D. Hamilton 19:29 2° periodo (2 min – Interference) J. Siegenthaler 17:16 3° periodo (2 min – High Sticking) D. Hamilton 00:52 (10 min – Misconduct) S. Noesen 17:57 | Penalità   | 1° periodo 16:03 S. Walker (Tripping – 2 min) 2° periodo 13:59 D. Orlov (Hooking – 2 min) 3° periodo 17:57 J. Kotkaniemi (Misconduct – 10 min) |
| Sheldon Keefe | Allenatori | Rod Brind'Amour |

- Andrej Svechnikov è il 5° giocatore della lega ad aver messo a segno per la prima volta due triplette di reti in altrettante partite di playoff, unendosi in questo gruppo a Wayne Gretzky (che vi è riuscito in 3 occasioni con gli Edmonton Oilers), Daniel Alfredsson (con gli Ottawa Senators), Doug Bentley (con i Chicago Blackhawks) e Paul Reinhart (con i Calgary Flames).[29]

###### Gara 5
| Arbitri: | Gord Dwyer Pierre Lambert Tyson Baker Ryan Gibbons |

| |            | |
| 1° periodo nessun goal 2° periodo T. Hall (1) 01:46 L. Stankoven (1) – J. Slavin (2) J. Blake (1) 04:01 M. Jankowski (1) A. Svechnikov (5) 05:40 D. Orlov (2) – S. Aho (5) (PPG) S. Aho (2) 11:27 S. Jarvis (2) – S. Gostisbehere (2) 3° periodo nessun goal 1° Overtime nessun goal 2° Overtime (PPG) S. Aho (3) 04:17 S. Gostisbehere (3) – S. Jarvis (3) | Marcatori  | 1° periodo 03:46 (2) D. Mercer (2) B. Pesce 05:31 (2) T. Meier (3) B. Pesce 09:55 (1) S. Noesen (1) S. Nemec – (2) D. Hamilton 2° periodo 07:26 (4) N. Hischier (1) P. Cotter – (1) S. Noesen 3° periodo nessun goal 1° Overtime nessun goal 2° Overtime nessun goal        |
| 1° periodo (2 min – Interference) E. Robinson 07:52 2° periodo nessuna penalità 3° periodo (2 min – Roughing) J. Blake 07:50 (2 min – Holding) S. Jarvis 12:27 1° Overtime nessuna penalità 2° Overtime nessuna penalità | Penalità   | 1° periodo 19:42 C. Glass (Interference – 2 min) 2° periodo 09:37 T. Tatar (Tripping – 2 min) 10:43 E. Haula (Tripping – 2 min) 3° periodo 04:30 D. Mercer (Tripping – 2 min) 1° Overtime nessuna penalità 2° Overtime 01:10 D. Mercer (High Sticking-double minor – 4 min) |
| Rod Brind'Amour | Allenatori | Sheldon Keefe |

- L'attaccante dei Carolina Hurricanes Jesperi Kotkaniemi è uscito infortunato dopo un colpo di bastone subito da Dawson Mercer.[30]
- Andrej Svechnikov ha messo a referto più tiri in porta in qualsiasi altro giocatore in Gara 5, ben 9 in totale.[30]
- Jordan Martinhook (Carolina Hurricanes) ha effettuato 10 cariche.[30]
- La striscia positiva dei Carolina Hurricanes nelle serie di playoff contro i New Jersey Devils si è allungata a 5 successi consecutivi.[30]
- Il giocatore ad aver totalizzato più minutaggio sul rink di Gara 5 è stato il difensore dei New Jersey Devils Brian Dumoulin, con ben 37 minuti e 19 secondi.[30]

### Western Conference First Round

#### (C1) Winnipeg Jets – (WC2) St. Louis Blues
I Winnipeg Jets hanno ottenuto il Presidents' Trophy come la squadra che ha totalizzato più punti durante la regular season (116), ottenendo contemporaneamente la 1ª posizione nella Central Division, mentre i St. Louis Blues hanno ottenuto la 2ª wild card della Western Conference grazie alle sue 32 vittorie nei tempi regolamentari in regular season (criterio di spareggio utilizzato dato che i Calgary Flames avevano ottenuto lo stesso punteggio dei Blues, totalizzando entrambe le squadre 96 punti). È il secondo incontro ai playoff tra queste due squadre. Il loro unico precedente risale al Western Conference First Round del 2019, nel quale St. Louis si è imposto su Winnipeg in 6 gare. Tuttavia, durante la regular season, Winnipeg ha battuto St. Louis in 3 partite su 4 disputate.
Con il punteggio di 4-3 nella serie, i Winnipeg Jets hanno eliminato dai playoff i St. Louis Blues e si sono qualificati al Western Conference Second Round.

##### Riepilogo serie
| Squadra 1     | Totale | Squadra 2       | Gara 1 | Gara 2 | Gara 3 | Gara 4 | Gara 5 | Gara 6 | Gara 7    |
| ------------- | ------ | --------------- | ------ | ------ | ------ | ------ | ------ | ------ | --------- |
| Winnipeg Jets | 4–3    | St. Louis Blues | 5–3    | 2–1    | 2–7    | 1–5    | 5–3    | 2–5    | 4–3 (2OT) |

##### Risultati

###### Gara 1
| Arbitri: | Francis Charron Graham Skilliter Ryan Daisy Andrew Smith |

| |            | |
| 1° periodo (PPG) M. Scheifele (1) 13:38 K. Connor (1) – J. Morrissey (1) J. Anderson-Dolan (1) 15:02 M. Barron (1) – L. Schenn (1) 2° periodo nessun goal 3° periodo A. Iafallo (1) 09:18 M. Scheifele (1) – K. Connnor (2) K. Connor (1) 18:24 M. Scheifele (2) – J. Morrissey (2) (EN) A. Lowry (1) 19:07 M. Appleton (1)                                     | Marcatori  | 1° periodo 09:31 (1) R. Thomas (PPG) (1) C. Fowler – (1) P. Buchnevich 18:10 (1) O. Sundqvist (1) Bolduc – (1) J. Faulk 2° periodo 01:13 (1) J. Kyrou (2) J. Faulk – (1) J. Neighbours 3° periodo nessun goal |
| 1° periodo (2 min – Interference) L. Schenn 08:52 (2 min – Roughing) N. Pionk 19:42 2° periodo nessuna penalità 3° periodo (2 min – Hooking) D. Samberg 02:43 (10 min – Misconduct) M. Scheifele 19:41 (10 min – Misconduct) N. Pionk 19:41 (10 min – Misconduct) A. Iafallo 19:41 (10 min – Misconduct) L. Schenn 19:57 (10 min – Misconduct) L. Stanley 19:57 | Penalità   | 1° periodo 13:22 L. Neighbours (Slashing – 2 min) 2° periodo 02:04 C. Parayko (Tripping – 2 min) 19:44 N. Leddy (Tripping – 2 min) 3° periodo 04:05 Bolduc (Cross Cheching – 2 min) 19:41 Buchnevich (Misconduct – 10 min) 19:41 B. Schenn (Misconduct – 10 min) 19:41 J. Neighbours (Misconduct – 10 min) 19:57 M. Joseph (Misconduct – 10 min) 19:57 N. Walker (Misconduct – 10 min) |
| Scott Amiel | Allenatori | Jim Montgomery |

- Raggiungendo quota 41 punti (22 reti e 19 assist) in carriera in partite di playoff, Mark Scheifele (Winnipeg Jets) ha superato Blake Wheeler come giocatore con più punti totalizzati nella storia della franchigia.[32]
- Kyle Connor (Winnipeg Jets) ha segnato il suo 4° goal decisivo della sua carriera nei playoff, eguagliando il record storico della franchigia detenuto da Paul Stastny.[32]
- Sia Kyle Connor che Mark Scheifele hanno raggiunto 19 assist in partite di playoff, superando Dustin Byfuglien (che ne ha totalizzati 18) e piazzandosi entrambi al 2° posto in questa categoria nella storia della franchigia, dietro soltanto a Blake Wheeler.[32]

###### Gara 2
| Arbitri: | Chris Rooney Jon McIsaac Chris Schlenker Ryan Daisy Andrew Smith |

| |            | |
| 1° periodo M. Scheifele (2) 16:32 D. Demelo (1) 2° periodo nessun goal 3° periodo K. Connor (2) 1:43 C. Perfetti (1) – M. Scheifele (3)                                                                            | Marcatori  | 1° periodo 19:58 (1) J. Snuggerud (PPG) (2) P. Buchnevich – (2) C. Fowler 2° periodo nessun goal 3° periodo nessun goal                      |
| 1° periodo (2 min – Tripping) D. Demelo 18:06 2° periodo (2 min – Holding the Stick) M. Scheifele 10:24 (2 min – Cross Checking) L. Stanley 16:50 3° periodo (2 min – Roughing-Removing opp helmet) L. Schenn 8:01 | Penalità   | 1° periodo 6:19 R. Faksa (Tripping – 2 min) 13:21 T. Tucker (Cross Checking – 2 min) 2° periodo nessuna penalità 3° periodo nessuna penalità |
| Scott Amiel | Allenatori | Jim Montgomery |

- Con il suo goal decisivo, Kyle Connor (Winnipeg Jets) è diventato il 4° giocatore nell'ultimo ventennio a segnare 2 reti consecutive decisive per la vittoria della propria squadra nei playoff NHL, unendosi in questo gruppo a Chris Kreider (2023), Nathan MacKinnon (2021) e Nicklas Lidström (2007).[33]
- Jimmy Snuggerud, avendo 20 anni e 324 giorni) è diventato il 3° giocatore dei St. Louis Blues negli ultimi 15 anni ad aver segnato una rete all'esordio nei playoff avendo 20 anni o meno, insieme a Robert Thomas (19 anni e 303 giorni) e Robby Fabbri (20 anni e 90 giorni).[33]

###### Gara 3
| Arbitri: | Trevor Hanson Kyle Rehman Scott Cherrey Libor Suchánek |

| |            | |
| 1° periodo P. Buchnevich (1) 00:48 J. Snuggerud (1) – C. Fowler (3) (PPG) P. Buchnevich (2) 03:11 R. Thomas (1) – C. Fowler (4) C. Fowler (1) 15:51 R. Thomas (2) – P. Buchnevich (3) 2° periodo nessun goal 3° periodo P. Buchnevich (3) 05:24 R. Thomas (3) (PPG) J. Kyrou (2) 07:56 C. Fowler (5) A. Toropchenko (1) 10:32 J. Neighbours (2) – R. Faksa (1) (PPG) C. Parayko (1) 16:17 C. Fowler (6) – R. Thomas (4) | Marcatori  | 1° periodo nessun goal 2° periodo nessun goal 3° periodo 04:32 (1) D. Gustafsson (1) J. Anderson-Dolan – (2) M. Barron 12:50 (1) N. Pionk (PPG) (1) C. Miller – (2) M. Appleton |
| 1° periodo (2 min – Roughing) O. Sundqvist 12:01 2° periodo (2 min – Hooking) R. Thomas 05:57 (2 min – Hooking) P. Broberg 09:31 (2 min – Slashing) Bolduc 18:19 3° periodo (2 min – Roughing) Bolduc 06:30 (2 min – Roughing) B. Schenn 11:22 (10 min – Misconduct) B. Schenn 11:22 | Penalità   | 1° periodo 01:58 L. Schenn (Tripping – 2 min) 12:01 V. Namestnikov (Roughing – 2 min) 2° periodo 05:45 L. Schenn (Tripping – 2 min) 12:35 J. Anderson-Dolan (Hooking – 2 min) 3° periodo 06:30 C. Miller (Roughing – 2 min) 06:30 L. Stanley (Roughing – 2 min) 07:21 N. Pionk (Roughing – 2 min) 11:22 V. Namestnikov (Misconduct – 10 min) 16:12 L. Stanley (Roughing – 2 min) 16:12 L. Stanley (Misconduct – 10 min) 16:12 L. Stanley (Roughing – 2 min) 17:28 L. Schenn (Cross Checking – 2 min) |
| Jim Montgomery | Allenatori | Scott Amiel |

- Cam Fowler è diventato l'8° giocatore nella storia della NHL ad aver messo a segno almeno 5 punti in una partita di playoff. In Gara 4, inoltre, Fowler ha stabilito il nuovo record di franchigia per numero di punti messi a referto da un difensore in una gara di playoff.[34]

###### Gara 4
| Arbitri: | Kendrick Nicholson Francois St. Laurent Kiel Murchison C.J. Murray |

| |            | |
| 1° periodo J. Neighbours (1) 19:37 C. Parayko (1) – C. Fowler (7) 2° periodo T. Tucker (1) 10:46 N. Leddy (1) – A. Texier (1) B. Schenn (1) 17:23 C. Parayko (2) – J. Neighbours (3) J. Faulk (1) 18:54 J. Neighbours (4) – B. Schenn (1) 3° periodo R. Thomas (2) 02:01 O. Sundqvist (1) – P. Buchnevich (4) | Marcatori  | 1° periodo 13:58 (3) K. Connor (2) C. Perfetti – (1) D. Samberg 2° periodo nessun goal 3° periodo nessun goal |
| 1° periodo (2 min – Roughing) P. Buchnevich 07:37 (2 min – Tripping) T. Tucker 09:59 2° periodo nessuna penalità 3° periodo (10 min – Misconduct) N. Walker 17:47 (10 min – Misconduct) Bolduc 18:28 | Penalità   | 1° periodo 01:38 V. Namestnikov (Tripping – 2 min) 2° periodo 15:18 A. Lowry (Roughing – 2 min) 3° periodo 17:47 L. Schenn (Misconduct – 10 min) 18:28 A. Lowry (Roughing – 2 min) 18:28 A. Lowry (Misconduct – 10 min) 18:28 M. Appleton (Misconduct – 10 min) |
| Jim Montgomery | Allenatori | Scott Amiel |

- Per la 2ª volta nella loro storia, i St. Louis Blues sono riusciti a segnare almeno 12 reti nelle prime due gare casalinghe dei playoff (avevano segnato 14 goal durante i playoff del 1982).[35]

###### Gara 5
| Arbitri: | Kelly Sutherland Jake Brenk Shandor Alphonso Kyle Flemington |

| |            | |
| 1° periodo K. Connor (4) 01:23 M. Scheifele (4) – M. Appleton (3) N. Niederreiter (1) 08:39 D. Samberg (2) – N. Pionk (1) 2° periodo D. Demelo (1) 11:05 K. Connor (3) – V. Namestnikov (1) V. Namestnikov (1) 18:51 K. Connor (4) – M. Appleton (4) 3° periodo (EN) A. Lowry (2) 16:47 N. Niederreiter (1) – M. Appleton (5) | Marcatori  | 1° periodo 03:42 (1) N. Walker (3) C. Parayko – (8) C. Fowler 2° periodo 06:06 (2) J. Snuggerud (5) R. Thomas 3° periodo 19:07 (2) N. Walker (2) R. Faksa – (1) A. Toropchenko                                                               |
| 1° periodo (2 min – Roughing) B. Tanev 06:12 (2 min – Interference) G. Vilardi 07:20 (2 min – Roughing) L. Schenn 10:01 (2 min – Roughing) L. Stanley 10:01 2° periodo nessuna penalità 3° periodo nessuna penalità | Penalità   | 1° periodo 06:12 B. Schenn (Interference – 2 min) 06:12 B. Schenn (Roughing – 2 min) 07:20 O. Sundqvist (Embellishment – 2 min) 10:01 C. Parayko (Roughing – 2 min) 2° periodo 01:43 J. Faulk (Slashing – 2 min) 3° periodo nessuna penalità |
| Scott Amiel | Allenatori | Jim Montgomery |

- La franchigia dei Winnipeg Jets ha totalizzato 1 vittoria e 1 sconfitta nelle serie playoff nelle quali si è trovata sul punteggio di 2-2 dopo 4 gare: nel Western Conference First Round del 2019 ha perso la serie con il punteggio di 2-4 contro i St. Louis Blues, mentre nel Western Conference Second Round del 2018 hanno battuto i Nashville Predators 4-3.[36]
- Vladislav Namestnikov (Winnipeg Jets) ha segnato il suo primo goal dall'11 marzo 2025, concludendo una serie negativa di 21 gare (compresa la regular season) senza segnare una marcatura.[36]
- Per la 2ª volta in questa serie, in Gara 5 i Winnipeg Jets sono riusciti a concedere meno di 20 tiri ai St. Louis Blues.[36]
- Dylan DeMelo (Winnipeg Jets) ha segnato il suo 1° goal in carriera nei playoff.
- Kyle Connor (Winnipeg Jets) ha messo a referto la sua 2ª partita con almeno 3 punti in questi playoff, nonché la 4ª della sua carriera (eguagliando il record di franchigia di Blake Wheeler).[36]
- In 18 minuti e 32 secondi sul rink l'attaccante dei Winnipeg Jets Gabriel Vilardi ha fatto registrare a referto 4 blocked shots, il migliore della sua squadra. Vilardi aveva saltato le ultime 11 partite di regular season e le prime 4 gare di questa serie per un infortunio al torace.[36]

###### Gara 6
| Arbitri: | Jean Hebert Peter MacDougall Matt MacPherson Julien Fournier |

| |            | |
| 1° periodo P. Broberg (1) 06:05 R. Thomas (6) – J. Snuggerud (2) 2° periodo N. Walker (3) 11:34 P. Broberg (1) – R. Faksa (3) B. Schenn (2) 12:27 J. Neighbours (5) – R. Suter (1) C. Fowler (2) 13:40 C. Parayko (4) – A. Toropchenko (2) A. Toropchenko (2) 16:57 R. Faksa (4) 3° periodo nessun goal | Marcatori  | 1° periodo nessun goal 2° periodo 05:43 (1) C. Perfetti (PPG) (5) K. Connor – (3) J. Morrissey 3° periodo 08:54 (2) N. Niederreiter (PPG) (6) M. Appleton – (2) V. Namestnikov |
| 1° periodo (2 min – Interference) J. Neighbours 10:26 2° periodo (2 min – Hooking) J. Faulk 10:26 (2 min – Hooking) J. Faulk 00:26 (2 min – Slashing) N. Walker 05:31 3° periodo (2 min – Roughing) J. Faulk 03:14 (2 min – Roughing) P. Buchnevich 03:14 (10 min – Misconduct) A. Toropchenko 07:10 (2 min – Unsportsmanlike Conduct) B. Schenn 07:10 (2 min – Roughing) J. Neighbours 11:30 (2 min – Roughing) J. Faulk 11:30 (2 min – Roughing) C. Parayko 12:38 (2 min – High Sticking) R. Thomas 16:00 | Penalità   | 1° periodo 06:37 D. Demelo (Delay of Game-Puck over Glass – 2 min) 16:25 N. Niederreiter (Interference – 2 min) 2° periodo 14:46 J. Morrissey (Roughing – 2 min) 18:08 L. Stanley (Holding the Stick – 2 min) 3° periodo 03:14 J. Morrissey (Roughing – 2 min) 03:14 B. Tanev (Roughing – 2 min) 03:14 D. Toninato (Roughing – 2 min) 07:14 L. Stanley (Misconduct – 10 min) 11:30 M. Appleton (Slashing – 2 min) 11:30 N. Niederreiter (Roughing – 2 min) 11:30 N. Niederreiter (Unsportsmanlike Conduct – 2 min) |
| Jim Montgomery | Allenatori | Scott Amiel |

- Connor Hellebuyck, il goalie dei Winnipeg Jets ha incassato almeno 4 reti nelle sue ultime 7 presenze in partite di playoff disputate in trasferta. Inoltre, in 3 partite tra i pali contro i St. Louis Blues, ha subito 16 reti su 66 tiri (con una saves percentuage di .758).[37]
- L'ala sinistra Nikolaj Ehlers (Winnipeg Jets) è ritornato sul rink dopo la sua ultima presenza del 12 aprile 2025, a causa di un infortunio alle gambe. In Gara 6 ha messo a referto un plus/minus di -2 in 16 minuti sul ghiaccio.[37]
- Cam Fowler (St. Louis Blues) è diventato il difensore ad aver totalizzato più punti in questa edizione dei playoff, con 10 punti (2 goal e 8 assist), nonché il 2° tra tutti i giocatori, preceduto soltanto da Connor McDavid (Edmonton Oilers), che ne ha totalizzati 11.[37]
- Philip Broberg (St. Louis Blues) ha giocato 18 minuti e 43 secondi, mettendo a referto un plus/minus di +4.[37]
- Mathieu Joseph (St. Louis Blues) è tornato sul rink dopo la sua ultima presenza in Gara 1, rimanendo sul ghiaccio per 11 minuti e 22 secondi e registrando 4 cariche.[37]

###### Gara 7
| Arbitri: | Gord Dwyer Jean Hebert Devin Berg Matt MacPherson |

| |            | |
| 1° periodo nessun goal 2° periodo (PPG) C. Perfetti (2) 11:41 K. Connor (6) – N. Pionk (2) 3° periodo V. Namestnikov (2) 18:04 N. Pionk (3) – D. Samberg (3) C. Perfetti (3) 19:57 K. Connor (7) – N. Ehlers (1) 1° Overtime nessuna rete 2° Overtime A. Lowry (3) 16:10 N. Pionk (4) – K. Connor (8) | Marcatori  | 1° periodo 01:10 (3) J. Kyrou (5) C. Parayko – (5) P. Buchnevich 07:16 (1) M. Joseph nessun assist 2° periodo 19:25 (1) R. Faksa (1) N. Walker 3° periodo nessun goal 1° Overtime nessun goal 2° Overtime nessun goal |
| 1° periodo nessuna penalità 2° periodo (2 min – Tripping) N. Ehlers 19:30 3° periodo nessuna penalità 1° Overtime nessuna penalità 2° Overtime nessuna penalità | Penalità   | 1° periodo nessuna penalità 2° periodo 11:34 O. Sundqvist (Slashing – 2 min) 3° periodo nessuna penalità 1° Overtime 06:20 B. Schenn (Delay of Game-Puck over Glass – 2 min) 2° Overtime nessuna penalità             |
| Scott Amiel | Allenatori | Jim Montgomery |

- La rete segnata da Cole Perfetti (Winnipeg Jets), siglata dopo 59 minuti e 57 secondi di gioco nel 3° periodo, è stata la marcatura segnata più vicina alla conclusione dei tempi regolamentari in una Gara 7 dei playoff NHL.[38]
- I Winnipeg Jets hanno disputato Gara 7 con l'assenza del loro centro Mark Scheifele, che aveva già saltato Gara 6 per un infortunio.[38]
- Soltanto in 6 occasioni negli ultimi 30 anni si è verificato che la squadra in casa abbia sempre vinto in una serie di playoff al meglio delle 7 gare.[38]

#### (C2) Dallas Stars – (C3) Colorado Avalanche
I Dallas Stars hanno ottenuto la qualificazione ai playoff grazie al loro 2° posto nella Central Division con 106, mentre i Colorado Avalanche hanno ottenuto 102 punti in regular season che gli sono valsi il 3° posto nella stessa division. È stato il 7° confronto ai playoff (nonché il 2° consecutivo) tra queste due squadre, con gli Stars che avevano vinto in 4 delle 6 occasioni precedenti. La stagione precedente, in occasione del Western Conference Second Round, Dallas si era imposta sugli Avalanche dopo 6 gare. Nelle tre partite disputate tra le due squadre durante la regular season Dallas aveva vinto in 2 dei 3 confronti avvenuti.
Con il punteggio di 4-3 nella serie, i Dallas Stars hanno eliminato dai playoff i Colorado Avalanche e si sono qualificati al Western Conference Second Round.

##### Riepilogo serie
| Squadra 1    | Totale | Squadra 2          | Gara 1 | Gara 2   | Gara 3   | Gara 4 | Gara 5 | Gara 6 | Gara 7 |
| ------------ | ------ | ------------------ | ------ | -------- | -------- | ------ | ------ | ------ | ------ |
| Dallas Stars | 4–3    | Colorado Avalanche | 1–5    | 4–3 (OT) | 2–1 (OT) | 0–4    | 6–2    | 4–7    | 4–2    |

##### Risultati

###### Gara 1
| Arbitri: | Kelly Sutherland Jake Brenk Shandor Alphonso Kyle Flemington |

| |            | |
| 1° periodo nessun goal 2° periodo nessun goal 3° periodo (PPG) R. Hintz (1) 06:45 T. Harley (1) – W. Johnston (1)                                                   | Marcatori  | 1° periodo nessun goal 2° periodo 09:30 (1) A. Lehkonen (1) N. MacKinnon – (1) M. Nečas 16:38 (1) N. MacKinnon (PPG) (1) C. Makar – (1) J. Drouin 3° periodo 12:56 (1) D. Toews (1) J. Manson – (1) L. O'Connor 16:52 (2) N. MacKinnon (EN) (2) L. O'Connor – (1) R. Lindgren 17:03 (1) C. Coyle (1) J. Drury – (1) P. Kelly |
| 1° periodo (2 min – Tripping) M. Marchment 04:02 (2 min – Tripping) W. Johnston 04:38 2° periodo (4 min – High Sticking) R. Hintz 15:20 3° periodo nessuna penalità | Penalità   | 1° periodo 07:49 J. Manson (Holding – 2 min) 2° periodo 06:18 R. Lindgren (Delay of Game – 2 min) 3° periodo 04:49 J. Manson (Interference – 2 min) |
| Peter DeBoer | Allenatori | Jared Bednar |

- Cale Makar (Colorado Avalanche) è diventato il 3° difensore che più velocemente, in 73 partite di playoff, ha raggiunto quota 60 assist, dietro soltanto a Bobby Orr (che vi ha impiegato 69 partite) e Al MacInnis (in 71 gare).[40]
- Con il suo 15° power play goal segnato in una gara di playoff, Nathan MacKinnon (Colorado Avalanche) è diventato il 2° marcatore in power play della storia della franchigia, pareggiando il record di Peter Forsberg e dietro soltanto al massimo goleador in superiorità numerica nelle gare di playoff degli Avalanche, Joe Sakic (che ne ha segnati 27).[40]
- Jake Oettinger, goalie dei Dallas Stars, ha totalizzato la sua 48ª presenza ai playoff in maglia Stars, diventando il secondo portiere nella storia della squadra di Dallas con più presenze ai playoff.[40]

###### Gara 2
| Arbitri: | Francis Charron Graham Skilliter Jonny Murray Travis Gawryletz |

| |            | |
| 1° periodo (PPG) T. Seguin (1) 19:06 M. Marchment (1) – J. Benn (1) 2° periodo T. Harley (1) 3:40 S. Steel (1) – O. Bäck (1) 3° periodo E. Dadonov (1) 10:13 W. Johnston (2) Overtime C. Blackwell (1) 17:46 S. Steel (2) – C. Ceci (1) | Marcatori  | 1° periodo 8:48 (3) N. MacKinnon (PPG) (2) C. Makar – (2) J. Drouin 2° periodo 4:42 (1) J. Drury (3) L. O'Connor – (2) R. Lindgren 19:27 (1) L. O'Connor (1) A. Lehkonen – (1) S. Girard 3° periodo Overtime nessun goal           |
| 1° periodo (2 min – Tripping) M. Marchment 8:19 2° periodo (2 min – Tripping) M. Granlund 6:09 3° periodo (2 min – Hooking) M. Rantanen 18:34 Overtime nessuna penalità                                                                 | Penalità   | 1° periodo 17:33 P. Kelly (Holding – 2 min) 2° periodo 10:18 J. Kiviranta (Interference – 2 min) 15:12 J. Manson (Interference – 2 min) 17:05 L. O'Connor (Tripping – 2 min) 3° periodo nessuna penalità Overtime nessuna penalità |
| Peter DeBoer | Allenatori | Jared Bednar |

- Colin Blackwell (Dallas Stars) è diventato il 2° giocatore nella storia della franchigia a segnare una rete all'overtime alla sua prima presenza ai playoff con la maglia degli Stars (vi era già riuscito nel 1991 Brian Propp, in occasione della Gara 1 delle Division Semifinals).[41]

###### Gara 3
| Arbitri: | Jon McIsaac Chris Rooney Kiel Murchison C.J. Murray |

| |            | |
| 1° periodo V. Nichushkin (1) 08:09 S. Girard (2) – S. Malinski (1) 2° periodo nessun goal 3° periodo nessun goal Overtime nessun goal                                                                | Marcatori  | 1° periodo nessun goal 2° periodo nessun goal 3° periodo 09:18 (1) J. Benn (PPG) (2) T. Harley – (1) M. Granlund Overtime 05:31 (2) T. Seguin (2) M. Marchment – (1) M. Rantanen |
| 1° periodo (2 min – Cross Checking) R. Lindgren 06:28 2° periodo nessuna penalità 3° periodo (2 min – Holding) A. Lehkonen 06:48 (2 min – Interference) N. MacKinnon 09:08 Overtime nessuna penalità | Penalità   | 1° periodo 06:45 M. Rantanen (Tripping – 2 min) 17:43 C. Blackwell (Tripping – 2 min) 2° periodo 01:49 Team penalty (Too many men on the ice-bench – 2 min) 3° periodo 10:11 M. Duchene (Tripping – 2 min) 19:20 M. Marchment (High Sticking-double minor – 4 min) Overtime nessuna penalità |
| Jared Bednar | Allenatori | Peter DeBoer |

- Jamie Benn (Dallas Stars) ha segnato il suo 28° goal in carriera nei playoff, salendo al 4° posto nella classifica dei massimi goleador della franchigia nelle fasi finali del campionato NHL (raggiungendo Dino Ciccarelli e Neal Broten). Inoltre, per la 5ª in carriera, Benn ha segnato un gol del pareggio nel terzo ed ultimo periodo di una partita di playoff, eguagliando il record di franchigia detenuto da Joe Pavelski.[42]
- Tyler Seguin ha segnato il suo 6° goal decisivo con la maglia dei Dallas Stars in una gara di playoff, raggiungendo a tale quota Brett Hull, Joe Pavelski e Jamie Langenbrunner al 6° posto tra i marcatori ai playoff della storia della franchigia.[42]
- Con questa vittoria e la precedente in Gara 1, per la prima volta nella loro storia i Dallas Stars sono riusciti a vincere 2 partite di playoff consecutive all'overtime.[42]

###### Gara 4
| Arbitri: | Garrett Rank Brian Pochmara Ryan Gibbons Travis Gawryletz |

| |            | |
| 1° periodo (SHG) L. O'Connor (2) 12:39 nessun asssist (PPG) N. MacKinnon (4) 19:36 D. Toews (1) – J. Drouin (3) 2° periodo G. Landeskog (1) 13:10 B. Nelson (1) 3° periodo S. Girard (1) 10:46 B. Nelson (2) – G. Landeskog (1)                              | Marcatori  | 1° periodo nessun goal 2° periodo nessun goal 3° periodo nessun goal                                                                                           |
| 1° periodo (2 min – High Sticking) L. O'Connor 06:31 (2 min – Roughing) J. Drury 07:15 (2 min – Delay of Game-Puck over glass) D. Toews 11:53 2° periodo nessuna penalità 3° periodo (2 min – Holding) R. Lindgren 01:35 (2 min – Holding) R. Lindgren 18:21 | Penalità   | 1° periodo 07:15 R. Hintz (Slashing – 2 min) 17:41 M. Marchment (Elbowing – 2 min) 2° periodo nessuna penalità 3° periodo 19:21 W. Johnston (Roughing – 2 min) |
| Jared Bednar | Allenatori | Peter DeBoer |

- I Colorado Avalanche hanno ottenuto il loro primo shutout nei playoff dopo quello ottenuto contro i Tampa Bay Lightning in Gara 2 delle Stanley Cup Finals del 2002, battuti con il punteggio di 7–0.[43]
- Il goalie dei Colorado Avalanche, Mackenzie Blackwood, ha conquistato il suo primo shutout nei playoff della sua carriera dopo appena 4 partite, diventando il 5° portiere della storia della franchigia ad ottenere questo successo entro le sue prime 4 presenze nelle fasi finali del campionato NHL, unendosi a Pavel Francouz (che vi è riuscito al suo esordio nei playoff), Dan Bouchard, Craig Anderson e Patrick Roy (dopo 3 gare).[43]

###### Gara 5
| Arbitri: | Trevor Hanson Kyle Rehman Julien Fournier Matt MacPherson |

| |            | |
| 1° periodo W. Johnston (1) 00:09 E. Dadonov (1) – C. Ceci (2) T. Harley (2) 19:15 W. Johnston (3) 2° periodo M. Rantanen (1) 01:12 R. Hintz (1) – I. Lyubushkin (1) (PPG) W. Johnston (2) 16:48 M. Duchene (1) – M. Rantanen (2) M. Marchment (1) 18:32 A. Petrovic (1) – T. Seguin (1) 3° periodo (EN) R. Hintz (2) 17:55 M. Rantanen (3) | Marcatori  | 1° periodo 2° periodo 12:11 (2) A. Lehkonen (2) M. Nečas – (2) N. MacKinnon 14:38 (5) N. MacKinnon (2) D. Toews – (3) M. Nečas 3° periodo nessun goal |
| 1° periodo (2 min – Interference) R. Hintz 11:24 2° periodo (2 min – Tripping) E. Dadonov 02:43 3° periodo (2 min – Cross Checking) L. Bichsel 09:39 (2 min – Roughing) E. Lindell 09:53 (2 min – Roughing) L. Bichsel 18:58 (2 min – Roughing) S. Steel 18:58 (10 min – Misconduct) L. Bichsel 18:58 (10 min – Misconduct) S. Steel 18:58 | Penalità   | 1° periodo 09:23 P. Kelly (Hooking – 2 min) 2° periodo 08:45 C. Coyle (Slashing – 2 min) 16:00 S. Malinski (Elbowing – 2 min) 3° periodo 05:27 J. Manson (High Sticking – 2 min) 09:53 A. Lehkonen (Roughing – 2 min) 18:58 P. Kelly (Roughing – 2 min) 18:58 L. O'Connor (Roughing – 2 min) 18:58 L. O'Connor (Misconduct – 10 min) 18:58 P. Kelly (Misconduct – 10 min) |
| Peter DeBoer | Allenatori | Jared Bednar |

- Wyatt Johnston (Dallas Stars) ha messo a referto la sua 3° partita nei playoff con almeno 2 reti della sua carriera, diventando (a pari merito) il 3° giocatore nella storia della lega a riuscirvi avendo un'età uguale o inferiore a 21 anni (gli altri due giocatori sono Sidney Crosby e Pierre Turgeon).[44]
- Nathan MacKinnon (Colorado Avalanche) ha servito il suo 68° assist in carriera nei playoff, diventando il 3° giocatore nella storia della franchigia di Denver (dietro soltanto a Joe Sakic, con 104 assist, e Peter Forsberg, con 101).[44]

###### Gara 6
| Arbitri: | Eric Furlatt T.J. Luxmore James Tobias Trent Knorr |

| |            | |
| 1° periodo V. Nichuskhkin (2) 06:29 B. Nelson (3) – G. Landeskog (3) A. Lehkonen (3) 18:40 C. Makar (3) – M. Nečas (4) 2° periodo M. Nečas (1) 04:34 C. Makar (4) – D. Toews (3) 3° periodo V. Nichuskhkin (3) 06:02 G. Landeskog (3) – B. Nelson (4) N. MacKinnon (6) 09:04 nessun assist (EN) J. Manson (1) 18:44 N. MacKinnon (3) (EN) C. Makar (1) 19:03 N. MacKinnon (4) | Marcatori  | 1° periodo nessun goal 2° periodo 01:18 (3) R. Hintz (PPG) (4) M. Rantanen – (4) W. Johnston 03:41 (1) M. Granlund (2) R. Hintz – (5) M. Rantanen 07:51 (4) R. Hintz (6) M. Rantanen 18:35 (2) M. Rantanen (3) R. Hintz – (3) C. Ceci 3° periodo nessun goal |
| 1° periodo nessuna penalità 2° periodo (2 min – Tripping) B. Nelson 00:55 3° periodo nessuna penalità | Penalità   | 1° periodo nessuna penalità 2° periodo 19:03 T. Harley (High Sticking – 2 min) 3° periodo 12:32 M. Granlund (Interference – 2 min) |
| Jared Bednar | Allenatori | Peter DeBoer |

- Mikko Rantanen e Roope Hintz (Dallas Stars) sono diventati la prima coppia di giocatori nella storia della NHL ad aver messo a referto 4 punti ognuno in un solo periodo di una partita dei playoff. Inolre, Rantanen e Hintz hanno eguagliato il record di punti messi a segno in una frazione di gioco di una gara di playoff NHL da un giocatore; soltanto 3 giocatori sono riusciti nella storia della lega a fare altrettanto: Leon Draisaitl (in Gara 3 del Second Round del 2023), Kevin Labanc (in Gara 7 del First Round del 2019) e Tyler Seguin (in Gara 2 nella Western Conference Final del 2011).[45]
- Nathan MacKinnon (Colorado Avalanche) ha segnato il suo 7° goal nel 3° periodo di una gara dei playoff in grado di portare in vantaggio la sua squadra, piazzandosi al 3° posto in questa classifica insieme a Claude Lemieux (dietro a Joe Sakic con 11 reti e a Peter Forsberg con 8).[45]

###### Gara 7
| Arbitri: | Wes McCauley Dan O'Rourke Scott Cherrey Kiel Murchison |

| |            | |
| 1° periodo nessun goal 2° periodo nessun goal 3° periodo M. Rantanen (3) 07:49 O. Bäck (2) – I. Lyubushkin (2) (PPG) M. Rantanen (4) 13:46 T. Harley (3) – M. Duchene (2) (PPG) W. Johnston (3) 16:04 M. Duchene (3) – M. Rantanen (7) (EN) M. Rantanen (5) 19:57 T. Seguin (2) – E. Lindell (1) | Marcatori  | 1° periodo nessun goal 2° periodo 09:50 (2) J. Manson (SHG) (4) L. O'Connor 3° periodo 00:31 (7) N. MacKinnon (3) R. Lindgren – (1) V. Nichuskhkin                            |
| 1° periodo (2 min – High Sticking-double minor) J. Benn 08:28 2° periodo nessuna penalità 3° periodo (2 min – Tripping) M. Duchene 10:49 | Penalità   | 1° periodo 02:15 P. Kelly (Holding – 2 min) 2° periodo 09:06 S. Malinski (Interference – 2 min) 3° periodo 12:02 C. Makar (Tripping – 2 min) 15:47 J. Drury (Holding – 2 min) |
| Peter DeBoer | Allenatori | Jared Bednar |

- Wyatt Johnston (Dallas Stars) è diventato il primo giocatore nella storia della NHL a segnare più di una rete in due serie playoff avendo un'età inferiore o uguale a 22 anni (vi era già riuscito nel Western Conference Second Round del 2023, contro i Seattle Kraken).[46]
- Mikko Rantanen (Dallas Stars) è diventato il primo giocatore nella storia della lega a mettere a referto 4 punti in una singola frazione di gioco e in 2 partite consecutive (considerando sia i playoff che la regular season).[46]
- Il coach dei Dallas Stars, Peter DeBoer, è diventato il primo allenatore nella storia della NHL ha condurre la propria squadra alla vittoria ribaltando il risultato nel 3° periodo in due differenti Gare 7 (vi era già riuscito nel First Round del 2019).[46]

#### (P1) Vegas Golden Knights – (WC1) Minnesota Wild
I Vegas Golden Knights hanno ottenuto l'accesso ai playoff grazie al loro 1° posto nella Pacific Division con 110 punti, mentre i Minnesota Wild hanno ottenuto la prima wild card della Western Conference con i loro 97 punti. È stato il secondo confronto ai playoff tra Las Vegas e Minnesota, dato che il loro unico precedente risaliva al Western Division First Round dei playoff 2021, nel quale i Golden Knights si erano imposti sui Wild in 7 gare (ribaltando la serie dopo essersi trovati in svantaggio per 1-3). Durante la regular season i Golden Knights avevano vinto sempre vinto nei 3 confronti avuti contro Minnesota.
Con il punteggio di 4-2 nella serie, i Vegas Golden Knights hanno eliminato dai playoff i Minnesota Wild e si sono qualificati al Western Conference Second Round.

##### Riepilogo serie
| Squadra 1            | Totale | Squadra 2      | Gara 1 | Gara 2 | Gara 3 | Gara 4   | Gara 5   | Gara 6 | Gara 7 |
| -------------------- | ------ | -------------- | ------ | ------ | ------ | -------- | -------- | ------ | ------ |
| Vegas Golden Knights | 4–2    | Minnesota Wild | 4–2    | 2–5    | 2–5    | 4–3 (OT) | 3–2 (OT) | 3–2    |        |

##### Risultati

###### Gara 1
| Arbitri: | Wes McCauley Furman South Frederick L'Ecuyer Ryan Gibbons Bryan Pancich |

| |            | |
| 1° periodo T. Hertl (1) 15:22 A. Pietrangelo (1) – B. Saad (1) 2° periodo (PPG) P. Dorofeev (1) 13:33 S. Theodore (1) – T. Hertl (1) 3° periodo B. Howden (1) 2:28 N. Roy (1) – N. Hanifin (1) ((PPG – (EN) B. Howden (2) 19:59 nessun assist | Marcatori  | 1° periodo 17:42 (1) M. Boldy (1) K. Kaprizov – (1) R. Hartman 2° periodo nessun goal 3° periodo 11:46 (2) M. Boldy (2) M. Boldy – (2) K. Kaprizov |
| 1° periodo nessuna penalità 2° periodo nessuna penalità 3° periodo (2 min – Boarding) B. McNabb 07:13 | Penalità   | 1° periodo nessuna penalità 2° periodo 13:27 J. Eriksson Ek (High Sticking – 2 min) 3° periodo 18:59 M. Boldy (Tripping – 2 min)                   |
| Bruce Cassidy | Allenatori | John Hynes |

- Il difensore Zeev Buium dei Minnesota Wild è diventato il primo giocatore nella storia della franchigia a debuttare in NHL in occasione di una partita dei playoff (Buium è stato scelto dai Wild come scelta assoluta n. 12 nel Draft 2024).[48]
- Segnando in Gara 1 la sua 26ª rete in carriera nei playoff, Tomáš Hertl è salito al 9° posto nella classifica dei top-scorer della fase finale del campionato provenienti dalla Repubblica Ceca (eguagliando il record ottenuto da Martin Straka).[48]

###### Gara 2
| Arbitri: | Dan O'Rourke Frederick L'Ecuyer Ryan Gibbons Kyle Flemington |

| |            | |
| 1° periodo nessun goal 2° periodo N. Hanifin (1) 12:04 nessun assist 3° periodo T. Hertl (2) 02:26 A. Pietrangelo (2) – B. Saad (2) | Marcatori  | 1° periodo 09:56 (3) M. Boldy (3) K. Kaprizov – (1) J. Brodin 11:35 (1) M. Foligno (2) R. Hartman 17:15 (1) M. Zuccarello (1) M. Johansson 2° periodo (1) K. Kaprizov (1) M. Boldy 3° periodo (2) K. Kaprizov EN nessun assist |
| 1° periodo nessuna penalità 2° periodo nessuna penalità 3° periodo (2 min – Holding) B. McNabb 08:56                                | Penalità   | 1° periodo nessuna penalità 2° periodo nessuna penalità 3° periodo nessuna penalità |
| Bruce Cassidy | Allenatori | John Hynes |

###### Gara 3
| Arbitri: | Brian Pochmara Garrett Rank Steve Barton Tyson Baker |

| |            | |
| 1° periodo (PPG) K. Kaprizov (3) 03:13 Z. Buium (1) – M. Boldy (2) M. Rossi (1) 06:51 Y. Trenin (1) – J. Brazeau (1) 2° periodo M. Boldy (4) 11:05 nessun assist (PPG) K. Kaprizov (4) 19:58 R. Hartman (3) – M. Rossi (1) 3° periodo (SHG) (EN) M. Foligno (2) 18:27 Z. Bogosian (1) | Marcatori  | 1° periodo 10:48 (1) A. Pietrangelo (2) N. Hanifin 2° periodo nessun goal 3° periodo 11:34 (1) R. Smith (PPG) (1) W. Karlsson – (1) Z. Whitecloud                                                                                                 |
| 1° periodo (2 min – Interference) M. Foligno 09:00 2° periodo (2 min – Slashing) M. Foligno 06:28 3° periodo (2 min – Slashing) K. Kaprizov 04:02 (2 min – Cross Checking) J. Middleton 13:38 (2 min – Hooking) M. Rossi 16:32                                                        | Penalità   | 1° periodo 02:46 Team penalty (Too many men on the Ice-bench – 2 men) 03:29 N. Hague (Tripping – 2 men) 09:00 I. Barbashev (Embellishment – 2 men) 2° periodo 18:11 Z. Whitecloud (Holding – 2 men) 3° periodo 09:53 B. Howden (Roughing – 2 men) |
| John Hynes | Allenatori | Bruce Cassidy |

- I Minnesota Wild, soltanto per la 3ª volta nella loro storia, sono riusciti a portarsi sul 2-1 in una serie di playoff dopo aver perso Gara 1 (i due precedenti risalgono alle Western Conference Quarterfinals del 2008 contro i Colorado Avalanche e al Western Conference First Round disputato nel 2022 contro i St. Louis Blues).[49]

###### Gara 4
| Arbitri: | Trevor Hanson Kyle Rehman Matt MacPherson Julien Fournier |

| |            | |
| 1° periodo M. Rossi (2) 10:43 J. Brazeau (2) – Y. Trenin (2) 2° periodo M. Foligno (3) 01:24 R. Hartman (4) – M. Zuccarello (1) 3° periodo J. Spurgeon (1) 10:57 K. Kaprizov (4) – J. Eriksson Ek (1) Overtime nessun goal                                | Marcatori  | 1° periodo 06:47 (1) S. Theodore (PPG) (1) I. Barbashev – (1) J. Eichel 2° periodo nessun goal 3° periodo 04:50 (1) N. Roy (PPG) (2) T. Hertl – (1) P. Dorofeyev 10:03 (3) T. Hertl (1) M. Stone – (1) B. McNabb Overtime 17:26 (1) I. Barbashev (2) N. Roy – (1) R. Smith |
| 1° periodo (2 min – High Sticking) V. Hinostroza 05:15 2° periodo (2 min – Too Many Men on Ice-bench) Team penalty 04:17 (2 min – Slashing) J. Eriksson Ek 08:03 3° periodo (4 min – High Sticking-double minor) Z. Buium 01:48 Overtime nessuna penalità | Penalità   | 1° periodo nessuna penalità 2° periodo 10:59 K. Kolesar (Holding the Stick – 2 min) 3° periodo nessuna penalità Overtime 08:09 N. Roy (Holding – 2 min) |
| John Hynes | Allenatori | Bruce Cassidy |

- Ivan Barbashev (Vegas Golden Knights) ha segnato il suo primo goal all'overtime in una partita di playoff.[50]
- Nonostante abbiamo esordito in NHL nella stagione 2017-2018, i Vegas Golden Knights sono riusciti in Gara 4 a ribaltare e a vincere la partita nel terzo periodo di gioco per la 10ª volta nella loro storia (hanno fatto meglio della squadra di Las Vegas soltanto i Colorado Avalanche, che vi sono riusciti in 11 occasioni).[50]
- Filip Gustavsson è diventato il primo goalie nella storia dei Minnesota Wild a totalizzare più di 40 saves in più di una partita dei playoff NHL (ne ha totalizzate 51 in Gara 1 del Western Conference First Round del 2023).[50]

###### Gara 5
| Arbitri: | Eric Furlatt T.J. Luxmore Kiel Murchison C.J. Murray |

| |            | |
| 1° periodo (SHG) W. Karlsson (1) 08:25 J. Eichel (2) M. Stone (1) 13:24 J. Eichel (3) 2° periodo nessun goal 3° periodo nessun goal Overtime B. Howden (3) 04:05 T. Pearson (1) – N. Hague (1) | Marcatori  | 1° periodo 08:38 (5) K. Kaprizov (PPG) (2) M. Zuccarello – (2) J. Eriksson Ek 2° periodo nessun goal 3° periodo 03:31 (5) M. Boldy (3) J. Eriksson Ek – (1) J. Middleton Overtime nessun goal                     |
| 1° periodo (2 min – High Sticking) R. Smith 07:59 2° periodo (2 min – Tripping) B. McNabb 00:07 (2 min – High Sticking) B. Saad 18:39 3° periodo nessuna penalità Overtime nessuna penalità    | Penalità   | 1° periodo 13:24 Team penalty (Delay of Game-Unsuccessful challenge) 2° periodo 08:08 R. Hartman (Delay of Game-Puck over Glass) 10:33 M. Foligno (Holding) 3° periodo nessuna penalità Overtime nessuna penalità |
| Bruce Cassidy | Allenatori | John Hynes |

###### Gara 6
| Arbitri: | Gord Dwyer Pierre Lambert Devin Berg Bevan Mills |

| |            | |
| 1° periodo R. Hartman (1) 19:56 M. Foligno (1) 2° periodo nessun goal 3° periodo R. Hartman (2) 16:33 M. Johansson (2) – J. Middleton (2)                  | Marcatori  | 1° periodo 03:30 (2) S. Theodore (PPG) (1) V. Olofsson – (4) J. Eichel 2° periodo 16:12 (1) J. Eichel (2) M. Stone – (2) B. McNabb 3° periodo 16:02 (2) M. Stone (3) B. McNabb – (2) S. Theodore |
| 1° periodo (4 min – High Sticking-double minor) M. Rossi 02:27 2° periodo (2 min – Holding) B. Faber 07:06 3° periodo (2 min – Tripping) K. Kaprizov 11:30 | Penalità   | 1° periodo 06:22 N. Hanifin (Cross Checking – 2 min) 2° periodo 01:03 N. Hague (Tripping – 2 min) 3° periodo nessuna penalità                                                                    |
| John Hynes | Allenatori | Bruce Cassidy |

- I Vegas Golden Knights hanno vinto 12 serie di playoff dalla loro stagione inaugurale, l'annata 2017-2018, dietro soltanto alle 13 serie vinte dai Tampa Bay Lightning nello stesso lasso di tempo.[51]
- Gara 6 è stata l'ultima partita del goalie Marc-André Fleury (Minnesota Wild), dopo 21 stagioni.[51]

#### (P2) Los Angeles Kings – (P3) Edmonton Oilers
I Los Angeles Kings hanno ottenuto l'accesso ai playoff grazie al loro 2° posto nella Pacific Division con 105 punti, mentre gli Edmonton Oilers vi sono arrivati grazie al loro 3° posto nella stessa division, con 101 punti. È stato l'11° incontro ai playoff (nonché il 4° consecutivo) tra queste due squadre, tra cui sussiste una tradizionale rivalità risalente agli anni '80 e '90, con Edmonton che aveva vinto 8 delle precedenti 10 serie (di cui le precedenti 6 di fila). Nella scorsa stagione le due squadre si erano affrontate sempre al Western Conference First Round, dove Edmonton aveva battuto Los Angeles in 5 gare. In regular season, tuttavia, in 4 partite Los Angeles ne aveva vinte 3.
Con il punteggio di 4-2 nella serie, gli Edmonton Oilers hanno eliminato dai playoff i Los Angeles Kings e si sono qualificati al Western Conference Second Round.

##### Riepilogo serie
| Squadra 1         | Totale | Squadra 2       | Gara 1 | Gara 2 | Gara 3 | Gara 4   | Gara 5 | Gara 6 | Gara 7 |
| ----------------- | ------ | --------------- | ------ | ------ | ------ | -------- | ------ | ------ | ------ |
| Los Angeles Kings | 2–4    | Edmonton Oilers | 6–5    | 6–2    | 4–7    | 3–4 (OT) | 1–3    | 4–6    |        |

##### Risultati

###### Gara 1
| Arbitri: | Trevor Hanson Kyle Rehman C.J. Murray Kiel Murchison |

| |            | |
| 1° periodo (PPG) A. Kuzmenko (1) 02:49 K. Fiala (1) – A. Kempe (1) Q. Byfield (1) 19:27 D. Doughty (1) – M. Anderson (1) 2° periodo A. Kempe (1) 14:47 A. Kuzmenko (1) – A. Kopitar (1) P. Danault (1) 17:43 Q. Byfield (1) 3° periodo (PPG) K. Fiala (1) 04:59 A. Kempe (2) – A. Kuzmenko (2) P. Danault (2) 19:18 T. Moore (1) – V. Gavrikov (1) | Marcatori  | 1° periodo nessun goal 2° periodo 19:54 (1) L. Draisaitl (1) C. McDavid – (1) E. Bouchard 3° periodo 02:19 (1) M. Janmark (1) T. Frederic – (1) J. Skinner 07:43 (1) C. Perry (2) C. McDavid – (2) E. Bouchard 17:56 (1) Z. Hyman (3) C. McDavid – (1) C. Perry 18:32 (1) C. McDavid (1) L. Draisaitl – (3) E. Bouchard |
| 1° periodo (2 min – Cross Checking) D. Doughty 07:26 2° periodo (2 min – Hooking) M. Anderson 13:14 3° periodo nessuna penalità | Penalità   | 1° periodo 02:08 B. Kulak (Holding the Stick – 2 min) 2° periodo nessuna penalità 3° periodo 03:16 Z. Hyman (Illegal Check – 2 min) 04:55 J. Walman (Roughing – 2 min) 08:53 J. Walman (Delay of Game – 2 min) 08:53 Team penalty (Delay of Game – 2 min)                                                               |
| Jim Hiller | Allenatori | Kris Knoblauch |

- Jeff Skinner, centro degli Edmonton Oilers, ha disputato la sua prima partita nei playoff NHL della sua carriera. A 32 anni e dopo 1078 presenze in regular season, Skinner è diventato il giocatore che ha disputato più partite di stagione regolare senza aver mai disputato la fase finale del campionato in tutta la storia della lega.[53]

###### Gara 2
| Arbitri: | Furman South Wes McCauley Jonny Murray Travis Gawryletz |

| |            | |
| 1° periodo (PPG) B. Clarke (1) 08:44 W. Foegele (1) – P. Danault (1) 2° periodo Q. Byfield (2) 04:14 V. Gavrikov (2) – W. Foegele (2) (PPG) A. Kuzmenko (2) 10:37 A. Kempe (3) – A. Kopitar (2) 3° periodo A. Kempe (2) 06:46 A. Kopitar (3) (PPG) A. Kopitar (1) 09:07 K. Fiala (2) – A. Kempe (4) A. Kempe (3) 11:09 A. Kuzmenko (3) – A. Kopitar (4) | Marcatori  | 1° periodo nessun goal 2° periodo 13:54 (2) L. Draisaitl (1) J. Klingberg 3° periodo 04:05 (1) V. Arvidsson (1) B. Kulak – (1) V. Podkolzin |
| 1° periodo (2 min – High Sticking) K. Fiala 09:50 (2 min – Tripping) Q. Byfield 18:10 2° periodo (2 min – Interference) A. Kempe 07:13 3° periodo nessuna penalità | Penalità   | 1° periodo 06:55 E. Kane (Cross Checking – 2 min) 2° periodo 06:10 M. Janmark (Slashing – 2 min) 09:48 T. Frederic (Hooking – 2 min) 3° periodo 07:33 A. Henrique (Roughing – 2 min) 13:10 M. Janmark (Slashing – 2 min) 14:24 V. Podkolzin (Misconduct – 10 min) |
| Jim Hiller | Allenatori | Kris Knoblauch |

- Era dalle Stanley Cup Finals del 2014, disputate contro i New York Rangers, che i Los Angeles Kings non si portavano avanti in una serie di playoff sul 2–0 in loro favore (in quell'occasione erano riusciti a vincere il loro 2° titolo NHL in 3 stagioni).[54]
- Dopo esservi riusciti Wayne Gretzky e Paul Coffey in Gara 2 delle Division Semifinals del 1992, Adrian Kempe e Anže Kopitar sono diventati la seconda coppia di giocatori dei Los Angeles Kings a riuscire contemporaneamente a mettere a referto 4 punti ognuno in una partita di playoff.[54]

###### Gara 3
| Arbitri: | Frederick L'Ecuyer Dan O'Rourke David Brisebois Jesse Marquis |

| |            | |
| 1° periodo R. Nugent-Hopkins (1) 02:49 Z. Hyman (1) – C. McDavid (4) (PPG) E. Bouchard (1) 08:43 L. Draisaitl (2) 2° periodo C. Brown (1) 17:19 E. Kane (1) – A. Henrique (1) 3° periodo E. Kane (1) 13:18 C. McDavid (5) – J. Walman (1) (PPG) E. Bouchard (2) 13:28 L. Draisaitl (3) (EN) C. McDavid (2) 18:20 Z. Hyman (2) (EN) C. Brown (2) 19:52 V. Podkolzin (2) | Marcatori  | 1° periodo 17:18 (4) A. Kempe (2) D. Doughty – (5) A. Kopitar 2° periodo 05:43 (2) K. Fiala (PPG) (5) A. Kempe – (6) A. Kopitar 15:07 (1) D. Doughty (PPG) (2) T. Moore – (2) P. Danault 17:28 (1) T. Moore (1) J. Edmundson – (3) P. Danault 3° periodo nessun goal |
| 1° periodo (2 min – Slashing) L. Draisaitl 16:52 2° periodo (2 min – High Sticking) E. Kane 03:55 (2 min – Interference) J. Walman 16:52 3° periodo nessuna penalità | Penalità   | 1° periodo 08:40 A. Kuzmenko (Interference – 2 min) 16:52 J. Edmundson (Slashing – 2 min) 2° periodo nessuna penalità 3° periodo 13:18 Team penalty (Delay of Game-Unsuccessful Challenge – 2 min)                                                                   |
| Kris Knoblauch | Allenatori | Jim Hiller |

- I 10 secondi che hanno separato due dei goal segnati dagli Edmonton Oilers sono il 4° intervallo di tempo più breve tra due marcature di tutta la storia della franchigia canadese.[55]
- Connor McDavid è diventato il 4° giocatore nella storia degli Edmonton Oilers a totalizzare almeno 20 partite di playoff in cui è riuscito a mettere a referto almeno 3 punti; McDavid si unisce in tal modo a Wayne Gretzky (che vi è riuscito in 39 partite di playoff), Jari Kurri (26) e Mark Messier (22).[55]
- Con il suo goal segnato in Gara 3, Adrian Kempe è diventato il 5° giocatore nella storia dei Los Angeles Kings a riuscire a segnare almeno una rete nelle prime 3 partite di playoff, insieme a Wayne Gretzky (con una striscia di 4 gare con almeno un goal nel 1991), Dustin Brown (3 nel 2012), Jimmy Carson (3 nel 1988) e Daryl Evans (3 nel 1982).[55]

###### Gara 4
| Arbitri: | Eric Furlatt T.J. Luxmore David Brisebois Jesse Marquis |

| |            | |
| 1° periodo nessun goal 2° periodo (PPG) C. Perry (2) 04:11 L. Draisaitl (4) – R. Nugent-Hopkins (1) 3° periodo E. Bouchard (3) 07:51 L. Draisaitl (5) – C. McDavid (6) E. Bouchard (4) 19:31 L. Draisaitl (6) – C. McDavid (7) Overtime (PPG) L. Draisaitl (3) 18:18 nessun assist | Marcatori  | 1° periodo 10:35 (2) T. Moore (4) P. Danault 2° periodo 01:31 (1) W. Foegele (5) P. Danault 07:32 (3) K. Fiala (1) A. Laferriere 3° periodo nessun goal Overtime nessun goal                    |
| 1° periodo (2 min – Hooking) C. McDavid 01:27 (2 min – Tripping) M. Janmark 15:58 2° periodo (2 min – High Sticking) V. Arvidsson 10:20 3° periodo nessuna penalità Overtime nessuna penalità                                                                                      | Penalità   | 1° periodo nessuna penalità 2° periodo 03:04 A. Kempe (Tripping – 2 min) 12:01 D. Doughty (Holding the Stick – 2 min) 3° periodo nessuna penalità Overtime 17:34 V. Gavrikov (Tripping – 2 min) |
| Kris Knoblauch | Allenatori | Jim Hiller |

- Con i suoi 4 punti in Gara 4, il tedesco Leon Draisaitl (Edmonton Oilers) è diventato il 5° giocatore nella storia della NHL per numero di gare ai playoff con almeno 4 punti messi a referto in una partita della fase finale del campionato, eguagliando il record di Mario Lemieux e dietro soltanto a Wayne Gretzky (26), Jari Kurri (11), Mark Messier (11) e Paul Coffey (9). Draisaitl, inoltre, ha allungato la sua striscia a 18 gare consecutive di playoff disputate contro i Los Angeles Kings in cui ha totalizzato almeno 1 punto, stabilendo in tal modo la terza striscia più lunga nella storia degli Stanley Cup playoff (la striscia più lunga è quella di 19 gare contro gli stessi Kings di Messier e le 19 gare contro i Calgary Flames di Gretzky).[56]
- Evan Bouchard (Edmonton Oilers) è il 4° difensore che nella storia della lega ha messo a segno almeno 2 reti in gare consecutive dei playoff NHL, unendosi a Rob Blake (che vi è riuscito nel 2002 con i Colorado Avalanche), Al Iafrate (nel 1993 con i Washington Capitals) e Denis Potvin (nel 1981 con i New York Islanders).[56]
- Connor McDavid è salito al 5° posto nella classifica all-time degli Edmonton Oilers per maggior numero di gare di playoff con più di 1 punto a referto; le sue 40 gare sono inferiori soltanto alle 73 di Gretzky, alle 57 di Messier, alle 54 di Kurri e alle 50 di Glenn Anderson.[56]

###### Gara 5
| Arbitri: | Kendrick Nicholson Francois St. Laurent Trent Knorr James Tobias |

| |            | |
| 1° periodo nessun goal 2° periodo (PPG) A. Kuzmenko (3) 03:33 A. Kopitar (7) – A. Kempe (6) 3° periodo nessun goal         | Marcatori  | 1° periodo nessun goal 2° periodo 06:16 (2) E. Kane (2) J. Klingberg 3° periodo 07:12 (2) M. Janmark (1) V. Arvidsson – (3) V. Podkolzin 19:02 (2) R. Nugent-Hopkins (EN) (8) C. McDavid – (7) L. Draisaitl |
| 1° periodo (2 min – Tripping) A. Kuzmenko 04:26 2° periodo (2 min – Tripping) D. Doughty 04:09 3° periodo nessuna penalità | Penalità   | 1° periodo 08:06 M. Janmark (Roughing – 2 min) 2° periodo 03:25 D. Nurse (Tripping – 2 min) 3° periodo 08:18 D. Nurse (Hooking – 2 min)                                                                     |
| Jim Hiller | Allenatori | Kris Knoblauch |

- Drew Doughty (Los Angeles Kings) ha disputato la sua 100ª partita nei playoff, diventando il primo difensore nonché il 2° giocatore a raggiungere quota 100 presenze nella storia della franchigia (Anže Kopitar ne ha collezionate 102).[57]

###### Gara 6
| Arbitri: | Chris Rooney Jon McIsaac Libor Suchánek Scott Cherrey |

| |            | |
| 1° periodo A. Henrique (1) 03:04 C. Brown (1) – T. Frederic (2) (PPG) R. Nugent-Hopkins (3) 05:55 C. McDavid (9) – Z. Hyman (3) Z. Hyman (2) 12:49 D. Nurse (1) – R. Nugent-Hopkins (2) 2° periodo D. Nurse (1) 14:59 V. Podkolzin (4) – M. Janmark (1) T. Frederic (1) 16:35 C. Brown (2) – B. Kulak (2) 3° periodo (EN) C. Brown (3) 19:58 nessun assist | Marcatori  | 1° periodo 01:19 (3) Q. Byfield (3) K. Fiala – (2) A. Laferriere 03:37 (2) B. Clarke (6) P. Danault 2° periodo 18:01 (1) J. Spence (4) K. Fiala – (1) S. Helenius 3° periodo 19:05 (2) A. Kopitar (3) D. Doughty – (3) A. Laferriere |
| 1° periodo (2 min – Interference on goalkeeper) V. Arvidsson 07:38 2° periodo nessuna penalità 3° periodo (2 min – High Sticking) Z. Hyman 07:49 | Penalità   | 1° periodo 04:20 A. Laferriere (Boarding – 2 min) 2° periodo nessuna penalità 3° periodo nessuna penalità |
| Kris Knoblauch | Allenatori | Jim Hiller |

- Gli Edmonton Oilers sono diventati la 2ª squadra nell'intera storia della NHL a vincere 4 gare consecutive di una serie in rimonta dopo essersi ritrovati in svantaggio nella serie sullo 0-2; gli unici ad esserci riusciti erano i Vegas Golden Knights, quando hanno affrontato e battuto i Colorado Avalanche nel Western Conference Second Round del 2021.[58]
- Gli Edmonton Oilers hanno sempre ottenuto la vittoria nelle ultime 6 occasioni in cui, in una serie contro i Los Angeles Kings, erano impegnati in una gara in grado di fargli guadagnare la qualificazione al turno successivo di playoff, avendo cominciato questa striscia positiva nel 1991, in Gara 6 delle Division Finals. Sono la 5ª squadra ad esservi riuscita nell'intera storia della lega, dopo i Montréal Canadiens (7 vittorie consecutive contro i Boston Bruins tra i playoff 1957 e del 1987), gli stessi Edmonton Oilers (6 vittorie contro i Winnipeg Jets tra i playoff 1983 e del 1990), nuovamente i Montréal Canadiens (6 vittorie contro i Boston Bruins tra i playoff del 1946 e del 1955) e i Toronto Maple Leafs (6 vittorie contro i Chicago Blackhawks tra i playoff del 1932 e del 1994).[58]
- Corey Perry (Edmonton Oilers) ha disputato la sua 221ª partita di playoff della sua carriera, unendosi a Bryan Trottier al 10° posto nella classifica all-time della lega.[58]
- Leon Draisaitl (Edmonton Oilers) ha messo a referto la sua 19ª partita di playoff consecutiva contro i Los Angeles Kings con almeno 1 punto (17 goal e 20 assist).[58]

## Second Round

### Eastern Conference Second Round

#### (A1) Toronto Maple Leafs – (A3) Florida Panthers
I Toronto Maple Leafs avevano ottenuto l'accesso al Second Round grazie alla loro serie vinta per 4-2 contro gli Ottawa Senators, mentre i Florida Panthers erano arrivati dalla vittoria al First Round contro i Tampa Bay Lightning in 5 gare. È stato il 2° confronto ai playoff tra queste due squadre, dato che il loro unico precedente si era avuto nel Eastern Conference Second Round del 2023, nel quale i Panthers si erano imposti in 5 gare. Durante la regular season i Maple Leafs e i Panthers si erano affrontati in 4 partite, dove i Panthers si erano imposti in 3 occasioni.
Con il punteggio di 4-3 nella serie in loro favore, i Florida Panthers hanno eliminato dai playoff i Toronto Maple Leafs e si sono qualificati alle Eastern Conference Finals.

##### Riepilogo serie
| Squadra 1        | Totale | Squadra 2           | Gara 1 | Gara 2 | Gara 3   | Gara 4 | Gara 5 | Gara 6 | Gara 7 |
| ---------------- | ------ | ------------------- | ------ | ------ | -------- | ------ | ------ | ------ | ------ |
| Florida Panthers | 4–3    | Toronto Maple Leafs | 4–5    | 3–4    | 5–4 (OT) | 2–0    | 6–1    | 0–2    | 6–1    |

##### Risultati

###### Gara 1
| Arbitri: | Chris Rooney Graham Skilliter Ryan Gibbons Ryan Daisy |

| |            | |
| 1° periodo W. Nylander (4) 00:33 M. Pacioretty (2) – J. McCabe (2) W. Nylander (5) 12:51 O. Ekman-Larson (1) – M. Pacioretty (3) M. Rielly (3) 17:16 W. Nylander (7) 2° periodo C. Tanev (1) 07:50 J. McCabe (3) – M. Knies (1) 3° periodo M. Knies (4) 14:00 M. Marner (8) – C. Tanev (2) | Marcatori  | 1° periodo 16:57 (2) S. Jones (PPG) (3) M. Tkachuk – (2) C. Verhaeghe 2° periodo nessun goal 3° periodo 01:39 (2) E. Luostarinen (4) A. Lundell – (5) B. Marchand 04:30 (1) U. Balinskis (1) N. Schmidt – (6) B. Marchand 18:05 (4) S. Bennett (3) C. Verhaeghe |
| 1° periodo (2 min – Cross Checking) M. Domi 06:38 (2 min – Too Many Men on Ice-bench) Team penalty 15:20 2° periodo (2 min – Interference) P. Holmberg 05:18 3° periodo nessuna penalità                                                                                                   | Penalità   | 1° periodo 14:07 N. Mikkola (Holding – 2 min) 2° periodo 01:46 U. Balinskis (Hooking – 2 min) 10:14 A. Barkov (Holding the Stick – 2 min) 3° periodo 05:02 S. Bennett (Hooking – 2 min) 10:08 N. Mikkola (Roughing – 2 min)                                     |
| Craig Berube | Allenatori | Paul Maurice |

- William Nyland è diventato il 10° giocatore nella storia dei Toronto Maple Leafs a segnare in almeno 2 gare consecutive dei playoff, nonché il primo giocatore dopo Wendel Clark (che vi riuscì tra le Gare 6 e 7 delle Eastern Conference Semifinals del 1994).[62]
- Morgan Rielly (Toronto Maple Leafs) ha segnato il suo 14° goal nei playoff, diventando il difensore con più reti segnate nella fase decisiva del campionato della storia della franchigia (superando il precedente record detenuto da Ian Turnbull).[62]
- I Florida Panthers hanno dovuto fare a meno, per la seconda gara consecutiva, del loro difensore Aaron Ekblad, squalificato per 2 gare dalla NHL dopo la sua durissima carica in Gara 4 del Eastern Conference First Round ai danni di Brandon Hagel (Tampa Bay Lightning).[62]

###### Gara 2
| Arbitri: | Dan O'Rourke Francois St. Laurent Wes McCauley Shandor Alphonso Matt MacPherson |

| |            | |
| 1° periodo (PPG) M. Pacioretty (2) 18:19 M. Rielly (2) – M. Domi (2) 2° periodo W. Nylander (6) 04:18 M. Pacioretty (4) – O. Ekman-Larson (2) M. Domi (2) 17:09 S. Lorentz (1) – M. Rielly (3) 3° periodo M. Marner (2) 05:50 J. McCabe (4) – A. Matthews (6) | Marcatori  | 1° periodo 10:58 (2) A. Barkov (PPG) (2) S. Jones 2° periodo 00:15 (1) B. Marchand (5) A. Lundell – (5) E. Luostarinen 3° periodo 05:33 (3) A. Lundell (1) A. Ekblad – (6) E. Luostarinen                                                                              |
| 1° periodo (2 min – Tripping) B. McMann 10:53 2° periodo (2 min – Roughing) S. Laughton 08:18 (2 min – Roughing) S. Laughton 08:18 (2 min – Tripping) P. Holmberg 09:42 3° periodo nessuna penalità                                                           | Penalità   | 1° periodo 02:20 D. Kulikov (Interference – 2 min) 08:39 B. Marchand (Tripping – 2 min) 16:45 D. Kulikov (Delay of Game-Puck over Glass – 2 min) 2° periodo 08:18 N. Schmidt (Roughing – 2 min) 08:18 E. Rodrigues (Embellishment – 2 min) 3° periodo nessuna penalità |
| Craig Berube | Allenatori | Paul Maurice |

- William Nylander è diventato il 2° giocatore negli ultimi 30 anni di storia dei Toronto Maple Leafs a segnare 5 reti in 3 gare di playoff consecutive (l'altro giocatore è stato Alexander Mogilny, tra Gara 1 e Gara 3 delle Eastern Conference Quarterfinals del 2003).[63]
- Per la prima volta dai playoff del 1963, i Toronto Maple Leafs sono riusciti a portarsi in vantaggio in due serie degli stessi playoff sul risultato di 2-0.[63]
- Anthony Stolarz, goalie titolare dei Toronto Maple Leafs, non è sceso sul rink dopo l'infortunio subito in Gara 1. Al suo posto, tra i pali della squadra di Toronto è stato schierato il backup Joseph Woll.[63]
- Aaron Ekblad, difensore dei Florida Panthers, è tornato sul ghiaccio dopo la sua squalifica di 2 gare comminata dalla NHL a seguito di una sua durissima carica contro l'attaccante dei Tampa Bay Lightning Brandon Hagel in Gara 4 del First Round; Ekblad ha disputato 19 minuti e 59 secondi di gioco, mettendo a referto 1 assist.[63]

###### Gara 3
| Arbitri: | Wes McCauley T.J. Luxmore Scott Cherrey Trent Knorr |

| |            | |
| 1° periodo A. Barkov (3) 07:38 S. Reinhart (5) – E. Rodrigues (2) 2° periodo S. Reinhart (3) 04:13 E. Rodrigues (3) – A. Ekblad (2) C. Verhaeghe (3) 05:17 S. Bennett (3) – M. Tkachuk (4) J. Gadjovich (1) 15:07 T. Nosek (1) – N. Schmidt (2) 3° periodo nessun goal Overtime B. Marchand (2) 15:27 D. Kulikov (2) – C. Verhaeghe (4) | Marcatori  | 1° periodo 00:23 (5) M. Knies (7) A. Matthews – (9) M. Marner 07:38 (4) J. Tavares (5) M. Pacioretty – (8) W. Nylander 2° periodo 02:52 (5) J. Tavares (PPG) (10) M. Marner – (9) W. Nylander 3° periodo 10:56 M. Rielly (8) A. Matthews – (2) M. Knies Overtime nessun goal |
| 1° periodo (2 min – Roughing) M. Tkachuk 08:54 (2 min – Holding the Stick) C. Verhaeghe 17:27 2° periodo (2 min – Interference) A. Greer 02:35 (2 min – Holding) D. Kulikov 09:54 3° periodo nessuna penalità Overtime nessuna penalità                                                                                                 | Penalità   | 1° periodo 12:16 B. Carlo (Cross Checking – 2 min) 17:13 M. Domi (Roughing – 2 min) 2° periodo nessuna penalità 3° periodo 18:13 M. Pacioretty (Tripping – 2 min) Overtime nessuna penalità                                                                                  |
| Paul Maurice | Allenatori | Craig Berube |

- La rete del momentaneo vantaggio per 1-0 dei Toronto Maple Leafs, segnata da Matthews Knies dopo appena 23 secondi di gioco nel 1° periodo, è stata la marcatura più veloce segnata dalla franchigia nei playoff dal 1962.[64]
- Brad Marchand (Florida Panthers) ha messo a segno la sua 4° rete all'overtime in carriera nei playoff. Tra i giocatori ancora in attività in questi playoff NHL, soltanto Carter Verhaeghe (suo compagno di squadra), Patrick Kane (Detroit Red Wings) e Corey Perry (Edmonton Oilers) hanno segnato più goal in questa situazione (5 reti a testa). Marchand, inoltre, è diventato il giocatore più anziano a segnare un goal all'overtime nella storia della sua franchigia (a 36 anni e 363 giorni).[64]
- Con la sua doppietta segnata in Gara 3, John Tavares (Toronto Maple Leafs) è diventato il 2° giocatore nella storia della squadra di Toronto a riuscire a siglare almeno 2 marcature in una singola gara di playoff a 34 anni o più; vi era già riuscito Patrick Marleau nei playoff 2018.[64]
- In questa Gara 3, i Florida Panthers hanno completamente cambiato i componenti della loro 4ª linea d'attacco, sostituendo Mackie Samoskevich, Nico Sturm e Jesper Boqvist con Jonah Gadjovich, Tomáš Nosek ed A.J. Greer (Gadjovich, ha segnato la rete del momentaneo vantaggio sul 4-3 nel 2° periodo, mentre Nosek gli ha servito l'assist).[64]

###### Gara 4
| Arbitri: | Francis Charron Gord Dwyer Ryan Gibbons Ryan Daisy |

| |            | |
| 1° periodo (PPG) C. Verhaeghe (4) 15:45 M. Tkachuk (5) – A. Barkov (5) 2° periodo nessun goal 3° periodo S. Bennett (5) 12:09 A. Ekblad (3) | Marcatori  | 1° periodo nessun goal 2° periodo nessun goal 3° periodo nessun goal |
| 1° periodo nessuna penalità 2° periodo (2 min – Holding) E. Luostarinen 05:01 (2 min – Tripping) S. Bennett 10:10 (2 min – Tripping) A. Lundell 17:03 3° periodo (10 min – Misconduct) A. Ekblad 20:00 (10 min – Misconduct) B. Marchand 20:00 | Penalità   | 1° periodo 02:04 M. Domi (High Sticking – 2 min) 09:19 B. McMann (Boarding – 2 min) 13:38 M. Knies (Hooking – 2 min) 15:36 O. Ekman-Larson (Delay of Game-Puck over Glass – 2 min) 2° periodo 11:13 M. Marner (Tripping – 2 min) 3° periodo 04:51 O. Ekman-Larson (Interference – 2 min) 20:00 M. Domi (Boarding-major – 2 min) 20:00 B. McMann (Misconduct – 2 min) |
| Paul Maurice | Allenatori | Craig Berube |

- Soltanto nel 1° periodo, i Toronto Maple Leafs hanno concesso ben 4 power play ai Florida Panthers. Soltanto nell'ultima occasione di superiorità numerica, i Panthers sono riusciti a segnare il momentaneo 1-0 con Carter Verhaeghe. Quest'ultimo ha segnato il suo 11° goal decisivo nei playoff, eguagliando a questa quota Corey Perry (Edmonton Oilers), Alexander Ovechkin (Florida Panthers) e Patrick Kane (Detroit Red Wings) al 5° posto nella classifica dei giocatori ancora in attività in questa stagione (Verhaeghe vi è riuscito in appena 78 gare nella fase decisiva del campionato).[65]
- Evan Rodrigues, attaccante dei Florida Panthers, è uscito per infortunio da Gara 4 nel 3° periodo, dopo una carica subita da Oliver Ekman-Larsson (punito quest'ultimo con una penalty per interference).

###### Gara 5
| Arbitri: | Eric Furlatt Kelly Sutherland Kiel Murchison Jesse Marquis |

| |            | |
| 1° periodo nessun goal 2° periodo nessun goal 3° periodo N. Robertson (1) 18:54 M. Domi (3) – S. Lorentz (2) | Marcatori  | 1° periodo 14:38 (2) A. Ekblad (6) S. Reinhart – (1) J. Boqvist 2° periodo 06:08 (1) D. Kulikov (3) N. Schmidt – (6) M. Tkachuk 10:05 (1) J. Boqvist (7) S. Reinhart – (2) G. Forsling 14:01 (1) N. Mikkola (6) A. Lundell – (7) E. Luostarinen 3° periodo 06:23 (1) A. Greer (1) J. Gadjovich – (4) N. Schmidt 09:10 (6) S. Bennett (PPG) (4) A. Ekblad – (7) B. Marchand |
| 1° periodo nessuna penalità 2° periodo (2 min – Slashing) M. Domi 10:17 3° periodo (2 min – Holding) M. Domi 02:14 (2 min – Roughing) J. Tavares 08:15 (2 min – Roughing) M. Pacioretty 13:19 (2 min – Roughing) J. McCabe 13:19 (2 min – Roughing) J. Tavares 13:19 (2 min – Roughing) S. Laughton 15:07 (2 min – Roughing) M. Domi 18:54 (2 min – Roughing) M. Domi 18:54 (10 min – Misconduct) M. Domi 18:54 (2 min – Roughing) S. Lorentz 20:00 | Penalità   | 1° periodo 18:17 A. Lundell (Tripping – 2 min) 2° periodo nessuna penalità 3° periodo 00:30 N. Mikkola (Hooking – 2 min) 13:19 B. Marchand (Roughing – 2 min) 13:19 E. Luostarinen (Roughing – 2 min) 13:19 T. Nosek (Roughing – 2 min) 13:19 B. Marchand (Roughing – 2 min) 13:19 B. Marchand (Misconduct – 10 min) 15:07 N. Mikkola (Roughing – 2 min) 18:54 A. Ekblad (Roughing – 2 min) 18:54 A. Ekblad (Misconduct – 10 min) 20:00 A. Greer (Roughing – 2 min) 20:00 A. Greer (Roughing – 2 min) |
| Craig Berube | Allenatori | Paul Maurice |

- Dopo aver subito 5 reti in 25 tiri diretti contro la porta, il goalie dei Toronto Maple Leafs Joseph Wall è stato sostituito dal backup Matt Murray (Wall era diventato il titolare dei Maple Leafs dopo l'infortunio subito da Anthony Stolarz in Gara 1). Murray ha realizzato in tal modo la sua prima presenza in una gara di playoff dalla sua ultima del 5 agosto 2020, quando difendeva la porta dei Boston Bruins. In Gara 5 Murray ha totalizzato 5 saves dopo essere entrato sul rink al 6:23 del 3° periodo.[66]
- L'unica marcatura segnata dai Toronto Maple Leafs in Gara 5, siglata da Nicholas Robertson al 18:54 del 3° periodo, ha concluso il periodo di inviolabilità della porta difesa dal goalie dei Florida Panthers, Sergei Bobrovsky, che si prolungava da 143 minuti e 25 secondi di gioco (l'ultima rete segnata contro il portiere russo dei Panthers era stata segnata in Gara 3 da Morgan Rielly, al 10:56 del 3° periodo). Con questo lungo periodo di imbattibilità, Bobrovsky è diventato il portiere con la più lunga striscia con la sua porta inviolata nella storia dei Florida Panthers in gare di playoff (il precedente record era detenuto da John Vanbiesbrouck, che non aveva subito reti per 141 minuti e 31 secondi durante i playoff 1996).[66]
- I Florida Panthers sono diventati la prima squadra dai playoff 1993 (vi erano riusciti in quella occasione i Los Angeles Kings) a veder segnare ben 17 giocatori diversi nelle prime 10 partite di un'edizione di playoff.[66]
- L'attaccante Auston Matthews (Toronto Maple Leafs) non è riuscito a segnare un goal neanche in Gara 5, prolungando la sua striscia negativa di partite senza reti a 5 gare (senza nemmeno mettere a referto un singolo punto nelle ultime 2 partite).[66]
- In questa serie tra Toronto Maple Leafs e Florida Panthers, la vittoria di questi ultimi in Gara 5 è la prima della squadra in trasferta, dato che nelle precedenti gare il fattore casa è sempre stato rispettato.[66]

###### Gara 6
| Arbitri: | Jean Hebert Garrett Rank Jonny Murray James Tobias |

| |            | |
| 1° periodo nessun goal 2° periodo nessun goal 3° periodo nessun goal | Marcatori  | 1° periodo nessun goal 2° periodo nessun goal 3° periodo 06:20 (3) A. Matthews (11) M. Marner 14:17 (3) M. Pacioretty (2) B. McMann – (4) M. Domi                                            |
| 1° periodo nessuna penalità 2° periodo (2 min – Too Many Men on the Ice-bench) Team penalty 10:29 (2 min – Interference) A. Ekblad 16:30 3° periodo (2 min – Unsportsmanlike Conduct) M. Tkachuk 20:00 | Penalità   | 1° periodo 05:23 S. Benoit (Interference – 2 min) 09:10 O. Ekman-Larsson (Tripping – 2 min) 2° periodo 12:01 A. Matthews (High Sticking – 2 min) 3° periodo 08:49 B. Carlo (Hooking – 2 min) |
| Paul Maurice | Allenatori | Craig Berube |

- Il goalie dei Toronto Maple Leafs, Joseph Woll, ha messo a referto il suo primo shutout in carriera nei playoff, con 22 saves.[67]
- Con la loro vittoria in Gara 6, i Toronto Maple Leafs hanno interrotto la loro striscia negativa nella serie di 3 sconfitte consecutive, in cui hanno concesso un totale di 13 goal ai Florida Panthers.
- Per tutto il 2° e il 3° periodo, i Toronto Maple Leafs hanno dovuto fare a meno del loro attaccante Matthew Knies.
- Il capitano dei Toronto Maple Leafs, l'attaccante Auston Matthews, è diventato il 2° capitano nella storia della franchigia di Toronto a segnare il goal decisivo in una gara a rischio eliminazione (vi era già riuscito in precedenza Darryl Sittler, che aveva segnato il goal della vittoria in Gara 6 delle Eastern Conference Quarterfinals del 1976).
- In vista della decisiva Gara 7, i Toronto Maple Leafs avevano un record complessivo di 12 vittorie e 15 sconfitte nelle gare decisive di una serie (di cui un 73 in casa). I Florida Panthers avevano un record di 3–1 (di cui un 2–0 in trasferta, tra cui la vittoria decisiva delle Stanley Cup Finals nella precedente stagione, contro gli Edmonton Oilers).

###### Gara 7
| Arbitri: | Jean Hebert Chris Rooney Garrett Rank Jonny Murray Devin Berg |

| |            | |
| 1° periodo nessun goal 2° periodo nessun goal 3° periodo M. Domi (3) 02:07 B. McMann (3)                                  | Marcatori  | 1° periodo nessun goal 2° periodo 03:15 (3) S. Jones (4) E. Rodrigues – (6) A. Barkov 07:18 (4) A. Lundell (8) E. Luostarinen – (8) B. Marchand 09:39 (2) J. Gadjovich (1) A. Greer – (3) S. Jones 3° periodo 02:54 (3) E. Luostarinen (9) B. Marchand 09:24 (4) S. Reinhart (7) A. Barkov 16:57 (3) B. Marchand (EN) (9) E. Luostarinen |
| 1° periodo (2 min – Too Many Men on Ice-bench) Team penalty 17:54 2° periodo nessuna penalità 3° periodo nessuna penalità | Penalità   | 1° periodo nessuna penalità 2° periodo nessuna penalità 3° periodo nessuna penalità |
| Craig Berube | Allenatori | Paul Maurice |

- Con la loro eliminazione subita in Gara 7, è continuata la striscia negativa dei Toronto Maple Leafs nelle partite decisive delle serie di playoff, avendone perse 7 di fila.[68]
- In questa Gara 7, i Toronto Maple Leafs non sono riusciti a mettere a referto nemmeno un tiro in porta fino al minuto 11 del 1° periodo. Nel 2° periodo, inoltre, i Florida Panthers hanno totalizzato ben 18 tiri contro la porta dei Maple Leafs, contro i soli 5 subiti dalla squadra canadese.
- Brad Marchand (Florida Panthers è diventato il 1° giocatore nella storia della NHL a riuscire con la propria squadra di appartenenza ad eliminare ben 5 squadre avversarie in una Gara 7. Inoltre, Brad Marchand è diventato il 5° giocatore più anziano nella storia della lega (all'età di 37 anni e 7 giorni) a mettere a referto in una Gara 7 almeno 3 punti. Gli altri giocatori ad esservi riusciti sono stati Nicklas Lidström (a 39 anni e 364 giorni) nelle Conference Quarterfinals del 2010, Jean Ratelle (a 38 anni e 219 giorni) nelle Semifinals del 1979, Jeremy Roenick (a 38 anni e 96 giorni) nelle Conference Quarterfinals del 2008 e Chris Kunitz (a 37 anni e 241 giorni) nelle Conference Finals del 2017.
- L'arbitro Chris Rooney è stato costretto a lasciare la partita a 13 secondi dall'inizio del 2° periodo, dopo essere stato colpito al volto dal bastone di Niko Mikkola, difensore dei Florida Panthers. La gara è stata sospesa per 5 minuti per consentire all'arbitro di riserva, Garrett Rank, di scaldarsi ed entrare sul rink.

#### (M1) Washington Capitals – (M2) Carolina Hurricanes
I Washington Capitals avevano ottenuto l'accesso al Second Round grazie alla loro serie vinta per 4-1 contro i Montréal Canadiens nel First Round, mentre i Carolina Hurricanes erano arrivati dalla vittoria al First Round contro i New Jersey Devils in 5 gare. È stato il 2° confronto ai playoff tra queste due squadre, dato che il loro unico precedente era avvenuto in occasione dell'Eastern Conference First Round del 2019, nel quale gli Hurricanes si erano imposti dopo 7 gare. Durante la regular season, Capitals e Hurricanes si erano affrontati in 4 partite, vincendone entrambe 2 a testa.
Con il punteggio di 4-1 della serie in loro favore, i Carolina Hurricanes hanno eliminato dai playoff i Washington Capitals ottenendo l'accesso alle Eastern Conference Finals.

##### Riepilogo serie
| Squadra 1           | Totale | Squadra 2           | Gara 1   | Gara 2 | Gara 3 | Gara 4 | Gara 5 | Gara 6 | Gara 7 |
| ------------------- | ------ | ------------------- | -------- | ------ | ------ | ------ | ------ | ------ | ------ |
| Carolina Hurricanes | 4–1    | Washington Capitals | 2–1 (OT) | 1–3    | 4–0    | 5–2    | 3–1    |        |        |

##### Risultati

###### Gara 1
| Arbitri: | Wes McCauley T.J. Luxmore Scott Cherrey Trent Knorr |

| |            | |
| 1° periodo nessun goal 2° periodo A. Protas (1) 03:53 B. Duhaime (1) – J. Carlson (2) 3° periodo nessun goal Overtime nessun goal                                                             | Marcatori  | 1° periodo nessun goal 2° periodo nessun goal 3° periodo 09:42 (3) L. Stankoven (2) J. Kotkaniemi Overtime 03:06 (2) J. Slavin (3) J. Martinook – (3) D. Orlov |
| 1° periodo (2 min – Holding) B. Duhaime 14:51 2° periodo nessuna penalità 3° periodo (2 min – Slashing) A. Ovechkin 02:28 (2 min – High Sticking) J. Chychrun 17:53 Overtime nessuna penalità | Penalità   | 1° periodo 07:02 S. Aho (High Sticking – 2 min) 2° periodo nessuna penalità 3° periodo 00:27 J. Blake (Tripping – 2 min) Overtime nessuna penalità             |
| Spencer Carbery | Allenatori | Rod Brind'Amour |

- L'attaccante dei Carolina Hurricanes Mark Jankowski è uscito dal ghiaccio per infortunio durante il 2° periodo.[72]
- Il goalie dei Carolina Hurricanes, Frederik Andersen, ha ottenuto la sua 15ª win decision della sua carriera nei playoff, superando Artūrs Irbe al 2° posto tra i portieri della franchigia con più vittorie nella fase decisiva del campionato (il 1° è Cam Ward, con 23 vittorie). Il record complessivo di Andersen nei playoff è di 15–8 in 24 presenze da titolare.[72]
- Con Gara 2 finisce la striscia positiva di gare consecutive con almeno 1 punto a referto in questi playoff per Dylan Strome (Washington Capitals), arrivata a 5 partite (avrebbe stabilito il nuovo record di franchigia se fosse riuscito ad allungare la striscia a 6 gare consecutive).[72]

###### Gara 2
| Arbitri: | Graham Skilliter Chris Rooney Ryan Gibbons Ryan Daisy |

| |            | |
| 1° periodo nessun goal 2° periodo C. McMichael (4) 02:16 nessun assist 3° periodo (PPG) J. Carlson (1) 01:54 T. Wilson (4) – D. Strome (8) (EN) T. Wilson (3) 19:00 A. Protas (1) | Marcatori  | 1° periodo nessun goal 2° periodo nessun goal 3° periodo 09:26 (2) S. Gostisbehere (PPG) (4) S. Jarvis – (6) S. Aho                     |
| 1° periodo (2 min – Hooking) P. Dubois 07:11 2° periodo (2 min – Tripping) P. Dubois 11:45 3° periodo (2 min – Delay of Game-Puck over Glass) C. McMichael 08:36                  | Penalità   | 1° periodo 19:23 J. Chatfield (Hooking – 2 min) 2° periodo 15:08 D. Orlov (Holding – 2 min) 3° periodo 01:32 B. Burns (Hooking – 2 min) |
| Spencer Carbery | Allenatori | Rod Brind'Amour |

- Il goal di John Carlson (Washington Capitals), subito dai Carolina Hurricanes nel 3° periodo, è stato il primo subito da quest'ultima squadra in inferiorità numerica di questi playoff (in penalty kill, i Carolina Hurricanes non avevano mai incassato alcuna rete avversaria in 19 occasioni). John Carlson ha messo a segno il suo 13° goal in power play della sua carriera nei playoff, raggiungendo al 3° posto nella storia della franchigia di Washington Peter Bondra (e dietro soltanto ad Alex Ovechkin, con 30 reti, e T.J. Oshie, con 17).[73]
- Charlie Lindgren, goalie di riserva dei Washington Capitals, per motivi personali è stato autorizzato dalla squadra a non presenziare in Gara 2 (sostituito da Mitchell Gibson, portiere di riserva in questa partita di Logan Thompson).[73]
- Sebastian Aho, attaccante dei Carolina Hurricanes, ha messo a referto il suo 21° punto in situazioni di power play della carriera nei playoff, diventando il giocatore ad averne messi a segno di più nella storia della sua franchigia (superando il suo stesso coach, Rod Brind'Amour, ed Eric Staal (fratello del suo attuale compagno di squadra, Jordan Staal).[73]

###### Gara 3
| Arbitri: | Dan O'Rourke Francois St. Laurent Jonny Murray James Tobias |

| |            | |
| 1° periodo nessun goal 2° periodo A. Svechnikov (6) 12:34 nessun assist (PPG) J. Roslovic (1) 18:57 B. Burns (2) – T. Hall (3) 3° periodo E. Robinson (1) 03:14 L. Stankoven (2) – J. Roslovic (2) (PPG) J. Blake (2) 16:44 S. Gostisbehere (4) – S. Jarvis (5) | Marcatori  | 1° periodo nessun goal 2° periodo nessun goal 3° periodo nessun goal |
| 1° periodo (2 min – Tripping) B. Burns 09:46 2° periodo (2 min – Roughing) J. Blake 01:57 (2 min – High Sticking) J. Staal 19:15 3° periodo (2 min – Unsportsmanlike Conduct) A. Svechnikov 15:50                                                               | Penalità   | 1° periodo nessuna penalità 2° periodo 01:57 P. Dubois (Roughing – 2 min) 17:24 A. Alexeyev (Hooking – 2 min) 3° periodo 15:50 N. Dowd (Roughing – 2 min) 15:50 N. Dowd (Roughing – 2 min) 19:50 A. Mangiapane (Misconduct – 10 min) |
| Rod Brind'Amour | Allenatori | Spencer Carbery |

- Jack Roslovic (Carolina Hurricanes), al suo esordio in questa serie contro i Washington Capitals dopo essere rimasto a riposo per due partite, ha messo a referto 2 punti (1 power play goal e 1 assist).[74]
- Il reparto difensivo dei Carolina Hurricanes è riuscito a bloccare Alexander Ovechkin (Washington Capitals), rimasto a secco di punti in questa serie (con 8 tiri messi a referto) dopo averne registrati 5 (4 goal e 1 assist) nella precedente serie di First Round contro i Montréal Canadiens.[74]
- L'attaccante dei Washington Capitals Tom Wilson ha effettuato 11 cariche in 17 minuti e 58 secondi sul ghiaccio in Gara 3, il massimo tra tutti i giocatori scesi sul rink in questa partita.[74]
- Jordan Martinook (Carolina Hurricanes) è uscito infortunato dopo aver bloccato un tiro di Pierre-Luc Dubois (Washington Capitals).[74]
- I Carolina Hurricanes, che hanno registrato un record in regular season tra le loro mura amiche del Lenovo Center di 31–9–1 (il migliore di tutta la lega, eguagliato soltanto da quello dei Los Angeles Kings), in questi Stanley Cup playoff hanno confermato la loro forza in casa vincendo sempre le 4 partite disputate fino a questo momento nell'arena di Raleigh.[74]
- Fino a questo punto dei playoff, in 8 partite l'attaccante russo Andrey Svechnikov ha messo a referto 7 punti (6 goal e 1 assist).[74]
- Il goalie dei Carolina Hurricanes, Frederik Andersen, ha totalizzato il suo 4° shutout in carriera nei playoff (in 79 partite totali disputati nella fase decisiva del campionato NHL).[74]

###### Gara 4
| Arbitri: | Garrett Rank Jean Hebert Jonny Murray James Tobias |

| |            | |
| 1° periodo S. Gostisbehere (3) 10:24 J. Kotkaniemi (3) – E. Robinson (2) 2° periodo S. Jarvis (3) 01:05 S. Aho (7) – D. Orlov (4) 3° periodo T. Hall (2) 08:24 J. Roslovic (3) – S. Walker (1) S. Walker (1) 16:45 T. Hall (4) (EN) A. Svechnikov (7) J. Staal (1) – J. Martinook (4) | Marcatori  | 1° periodo nessun goal 2° periodo nessun goal 3° periodo 05:18 (3) J. Chychrun (2) M. Roy – (3) P. Dubois 12:14 (5) A. Ovechkin (PPG) (9) D. Strome – (2) J. Chychrun                                           |
| 1° periodo (2 min – Roughing) S. Jarvis 12:20 (2 min – High Sticking-double minor) J. Martinook 16:24 2° periodo (2 min – Roughing) W. Carrier 17:39 3° periodo (2 min – Tripping) T. Hall 11:14 (2 min – Interference) D. Orlov 11:57                                                | Penalità   | 1° periodo nessuna penalità 2° periodo 17:39 D. Strome (Roughing – 2 min) 17:39 A. Ovechkin (Tripping – 2 min) 3° periodo 14:26 P. Dubois (Holding – 2 min) 18:03 A. Mangiapane (Delay of Game–Puck over Glass) |
| Rod Brind'Amour | Allenatori | Spencer Carbery |

- Fino a questa Gara 4, i Carolina Hurricanes non hanno mai subito sconfitte tra le mura amiche del Lenovo Center.[75]
- Alexander Ovechkin (Washington Capitals) ha segnato il suo 77° goal in carriera nei playoff, superando Mario Lemieux e posizionandosi al 12° posto nella classifica dei top scorers di tutta la storia dei playoff NHL.[75]
- Dopo aver registrato soltanto 14 tiri in porta in Gara 1, i Washington Capitals hanno fatto registrare per la 3ª gara consecutiva 21 tiri.[75]
- A mettere a referto le 12 reti complessive dei Carolina Hurricanes in questa serie e fino a Gara 4 sono stati ben 10 giocatori diversi.[75]
- L'attaccante Eric Robinson (Carolina Hurricanes) ha registrato 9 cariche.[75]

###### Gara 5
| Arbitri: | Gord Dwyer Francis Charron Matt MacPherson Kiel Murchison |

| |            | |
| 1° periodo A. Beauvillier (2) 13:41 nessun assist 2° periodo nessun goal 3° periodo nessun goal                                                         | Marcatori  | 1° periodo 09:38 (1) J. Staal (5) J. Martinook 2° periodo nessun goal 3° periodo 18:01 (8) A. Svechnikov (2) S. Walker – (6) S. Jarvis 19:33 (4) S. Jarvis (EN) nessun assist |
| 1° periodo nessuna penalità 2° periodo (2 min – Interference) A. Beauvillier 08:39 (2 min – Slashing) T. van Riemsdyk 18:19 3° periodo nessuna penalità | Penalità   | 1° periodo 05:30 D. Orlov (Hooking – 2 min) 2° periodo 05:27 A. Nikishin (Tripping – 2 min) 3° periodo 00:56 J. Martinook (Charging – 2 min)                                  |
| Spencer Carbery | Allenatori | Rod Brind'Amour |

- In Gara 5 i Carolina Hurricanes non hanno schierato il loro difensore Jalen Chatfield, sostituito da Alexander Nikishin, scelto al 3° round del Draft 2020 (69ª scelta assoluta) e al debutto assoluto in NHL, che ha messo a referto 2 tiri in 10 minuti e 33 secondi sul rink.[76]
- Con 2 goal e 3 assist complessivi, Seth Jarvis (Carolina Hurricanes) è riuscito a prolungare a 4 gare la sua striscia consecutiva di gare con almeno 1 punto messo a referto

### Western Conference Second Round

#### Winnipeg Jets (C1) – Dallas Stars (C2)
I Winnipeg Jets avevano ottenuto l'accesso al Second Round grazie alla loro serie vinta per 4-3 contro i St. Louis Blues nel First Round, mentre i Dallas Stars erano arrivati dalla vittoria della serie di First Round contro i Colorado Avalanche in 7 gare. Per la prima volta nella loro storia, i Winnipeg Jets e i Dallas Stars si sono affrontate in un turno dei playoff NHL. Durante la regular season, in 4 partite tra di loro i Jets si erano imposti in 3 di esse.
Con il punteggio di 4-2 della serie in loro favore, i Dallas Stars hanno eliminato dai playoff i Winnipeg Jets ottenendo l'accesso alle Western Conference Finals.

##### Riepilogo serie
| Squadra 1    | Totale | Squadra 2     | Gara 1 | Gara 2 | Gara 3 | Gara 4 | Gara 5 | Gara 6   | Gara 7 |
| ------------ | ------ | ------------- | ------ | ------ | ------ | ------ | ------ | -------- | ------ |
| Dallas Stars | 4–2    | Winnipeg Jets | 3–2    | 0–4    | 5–2    | 3–1    | 0–4    | 2–1 (OT) |        |

##### Risultati

###### Gara 1
| Arbitri: | Jean Hebert Garrett Rank Devin Berg Bevan Mills |

| |            | |
| 1° periodo nessun goal 2° periodo N. Niederreiter (3) 03:30 M. Appleton (7) – H. Fleury (1) M. Scheifele (3) 17:35 G. Vilardi (1) 3° periodo nessun goal              | Marcatori  | 1° periodo nessun goal 2° periodo 08:43 (6) M. Rantanen (2) E. Dadonov – (3) S. Steel 14:21 (7) M. Rantanen (4) T. Harley – (3) I. Lyubushkin 16:38 (8) M. Rantanen (PPG) (4) M. Duchene – (4) R. Hintz 3° periodo nessun goal |
| 1° periodo nessuna penalità 2° periodo (2 min – Cross Checking) H. Fleury 16:11 3° periodo (2 min – Interference) G. Vilardi 04:05 (2 min – Roughing) D. Demelo 04:43 | Penalità   | 1° periodo 13:30 M. Marchment (Hooking – 2 min) 19:52 C. Ceci (High Sticking – 2 min) 2° periodo 09:54 J. Benn (Hooking – 2 min) 3° periodo 04:43 R. Hintz (Roughing – 2 min) 05:46 T. Seguin (High Sticking – 2 min)          |
| Scott Amiel | Allenatori | Peter DeBoer |

- Mikko Rantanen (Dallas Stars) è diventato il 1° giocatore nella storia dei playoff NHL ad aver segnato nella stessa annata più di una tripletta in una singola frazione di gioco (vi era già riuscito in Gara 7 del First Round contro i Colorado Avalanche). Nelle ultime 4 partite di questi playoff, Rantanen ha messo a referto 14 punti (8 goal e 6 assist), mettendo a segno le ultime 12 reti della squadra di Dallas (la striscia più lunga in tutta la storia dei playoff). Prima della gara, infine, Rantanen era al pari di Mario Lemieux, che con i Pittsburgh Penguins nei playoff 1992 è riuscito a mettere a referto 1 punto in 9 marcature consecutive della sua squadra.[79]
- I Dallas Stars sono riusciti a portarsi in vantaggio in una serie di playoff per la prima volta dalle Stanley Cup Finals del 2020, chiudendo una striscia negativa che durava da 8 serie consecutive.[79]
- I Dallas Stars hanno visto il ritorno sul ghiaccio del loro attaccante Jason Robertson, che è rimasto sul rink per 13 minuti e 34 secondi dopo essere mancato per tutta la durata del First Round. Durante la regular season Robertson ha segnato 35 reti in 82 gare (top scorer della franchigia) e 80 punti (dietro soltanto agli 82 punti di Matt Duchene).
- I Winnipeg Jets hanno sopravanzato i Dallas Stars nel numero di cariche effettuate dai suoi giocatori (46 a 24).[79]
- In 6 gare disputate in questi playoff, Mark Scheifele è in testa nella classifica di squadra per numero di tiri in porta messi a referto (7) e 7 punti (3 goal e 4 assist).[79]

###### Gara 2
| Arbitri: | Kelly Sutherland Eric Furlatt Devin Berg Bevan Mills |

| |            | |
| 1° periodo (PPG) G. Vilardi (1) 03:35 N. Ehlers (2) – J. Morrissey (4) N. Ehlers (1) 07:07 H. Fleury (2) – M. Scheifele (5) 2° periodo A. Lowry (4) 11:02 D. Demelo (2) – N. Niederreiter (2) 3° periodo (EN) N. Ehlers (1) 16:20 D. Demelo (3)         | Marcatori  | 1° periodo nessun goal 2° periodo nessun goal 3° periodo nessun goal |
| 1° periodo (2 min – Tripping) J. Morrissey 04:35 (High Sticking) D. Demelo 13:12 2° periodo (2 min – Roughing) B. Tanev 13:46 (2 min – Roughing) M. Barron 13:46 3° periodo (2 min – Roughing) N. Ehlers 11:03 (2 min – Cross Checking) C. Miller 18:41 | Penalità   | 1° periodo 00:17 T. Seguin (High Sticking-double minor – 4 min) 14:44 J. Benn (Tripping – 2 min) 2° periodo 13:46 L. Bichsel (Roughing – 2 min) 13:46 A. Petrovic (Roughing – 2 min) 19:40 M. Rantanen (High Sticking – 2 min) 3° periodo 05:42 L. Bichsel (Cross Checking – 2 min) 11:01 T. Harley (Cross Checking – 2 min) |
| Scott Amiel | Allenatori | Peter DeBoer |

- Nikolaj Ehlers (Winnipeg Jets) non segnava una rete in una gara di playoff da 16 partite. L'ultima sua marcatura risaliva al 23 maggio 2021, in Gara 3 del Western Conference First Round contro gli Edmonton Oilers (anche in quel caso segnò una doppietta).[80]
- Il portiere dei Winnipeg Jets, Connor Hellebuyck, ha registrato il suo primo shutout di questi playoff e il 4° in carriera nella fase finale del campionato (raggiungendo Craig Anderson al 7° posto tra i portieri statunitensi ad aver collezionato più partite con rete inviolata negli Stanley Cup playoff).

###### Gara 3
| Arbitri: | Chris Rooney Graham Skilliter Kiel Murchison Jesse Marquis |

| |            | |
| 1° periodo (PPG) R. Hintz (5) 02:27 M. Rantanen (8) – T. Harley (5) T. Harley (3) 15:12 M. Granlund (2) – S. Steel (4) 2° periodo nessun goal 3° periodo A. Petrovic (1) 03:51 M. Rantanen (9) – S. Steel (5) M. Rantanen (9) 04:40 R. Hintz (5) – M. Granlund (3) W. Johnston (4) 14:06 J. Benn (2) – E. Dadonov (3) | Marcatori  | 1° periodo 09:53 (5) K. Connor (2) G. Vilardi 2° periodo 10:07 (4) N. Niederreiter (5) J. Morrissey – (2) C. Miller 3° periodo nessun goal             |
| 1° periodo (2 min – Slashing) I. Lyubushkin 05:59 (2 min – Holding the Stick) J. Benn 13:02 2° periodo (2 min – Tripping) M. Rantanen 15:09 3° periodo (2 min – High Sticking) W. Johnston 17:37 | Penalità   | 1° periodo 00:22 N. Niederreiter (High Sticking – 2 min) 02:17 J. Morrissey (Tripping – 2 min) 2° periodo nessuna penalità 3° periodo nessuna penalità |
| Peter DeBoer | Allenatori | Scott Amiel |

- In Gara 3, Mikko Rantanen (Dallas Stars) ha segnato 1 goal e messo a referto 2 assist, portando il suo totale di punti collezionati in questi playoff ad un totale di 17 (9 goal e 8 assist) in 6 gare disputate. L'attaccante finlandese (che il 7 marzo 2025 è arrivato agli Stars per via di una trade con i Carolina Hurricanes[81]), fino a questa partita è stato il top scorer degli Stanley Cup playoff (con 9 reti), oltre ad aver registrato il massimo numero di punti per la propria squadra (15 punti nelle ultime 17 marcature degli Stars).[82]

###### Gara 4
| Arbitri: | Francis Charron Gord Dwyer Scott Cherrey Trent Knorr |

| |            | |
| 1° periodo (PPG) M. Granlund (2) 08:36 T. Harley (6) – J. Robertson (1) 2° periodo M. Granlund (3) 17:52 M. Rantanen (10) 3° periodo (PPG) M. Granlund (4) 07:23 M. Heiskanen (1) – M. Duchene (5) | Marcatori  | 1° periodo nessun goal 2° periodo 01:02 (3) N. Ehlers (9) K. Connor – (6) J. Morrissey 3° periodo nessun goal                                                             |
| 1° periodo (2 min – Holding) T. Seguin 19:00 2° periodo (2 min – Tripping) T. Seguin 03:19 3° periodo (2 min – Roughing) J. Benn 15:07                                                             | Penalità   | 1° periodo 08:04 D. Demelo (Holding the Stick – 2 min) 2° periodo 07:39 N. Niederreiter (Hooking – 2 min) 3° periodo 03:26 H. Fleury (High Sticking-double minor – 4 min) |
| Peter DeBoer | Allenatori | Scott Amiel |

- Per la prima volta nella sua carriera, Mikael Granlund (Dallas Stars) ha segnato una tripletta di reti in una gara di playoff, nonché la sua 3ª in carriera considerando anche le sue presenze in regular season (l'ultima volta che vi era riuscito era il 29 dicembre 2017, quando indossava la maglia dei Minnesota Wild).[83]
- Miro Heiskanen (Dallas Stars), al suo ritorno da un infortunio al ginocchio (che lo teneva fuori causa dal 28 gennaio 2025) ha messo a referto 1 assist in 14 minuti e 52 secondi.

###### Gara 5
| Arbitri: | Wes McCauley T.J. Luxmore Ryan Daisy Ryan Gibbons |

| |            | |
| 1° periodo nessun goal 2° periodo M. Scheifele (4) 06:17 K. Connor (10) – N. Pionk (5) 3° periodo (PPG) N. Ehlers (4) 02:20 K. Connor (11) – M. Scheifele (6) (PPG) V. Namestnikov (3) 12:07 A. Iafallo (1) – N. Pionk (6) (EN) N. Ehlers (5) 19:15 C. Perfetti (3) – V. Namestnikov (3)                                                                 | Marcatori  | 1° periodo nessun goal 2° periodo nessun goal 3° periodo nessun goal |
| 1° periodo (2 min – Cross Checking) A. Lowry 05:55 (2 min – Interference) C. Perfetti 13:35 2° periodo (2 min – High Sticking) V. Namestnikov 05:35 3° periodo (2 min – Hooking) M. Appleton 06:05 (2 min – Roughing) M. Scheifele 13:28 (2 min – Roughing) B. Tanev 13:28 (10 min – Misconduct) B. Tanev 13:28 (2 min – Cross Checking) H. Fleury 20:00 | Penalità   | 1° periodo 02:49 S. Steel (Holding – 2 min) 2° periodo 05:35 M. Duchene (Interference – 2 min) 17:29 M. Marchment (Holding – 2 min) 3° periodo 01:39 A. Petrovic (Tripping – 2 min) 01:50 E. Lindell (Tripping – 2 min) 10:17 L. Bichsel (Roughing – 2 min) 13:28 J. Benn (Roughing – 2 min) 13:28 J. Benn (Misconduct – 10 min) 20:00 J. Robertson (Cross Checking – 2 min) |
| Scott Amiel | Allenatori | Peter DeBoer |

- Il goalie dei Winnipeg Jets, Connor Hellebuyck, ha messo a referto il suo secondo shutout di questi playoff, registrando 22 saves (in Gara 2 ne aveva messe a segno 21). Per Hellebuyck è il 5° shutout in carriera in una gara di playoff e per la 2ª volta vi è riuscito per 2 volte nella stessa serie (vi era già riuscito durante il First Round dei playoff 2018), unendosi ad altri due goalies nati negli Stati Uniti che vi sono riusciti: Tim Thomas (nelle Conference Finals e nelle Stanley Cup Finals del 2011) e Mike Richter (nelle Conference Semifinals del 1997 e nelle Conference Quarterfinals del 1994). Inoltre, Connor Hellebuyck è il primo portiere nella storia della sua franchigia a mettere a referto uno shutout in una gara di playoff a rischio eliminazione.[84]
- Fino a Gara 5 di questa serie, i Winnipeg Jets hanno registrato il miglior record casalingo tra tutte le squadre impegnate in questi playoff, con 6 vittorie ed 1 sola sconfitta nel Canada Life Centre.[84]
- Mark Scheifele (Winnipeg Jets) ha messo a segno il suo 3° goal nei playoff in una gara potenzialmente da eliminazione per la propria squadra della sua carriera, stabilendo il nuovo record di franchigia.[84]

###### Gara 6
| Arbitri: | Dan O'Rourke Francois St. Laurent Scott Cherrey Trent Knorr |

| |            | |
| 1° periodo nessun goal 2° periodo S. Steel (1) 11:12 T. Harley (7) – M. Heiskanen (2) 3° periodo nessun goal Overtime (PPG) T. Harley (4) 01:33 T. Seguin (3) – M. Marchment (3) | Marcatori  | 1° periodo nessun goal 2° periodo 05:28 (5) M. Scheifele (12) K. Connor – (3) G. Vilardi 3° periodo nessun goal Overtime nessun goal |
| 1° periodo nessuna penalità 2° periodo nessuna penalità 3° periodo nessuna penalità Overtime nessuna penalità                                                                    | Penalità   | 1° periodo nessuna penalità 2° periodo nessuna penalità 3° periodo 19:45 M. Scheifele (Tripping – 2 min) Overtime nessuna penalità   |
| Peter DeBoer | Allenatori | Scott Amiel |

- Per la terza stagione consecutiva, i Dallas Stars hanno ottenuto l'accesso alle Western Conference Finals (nel 2023 persero in 6 gare contro i Vegas Golden Knights, mentre nel 2024 vennero eliminati dagli Edmonton Oilers).[85]
- Josh Morrissey, difensore dei Winnipeg Jets, è stato costretto ad uscire dal rink per un infortunio al ginocchio, dopo uno scontro alla balaustra con Mikko Rantanen (Dallas Stars).[85]
- Segnando la rete decisiva per la vittoria della serie a favore della sua squadra, Thomas Harley (Dallas Stars) è diventato il 3° giocatore più giovane nella storia della lega a riuscirvi all'età di 23 anni e 271 giorni. Gli altri due giocatori più giovani ad esservi riusciti sono Babe Pratt, che vi è riuscito a 21 anni e 77 giorni (in Gara 2 delle Quarterfinals del 1937) e Bobby Orr, che vi è riuscito a 22 anni e 51 giorni (in Gara 4 delle Stanley Cup Finals del 1970).[85]
- Il coach dei Dallas Stars, Peter DeBoer, è diventato il 5° allenatore con più vittorie ai playoff della storia della NHL con 96 successi nella fase decisiva del campionato, eguagliando in tal modo il record di Mike Keenan. Per DeBoer è stata anche la 19ª serie vittoriosa della sua carriera nei playoff, diventando in tal modo il 6° allenatore con più serie vincenti (lasciandosi dietro in questa classifica Jon Cooper, Darryl Sutter, Mike Keenan e Toe Blake).[85]
- In questi playoff, i Winnipeg Jets hanno totalizzato un record di 0 vittorie e 6 sconfitte in trasferta (prolungando la loro striscia negativa a 10 sconfitte consecutive fuori casa, considerando anche i playoff 2023).[85]

#### (P1) Vegas Golden Knights – (P3) Edmonton Oilers
I Vegas Golden Knights avvano ottenuto l'accesso al Second Round grazie alla loro serie vinta per 4-2 contro i Minnesota Wild al First Round, mentre gli Edmonton Oilers erano arrivati al Second Round grazie alla loro vittoria in 7 gare contro i Los Angeles Kings al First Round. È stato il 2° confronto ai playoff tra queste due squadre, dato che il loro unico precedente si era avuto nel Western Conference Second Round del 2023, dove la squadra di Las Vegas si era imposta in 6 gare. Durante la regular season, i Golden Knights e gli Oilers si erano affrontati in 4 partite, ottenendo entrambe 2 vittorie a testa.
Con il punteggio della serie di 4-1 in loro favore, gli Edmonton Oilers hanno eliminato dai playoff i Vegas Golden Knights ottenendo l'accesso alle Western Conference Finals.

##### Riepilogo serie
| Squadra 1       | Totale | Squadra 2            | Gara 1 | Gara 2   | Gara 3 | Gara 4 | Gara 5   | Gara 6 | Gara 7 |
| --------------- | ------ | -------------------- | ------ | -------- | ------ | ------ | -------- | ------ | ------ |
| Edmonton Oilers | 4–1    | Vegas Golden Knights | 4–2    | 5–4 (OT) | 3–4    | 3–0    | 1–0 (OT) |        |        |

##### Risultati

###### Gara 1
| Arbitri: | Eric Furlatt Kelly Sutherland Jonny Murray James Tobias |

| |            | |
| 1° periodo (PPG) M. Stone (3) 02:13 W. Karlsson (2) – S. Theodore (3) M. Stone (4) 09:03 J. Eichel (5) 2° periodo nessun goal 3° periodo nessun goal | Marcatori  | 1° periodo 16:26 (3) C. Perry (10) C. McDavid – (8) L. Draisaitl 2° periodo nessun goal 3° periodo 00:57 (4) L. Draisaitl (4) E. Bouchard – (11) C. McDavid 16:58 (3) Z. Hyman (2) E. Kane – (3) R. Nugent-Hopkins 18:14 (4) C. Brown (5) E. Bouchard |
| 1° periodo nessuna penalità 2° periodo (2 min – Holding) N. Roy 04:54 (2 min – Holding) Z. Whitecloud 09:46 3° periodo nessuna penalità              | Penalità   | 1° periodo 01:33 R. Nugent-Hopkins (High Sticking-double minor – 4 min) 2° periodo nessuna penalità 3° periodo 05:58 C. Brown (Interference on goalkeeper – 2 min)                                                                                    |
| Bruce Cassidy | Allenatori | Kris Knoblauch |

- Gli Edmonton Oilers sono diventati la prima franchigia nella storia della NHL a riuscire in una singola edizione dei playoff a recuperare nel punteggio e vincere 5 gare consecutive.[87]
- I Vegas Golden Knights hanno dovuto fare a meno del loro difensore Alex Pietrangelo, rimasto fuori causa malattia. Al suo posto è stato schierato Kaedan Korczak, che in 13 minuti e 4 secondi sul ghiaccio ha messo a referto 1 tiro a porta al suo esordio in carriera nei playoff.[87]

###### Gara 2
| Arbitri: | Gord Dwyer Francis Charron Kiel Murchison Jesse Marquis |

| |            | |
| 1° periodo (PPG) V. Olofsson (1) 08:42 M. Stone (3) – J. Eichel (6) 2° periodo W. Karlsson (2) 18:10 J. Eichel (7) – A. Pietrangelo (3) 3° periodo (PPG) V. Olofsson (2) 04:32 J. Eichel (8) – M. Stone (4) A. Pietrangelo (2) 11:58 N. Hanifin (3) – V. Olofsson (2) Overtime nessun goal | Marcatori  | 1° periodo nessun goal 2° periodo 11:31 (1) J. Walman (5) V. Podkolzin – (2) V. Arvidsson 15:18 (1) V. Podkolzin (3) V. Arvidsson – (3) J. Klingberg 17:17 (2) D. Nurse (4) R. Nugent-Hopkins 3° periodo 01:52 (3) E. Kane (4) Z. Hyman – (5) R. Nugent-Hopkins Overtime 15:20 (5) L. Draisaitl (12) C. McDavid – (2) C. Perry |
| 1° periodo nessuna penalità 2° periodo (2 min – High Sticking) N. Roy 02:54 (2 min – Roughing) Z. Whitecloud 15:44 3° periodo (2 min – Cross Checking) R. Smith 06:01 Overtime (5 min – Cross Checking-major) N. Roy 05:37 (10 min – Game Misconduct) N. Roy 05:37                         | Penalità   | 1° periodo 06:15 T. Frederic (Tripping – 2 min) 08:14 A. Henrique (Delay of Game-Puck over Glass – 2 min) 2° periodo 07:47 E. Bouchard (Holding – 2 min) 15:44 E. Kane (Interference on Goalkeeper – 2 min) 3° periodo 04:13 C. McDavid (High Sticking – 2 min) Overtime Nessuna penalità                                      |
| Bruce Cassidy | Allenatori | Kris Knoblauch |

- Dopo la sua assenza in Gara 1 per malattia, il difensore dei Vegas Golden Knights Alex Pietrangelo è tornato sul ghiaccio, registrando in 11 minuti e 58 secondi la rete del momentaneo pareggio sul 4-4.[88]
- Brayden McNabb (Vegas Golden Knights) è uscito infortunato dopo una carica subita alla balaustra nell'overtime da Viktor Arvidsson.[88]

###### Gara 3
| Arbitri: | Garrett Rank Jean Hebert Bevan Hills Matt MacPherson |

| |            | |
| 1° periodo C. Perry (4) 07:19 C. McDavid (13) – L. Draisaitl (9) 2° periodo (PPG) C. Perry (5) 11:12 E. Bouchard (6) – R. Nugent-Hopkins (6) 3° periodo C. McDavid (3) 16:58 E. Bouchard (7) – L. Draisaitl (10) | Marcatori  | 1° periodo 15:17 (2) N. Roy (2) N. Hague – (1) K. Kolesar 16:11 (2) R. Smith (9) J. Eichel – (2) Z. Whitecloud 2° periodo 17:05 (3) W. Karlsson (4) N. Hanifin – (4) A. Pietrangelo 3° periodo 19:59 (3) R. Smith (3) W. Karlsson – (4) B. McNabb |
| 1° periodo (2 min – Roughing) E. Kane 07:44 2° periodo (2 min – Interference on Goalkeeper) Z. Hyman 18:06 3° periodo nessuna penalità                                                                           | Penalità   | 1° periodo 10:22 Z. Whitecloud (Interference – 2 min) 2° periodo 11:09 I. Barbashev (Slashing – 2 min) 3° periodo nessuna penalità |
| Kris Knoblauch | Allenatori | Bruce Cassidy |

- Il capitano dei Vegas Golden Knights, l'attaccante Mark Stone, è uscito per infortunio nel 1° periodo.[89]
- Il 2° goal degli Edmonton Oilers, segnato da Corey Perry nel 1° periodo, è stato il primo segnato dalla squadra canadese in power play di questa serie contro i Vegas Golden Knights (dopo 5 situazioni di superiorità numerica senza reti). Corey Perry, inoltre, a 39 anni e 359 giorni di età è diventato il 3° giocatore più anziano nella storia dei playoff a segnare almeno 2 reti in uno stesso periodo, preceduto da Nicklas Lidström (che vi è riuscito nei playoff 2011 a 41 anni e 8 giorni) e Teemu Selanne (che vi è riuscito nella stessa edizione 2011 a 40 anni e 288 giorni).[89]
- Il goal decisivo per i Vegas Golden Knights, segnato da Reilly Smith a 4 decimi di secondo dalla fine della partita, è stato il gol più prossimo alla conclusione di una partita in tutta la storia dei playoff (eguagliando quelli segnati da Nazem Kadri nel 2020 e da Jussi Jokinen nel 2009).[89]
- Con la vittoria dei Vegas Golden Knights in questa Gara 3, per l'8ª volta nella storia dei playoff (considerando il periodo di tempo successivo alla expansion era, ovvero dalla stagione 1967-1968) nessuna serie dei primi due turni si è conclusa con l'eliminazione di una squadra a secco di vittorie nella fase finale del campionato.[89]

###### Gara 4
| Arbitri: | Wes McCauley T.J. Luxmore Matt MacPherson Devin Berg |

| |            | |
| 1° periodo A. Henrique (2) 01:27 C. Brown (3) A. Henrique (3) 13:03 Z. Hyman (5) – E. Kane (3) 2° periodo E. Kane (4) 07:38 C. McDavid (14) – E. Bouchard (8) 3° periodo nessun goal                                                                     | Marcatori  | 1° periodo nessun goal 2° periodo nessun goal 3° periodo nessun goal |
| 1° periodo (2 min – Roughing) M. Janmark 04:36 (5 min – Fighting-major) T. Frederic 04:36 (2 min – Charging) E. Kane 13:03 (2 min – Roughing) D. Nurse 13:03 (2 min – Slashing) K. Kapanen 17:03 2° periodo nessuna penalità 3° periodo nessuna penalità | Penalità   | 1° periodo 04:36 N. Hague (Fighting-major – 5 min) 10:37 B. Howden (Cross Checking – 2 min) 13:03 K. Kolesar (Roughing – 2 min) 2° periodo 10:47 P. Dorofeyev (Tripping – 2 min) 3° periodo nessuna penalità |
| Kris Knoblauch | Allenatori | Bruce Cassidy |

- Il goalie degli Edmonton Oilers, Stuart Skinner, ha ottenuto la sua prima vittoria in questa edizione dei playoff NHL (nelle 3 gare in cui è partito da titolare, Skinner aveva incassato un totale di 15 reti).[90]
- Nel 1° periodo di Gara 4, gli Edmonton Oilers hanno totalizzato il triplo dei tiri registrati dai Vegas Golden Knights (15-5).
- In questa Gara 4, Connor McDavid (Edmonton Oilers) ha fatto registrare 1 assist, estendendo la sua striscia positiva di partite con almeno 1 punto in questi playoff a 8 consecutive (2 goal e 11 assist). Con questa striscia, McDavid è diventato il 4° giocatore nella storia degli Oilers a riuscirvi, unendosi a Leon Draisaitl (9 partite nei playoff 2022), Glenn Anderson (9 gare nel 1985) e Wayne Gretzky (8 gare nel 1983).
- Con la sua presenza in Gara 4, Corey Perry ha registrato la sua 225ª in una gara di playoff, raggiungendo Glenn Anderson e diventato l'8° giocatore con più presenze in tutta la storia della fase finale del campionato NHL.

###### Gara 5
| Arbitri: | Dan O'Rourke Francois St. Laurent Devin Berg Bevan Mills |

| |            | |
| 1° periodo nessun goal 2° periodo nessun goal 3° periodo nessun goal Overtime nessun goal                                                                 | Marcatori  | 1° periodo nessun goal 2° periodo nessun goal 3° periodo nessun goal Overtime 07:19 (1) K. Kapanen (11) L. Draisaitl – (2) D. Nurse |
| 1° periodo (2 min – Tripping) K. Kolesar 18:54 2° periodo (2 min – Interference) I. Barbashev 07:31 3° periodo nessuna penalità Overtime nessuna penalità | Penalità   | 1° periodo nessuna penalità 2° periodo nessuna penalità 3° periodo 00:33 E. Bouchard (Hooking – 2 min) Overtime nessuna penalità    |
| Bruce Cassidy | Allenatori | Kris Knoblauch |

- In Gara 5 non è sceso sul rink il capitano dei Vegas Golden Knights Mark Stone, uscito per infortunio in Gara 4. Al suo posto è stato schierato Cole Schwindt, al suo esordio in carriera in una gara di playoff.[91]
- Nonostante la loro vittoria e il passaggio del turno, è continuata la striscia negativa senza reti degli Edmonton Oilers in situazioni di power play in trasferta, dato che in 14 opportunità non sono riusciti mai a segnare in questa edizione dei playoff.[91]
- Kasperi Kapanen (Edmonton Oilers) ha segnato il suo 2° goal all'overtime nei playoff in tutta la sua carriera (vi era riuscito nel First Round del 2017, quando giocava per i Toronto Maple Leafs).[91]
- Per la 12ª volta nella loro storia, gli Edmonton Oilers sono riusciti a raggiungere le Western Conference Finals, pareggiando il record di partecipazioni dei Chicago Blackhawks considerando il periodo dalla stagione 1979-1980 ad oggi (stagione inaugurale della squadra canadese). Inoltre, gli Oilers hanno raggiunto le Finals della propria Conference di appartenenza per la 2ª stagione consecutiva e per la 3ª volta nelle ultime 4 stagioni (ovvero a partire dall'edizione dei playoff 2022). Tuttavia, per la prima volta nella loro storia (33 stagioni) gli Oilers hanno raggiunto le Western Conference Finals in 2 edizioni consecutive dei playoff.[91]

## Conference Finals

### Eastern Conference Finals

#### (M2) Carolina Hurricanes – (A3) Florida Panthers
I Carolina Hurricanes avevano ottenuto l'accesso alle Eastern Conference Finals battendo in 5 gare i Washington Capitals, mentre i Florida Panthers vi erano arrivati grazie alla loro vittoria della serie contro i Toronto Maple Leafs per 4-3. È stato il 2° confronto ai playoff tra queste due squadre, dato che il loro unico precedente nella fase decisiva del campionato si era avuto nel 2023, sempre nelle Eastern Conference Finals, dove i Panthers erano riusciti ad imporsi in 4 gare. Gli Hurricanes erano alla loro 5ª apparizione nelle Conference Finals della loro storia, mentre i Panthers vi avevano ottenuto l'accesso per la 3ª stagione consecutiva e per la 4ª volta nella storia della loro franchigia; nella loro apparizione precedente, nella precedente stagione, i Panthers erano riusciti a battere i New York Rangers in 6 gare. Durante la regular season, in 3 confronti complessivi, i Panthers si erano imposti sugli Hurricanes in 2 partite.
Con il punteggio della serie di 4-1 in loro favore, i Florida Panthers hanno eliminato dai playoff i Carolina Hurricanes ottenendo l'accesso alle Stanley Cup Finals.

##### Riepilogo serie
| Squadra 1           | Totale | Squadra 2        | Gara 1 | Gara 2 | Gara 3 | Gara 4 | Gara 5 | Gara 6 | Gara 7 |
| ------------------- | ------ | ---------------- | ------ | ------ | ------ | ------ | ------ | ------ | ------ |
| Carolina Hurricanes | 1–4    | Florida Panthers | 2–5    | 0–5    | 2–6    | 3–0    | 3–5    |        |        |

##### Risultati

###### Gara 1
| Arbitri: | Eric Furlatt Kelly Sutherland Garrett Rank Jonny Murray Matt MacPherson |

| |            | |
| 1° periodo S. Aho (4) 19:44 S. Jarvis (7) – A. Svechnikov (2) 2° periodo nessun goal 3° periodo (PPG) J. Blake (3) 16:19 S. Jarvis (8) – S. Gostisbehere (5)                                                  | Marcatori  | 1° periodo 08:30 (5) C. Verhaeghe (PPG) (8) A. Barkov – (7) M. Tkachuk 12:29 (3) A. Ekblad (5) E. Rodrigues 2° periodo 03:33 (2) A. Greer (1) N. Mikkola – (2) T. Nosek 3° periodo 06:08 (7) S. Bennett (PPG) (6) E. Rodrigues – (5) C. Verhaeghe 14:55 (4) E. Luostarinen (3) T. Nosek – (3) G. Forsling    |
| 1° periodo (2 min – Roughing) S. Aho 06:59 2° periodo (2 min – High Sticking) A. Svechnikov 09:10 3° periodo (2 min – Delay of Game-Puck Over Glass) S. Morrow 04:31 (2 min – Roughing) S. Gostisbehere 08:15 | Penalità   | 1° periodo 05:14 S. Bennett (Hooking – 2 min) 2° periodo 11:30 G. Forsling (Cross Checking – 2 min) 3° periodo 08:15 B. Marchand (Roughing – 2 min) 08:15 B. Marchand (Roughing – 2 min) 08:15 B. Marchand (Misconduct – 10 min) 15:45 J. Gadjovich (Roughing – 2 min) 20:00 J. Gadjovich (Roughing – 2 min) |
| Rod Brind'Amour | Allenatori | Paul Maurice |

- Con la sconfitta in Gara 1, i Carolina Hurricanes hanno subito la loro 13 sconfitta consecutiva nelle Eastern Conference Finals, tenendo in considerazione anche le loro 3 precedenti apparizioni in questa fase (nelle quali gli Hurricanes non sono mai riusciti a vincere nemmeno una gara).[93]
- I Florida Panthers sono riusciti a segnare 38 reti nelle loro prime 8 gare in trasferta di questi playoff, pareggiando il record di goal segnati nella storia della lega dai Colorado Avalanche nei playoff 2022.[93]
- Per Scott Morrow (Carolina Hurricanes) è stata la sua prima partita di playoff della sua carriera, rimanendo sul ghiaccio per 12 minuti e 18 secondi (con -3 di plus/minus).[93]
- Seth Jarvis (Carolina Hurricanes) ha totalizzato la sua 5ª gara consecutiva di questi playoff con almeno 1 punto a referto (7 punti, con 2 goal e 5 assist).[93]

###### Gara 2
| Arbitri: | Eric Furlatt Dan O'Rourke Ryan Daisy Ryan Gibbons |

| |            | |
| 1° periodo nessun goal 2° periodo nessun goal 3° periodo nessun goal                                                           | Marcatori  | 1° periodo 01:17 (1) G. Forsling (8) M. Tkachuk – (4) S. Bennett 11:41 (4) M. Tkachuk (6) C. Verhaeghe – (2) N. Mikkola 15:50 (8) S. Bennett (PPG) (7) C. Verhaeghe – (7) E. Rodrigues 2° periodo 19:21 (9) S. Bennett (8) C. Verhaeghe – (5) A. Ekblad 3° periodo 13:49 (4) A. Barkov (PPG) (6) A. Ekblad – (8) E. Rodrigues |
| 1° periodo (2 min – Roughing) A. Svechnikov 14:07 2° periodo nessuna penalità 3° periodo (2 min – Broken Stick) B. Burns 13:17 | Penalità   | 1° periodo 18:33 Team penalty (Too Many Men on the Ice-bench – 2 min) 2° periodo nessuna penalità 3° periodo 09:34 E. Luostarinen (Roughing – 2 min) |
| Rod Brind'Amour | Allenatori | Paul Maurice |

- Sam Reinhart, attaccante dei Florida Panthers, ha lasciato la gara per infortunio tra la fine del 1° periodo e l'inizio del 2° periodo.[94]
- Il goalie dei Carolina Hurricanes, Frederik Andersen, è stato sostituito da Pyotr Kochetkov dopo aver subito 4 reti su 16 tiri. Kochetkov ha messo a referto 4 saves nel 3° periodo.[94]
- Si è prolungata a 14 sconfitte consecutive la striscia negativa dei Carolina Hurricanes nelle Eastern Conference Finals (considerando anche le 3 apparizioni precedenti in questa fase della squadra).[94]
- Gustav Forsling è diventato il 7° difensore dei Florida Panthers ad aver segnato in questi playoff, eguagliando il record di squadra con più difensori ad aver segnato almeno una rete in un'edizione dei playoff nella storia della lega.[94]
- Jalen Chatfield (Carolina Hurricanes) ha partecipato al riscaldamento prima della gara ma non è sceso sul rink per la terza partita consecutiva di questi playoff, sostituito dal giovane Scott Morrow.[94]
- Mark Jankowski, attaccante dei Carolina Hurricanes, ha sostituito Jesperi Kotkaniemi scendendo sul rink dopo essere stato assente per infortunio per 5 partite di questi playoff (Jankowski ha messo a referto 1 tiro a porta in 12 minuti e 14 secondi sul ghiaccio).[94]

###### Gara 3
| Arbitri: | Wes McCauley Francis Charron Scott Cherrey Trent Knorr |

| |            | |
| 1° periodo N. Mikkola (2) 12:07 E. Rodrigues (9) – A. Barkov (9) 2° periodo nessun goal 3° periodo J. Boqvist (2) 01:29 (10) E. Rodrigues – (7) A. Ekblad N. Mikkola (3) 06:26 S. Bennett (5) – M. Tkachuk (9) A. Barkov (5) 06:55 M. Tkachuk (10) A. Barkov (6) 09:31 J. Boqvist (2) B. Marchand (4) 10:37 A. Lundell (7) – J. Boqvist (3)                                                                         | Marcatori  | 1° periodo nessun goal 2° periodo 14:51 (4) L. Stankoven (PPG) (3) B. Burns – (4) J. Kotkaniemi 3° periodo 11:01 (5) S. Jarvis (PPG) (3) L. Stankoven – (8) S. Aho |
| 1° periodo (5 min – Boarding-major) E. Luostarinen 16:59 (10 min – Misconduct) E. Luostarinen 16:59 2° periodo (2 min – Delay of Game-Puck Over Glass) G. Forsling 13:18 3° periodo (2 min – Roughing) M. Tkachuk 10:50 (2 min – Roughing) S. Bennett 10:50 (10 min – Misconduct) M. Tkachuk 10:50 (2 min – Slashing) S. Bennett 15:33 (10 min – Misconduct) S. Bennett 15:33 (2 min – Roughing) J. Gadjovich 15:49 | Penalità   | 1° periodo 07:33 P. Kochetkov (Tripping – 2 min) 2° periodo 01:51 J. Kotkaniemi (Cross Checking – 2 min) 19:08 S. Aho (Holding – 2 min) 3° periodo 10:50 J. Blake (Roughing – 2 min) 15:33 A. Svechnikov (Slashing – 2 min) 15:33 A. Svechnikov (Roughing – 2 min) 15:33 A. Svechnikov (Misconduct – 10 min) |
| Paul Maurice | Allenatori | Rod Brind'Amour |

- Il goalie dei Florida Panthers, Sergei Bobrovsky, ha concesso fino a questa Gara 3 soltanto 4 goal ai Carolina Hurricanes in tutta la serie.[95]
- Si è allungata a 15 sconfitte consecutive la serie negativa dei Carolina Hurricanes nelle partite disputate nelle Eastern Conference Finals, tenendo in considerazione anche le 3 precedenti apparizioni in questa fase dei playoff. Ben 7 di queste 15 sconfitte sono arrivate proprio contro i Florida Panthers (che avevano già incontrato in occasione delle Eastern Conference Finals del 2023).[95]
- I Florida Panthers hanno dovuto fare a meno, per la 2ª partita consecutiva, del loro attaccante Sam Reinhart, uscito per infortunio in Gara 1. Il suo sostituto, Jesper Boqvist ha messo a referto 3 punti in Gara 3 (1 goal e 2 assist), arrivando a quota 2 reti segnate in carriera in 10 gare disputate nei playoff, dopo non aver fatto registrare nemmeno una singola rete nelle ultime 31 partite di regular season.[95]
- Niko Mikkola, difensore finlandese dei Florida Panthers, è stato costretto ad abbandonare il rink al minuto 08:02 del 3° periodo, dopo essere scivolato sul ghiaccio e sbattuto sulla balaustra mentre tentava di difendere il puck dalla pressione di Logan Stankoven (Carolina Hurricanes).[95]
- I Florida Panthers sono diventati la 3ª franchigia di NHL che, negli ultimi 30 anni di storia, sia stata capace di segnare 5 o più reti in 4 partite consecutive di playoff; vi erano già riusciti i Colorado Avalanche nel 2024 in 5 gare consecutive e per 4 gare di fila nel 2021, nonché i Detroit Red Wings in 4 gare consecutive nel 1995.[95]
- Brad Marchand (Florida Panthers) è diventato il 4° giocatore della lega, considerando quelli in attività al momento di questi playoff, a segnare almeno 10 reti contro differenti squadre NHL nei playoff (ben 13 reti contro i Toronto Maple Leafs); a fargli compagnia in questo record sono Evgeni Malkin (contro 3 squadre), Sidney Crosby e Alexander Ovechkin (2). Marchand, inoltre, è diventato il 4° giocatore, sempre ancora in attività al momento di questi playoff, a raggiungere in carriera quota 60 reti segnate nella fase decisiva del campionato NHL, unendosi sempre ad Ovechkin (77), Crosby (71) e Malkin (67).[95]
- In questa Gara 3, il coach dei Carolina Hurricanes, Rod Brind'Amour, ha schierato in porta il goalie russo Pyotr Kochetkov al posto del titolare Frederik Andersen, il quale aveva concesso ben 9 reti su 36 tiri subiti nelle due gare precedenti e registrando una GAA di 5.54 e una S% di .750 (in Gara 1 e Gara 2 i Florida Panthers si erano imposti sugli Hurricanes con il punteggio, rispettivamente, di 5-2 e 5-0). Kochetkov era già entrato sul rink al posto di Andersen nel 3° periodo di Gara 2 (mettendo a referto 4 saves su 5 tiri).[95]

###### Gara 4
| Arbitri: | Garrett Rank Jean Hebert Devin Berg Bevan Mills |

| |            | |
| 1° periodo nessun goal 2° periodo nessun goal 3° periodo nessun goal | Marcatori  | 1° periodo nessun goal 2° periodo 10:45 (5) L. Stankoven (1) A. Nikishin 3° periodo 17:49 (5) S. Aho (EN) (3) A. Svechnikov – (9) S. Jarvis 18:15 (2) J. Staal (EN) (4) B. Burns                                                                              |
| 1° periodo (2 min – Roughing) N. Schmidt 17:40 2° periodo (2 min – Hooking) S. Jones 03:06 (2 min – Embellishment) M. Tkachuk 05:25 3° periodo (2 min – Roughing) D. Kulikov 00:31 (2 min – Roughing) J. Gadjovich 19:24 (10 min – Misconduct) J. Gadjovich 19:24 | Penalità   | 1° periodo 11:57 J. Blake (Slashing – 2 min) 17:40 J. Blake (Slashing – 2 min) 2° periodo 05:25 J. Staal (Hooking – 2 min) 18:11 B. Burns (Cross Checking – 2 min) 3° periodo 04:21 A. Nikishin (Slashing – 2 min) 08:34 L. Stankoven (High Sticking – 2 min) |
| Paul Maurice | Allenatori | Rod Brind'Amour |

- Frederik Andersen, goalie dei Carolina Hurricanes, con le sue 20 saves in Gara 4 ha ottenuto il suo 2° shutout di questi playoff (dopo le pessime prestazioni in Gara 1 e Gara 2, con ben 9 goal incassati su 36 tiri, che avevano costretto il coach degli Hurricanes, Rod Brind'Amour a sostituirlo con il portiere di riserva, Pyotr Kochetkov). In tal modo, Frederik Andersen è diventato il 3° portiere nella storia della franchigia ad ottenere uno shutout in una gara di playoff a rischio eliminazione, nonché il 4° portiere ad ottenere più di 1 shutout nella stessa edizione di playoff (Cam Ward ne ha ottenuti ben 4).[96]
- Dopo 15 sconfitte consecutive, i Carolina Hurricanes hanno interrotto la loro striscia negativa nelle loro partecipazioni alle Eastern Conference Finals, ritornando a vincere dopo la loro ultima vittoria del 1° giugno 2006, in Gara 7 contro i Buffalo Sabres (erano stati eliminati senza mai vincere nelle serie contro i Pittsburgh Penguins nel 2009, contro i Boston Bruins nel 2019 e contro gli stessi Florida Panthers nel 2023). Nella loro ultima vittoria del 2006 aveva segnato il goal decisivo proprio lo stesso coach degli Hurricanes, Rod Brind'Amour.[96]
- I Florida Panthers hanno dovuto fare a meno, per la 2ª partita consecutiva, del loro attaccante Sam Reinhart (infortunatosi in Gara 2), come anche dell'attaccante A.J. Greer e del difensore Niko Mikkola.[96]
- Logan Stankoven (Carolina Hurricanes), alla sua 1ª stagione in NHL, è diventato il primo rookie nella storia della sua squadra a segnare più di 1 goal decisivo nella stessa edizione degli Stanley Cup playoff.[96]

###### Gara 5
| Arbitri: | Jean Hebert Kelly Sutherland Scott Cherrey Trent Knorr |

| |            | |
| 1° periodo S. Aho (6) 04:39 nessun assist S. Aho (7) 18:54 S. Jarvis (10) 2° periodo nessun goal 3° periodo S. Jarvis (6) 08:30 A. Svechnikov (4) – S. Gostisbehere (6)                                                                                  | Marcatori  | 1° periodo nessun goal 2° periodo 07:23 (5) M. Tkachuk (PPG) (8) A. Ekblad – (4) S. Jones 07:53 (1) E. Rodrigues (6) S. Bennett – (11) M. Tkachuk 11:59 (5) A. Lundell (10) B. Marchand 3° periodo 12:21 (6) C. Verhaeghe (10) A. Barkov – (8) S. Reinhart 19:06 (10) S. Bennett (EN) (11) A. Barkov – (9) S. Reinhart |
| 1° periodo (2 min – Roughing-Removing Opposing Helmet) A. Nikishin 08:31 (2 min – Cross Checking) W. Carrier 11:21 (2 min – Slashing) A. Svechnikov 16:51 2° periodo (2 min – Holding) J. Kotkaniemi 07:07 3° periodo (2 min – Holding) W. Carrier 01:46 | Penalità   | 1° periodo 15:04 A. Greer (Interference – 2 min) 16:51 A. Ekblad (Roughing – 2 min) 2° periodo 05:03 S. Jones (Holding – 2 min) 12:06 D. Kulikov (Interference – 2 min) 17:34 E. Rodrigues (Holding – 2 min) 3° periodo 17:00 S. Bennett (Slashing – 2 min) 19:31 A. Lundell (Tripping – 2 min)                        |
| Rod Brind'Amour | Allenatori | Paul Maurice |

- Sconfiggendo i Carolina Hurricanes in Gara 5, i Florida Panthers hanno ottenuto l'accesso alle Stanley Cup Finals per la 3ª stagione consecutiva, diventando la 9ª franchigia nella storia della NHL a riuscire ad ottenere una così lunga striscia di partecipazioni alle finali del campionato (gli ultimi a riuscirvi erano stati i Tampa Bay Lightning, tra il 2020 e il 2022).[97]
- Sam Bennett (Florida Panthers) ha messo a segno il suo 10° empty net goal di questi playoff, mentre il capitano Aleksander Barkov ha concluso la serie contro i Carolina Hurricanes con 7 punti (3 goal e 4 assist); entrambi sono stati i top scorers di questa serie contro i Carolina Hurricanes.[97]
- I Carolina Hurricanes, dopo aver battuto nelle precedenti due serie i New Jersey Devils e i Washington Capitals in 5 gare, sono stati eliminati dai Florida Panthers sempre in 5 gare.[97]
- Seth Jarvis, attaccante dei Carolina Hurricanes, ha messo a referto 16 punti in questi playoff (6 goal e 10 assist), il massimo in questi playoff per la sua squadra; il secondo è stato Sebastian Aho, con 15 punti (7 goal e 8 assist).[97]
- Ben 10 giocatori dei Florida Panthers hanno fatto registrare in questi playoff almeno 10 punti a testa.[97]
- Eetu Luostarinen, difensore dei Florida Panthers, è stato costretto ad uscire dal rink dopo il 1° periodo per infortunio.[97]

### Western Conference Finals

#### (C2) Dallas Stars – (P3) Edmonton Oilers
I Dallas Stars avevano ottenuto l'accesso alle Western Conference Finals grazie alla vittoria della loro serie contro i Winnipeg Jets per 4-2 nel Second Round, mentre gli Edmonton Oilers erano arrivati alle Western Conference Finals dopo aver vinto la loro serie contro i Vegas Golden Knights in 7 gare. Si è trattato del loro 2° confronto consecutivo, nonché del 10° complessivo, ai playoff tra queste due squadre. Nel loro ultimo precedente, nella stagione precedente, gli Oilers si erano imposti sugli Stars in 6 gare. Per i Dallas Stars è stata la 3ª partecipazione consecutiva alle Semifinals/Conference Finals, oltreché la 10ª totale, da quando la NHL ha adottato il nuovo formato di playoff a 16 squadre (ovvero dalla stagione 1979-1980). Per la squadra di Edmonton, invece, è stata la 2ª partecipazione consecutiva alle Western Conference Finals e la 12ª complessiva in questa fase dei playoff. Durante la regular season, in 3 partite tra le due squadre, gli Stars avevano ottenuto 2 successi contro gli Oilers.
Con il punteggio della serie di 4-1 in loro favore, gli Edmonton Oilers hanno eliminato dai playoff i Dallas Stars ottenendo l'accesso alle Stanley Cup Finals.

##### Riepilogo serie
| Squadra 1    | Totale | Squadra 2       | Gara 1 | Gara 2 | Gara 3 | Gara 4 | Gara 5 | Gara 6 | Gara 7 |
| ------------ | ------ | --------------- | ------ | ------ | ------ | ------ | ------ | ------ | ------ |
| Dallas Stars | 1–4    | Edmonton Oilers | 6–3    | 0–3    | 1–6    | 1–4    | 3–6    |        |        |

##### Risultati

###### Gara 1
| Arbitri: | Francis Charron Wes McCauley Scott Cherrey Trent Knorr |

| |            | |
| 1° periodo T. Seguin (3) 15:22 nessun assist 2° periodo nessun goal 3° periodo (PPG) M. Heiskanen (1) 00:32 M. Granlund (4) – M. Marchment (4) (PPG) M. Granlund (5) 03:49 M. Heiskanen (3) – T. Seguin (4) (PPG) M. Duchene (1) 05:58 R. Hintz (6) – M. Rantanen (11) T. Seguin (4) 16:02 S. Steel (6) – J. Robertson (2) (EN) E. Lindell (1) 16:45 nessun assist | Marcatori  | 1° periodo 10:19 (6) L. Draisaitl (3) D. Nurse – (15) C. McDavid 2° periodo 06:08 (4) R. Nugent-Hopkins (PPG) (16) C. McDavid – (12) L. Draisaitl 07:48 (5) E. Bouchard (7) R. Nugent-Hopkins – (13) L. Draisaitl 3° periodo nessun goal                                                    |
| 1° periodo nessuna penalità 2° periodo (2 min – Tripping) M. Marchment 05:43 (2 min – Interference) T. Harley 14:49 3° periodo (2 min – Hooking) L. Bichsel 09:54 (2 min – Roughing) O. Bäck 20:00 (2 min – Roughing) I. Lyubushkin 20:00 (2 min – Roughing) L. Bichsel 20:00                                                                                      | Penalità   | 1° periodo 07:24 B. Kulak (Hooking – 2 min) 2° periodo 18:58 B. Kulak (Hooking – 2 min) 3° periodo 02:51 C. Perry (High-Sticking – 2 min) 05:47 E. Kane (High Sticking – 2 min) 20:00 T. Stecher (Roughing – 2 min) 20:00 V. Podkolzin (Roughing – 2 min) 20:00 C. Perry (Roughing – 2 min) |
| Peter DeBoer | Allenatori | Kris Knoblauch |

- I Dallas Stars sono diventati la prima franchigia nella storia dei playoff NHL ad ottenere più di una vittoria nella stessa edizione di playoff ribaltando uno svantaggio di più di 2 reti nel 3° periodo. Inoltre, i 5 goal messi a segno dagli Stars sono il numero massimo di reti segnate in questi playoff da una squadra in un singolo periodo.[99]
- Miro Heiskanen (Dallas Stars) ha eguagliato il record di franchigia di Sergei Zubov (in precedenza detenuto in solitaria) per numero di gare di playoff con più di 1 punto a referto per un difensore nella storia dei Dallas Stars.[99]
- Jake Oettinger, goalie dei Dallas Stars, ha raggiunto la 4ª posizione nella classifica dei portieri statunitensi con più vittorie in carriera nei playoff, con 32 W (eguagliando il record di Jon Casey e Frank Brimsek).[99]
- Leon Draisaitl (Edmonton Oilers) ha totalizzato la sua 11ª partita con almeno 3 punti a referto, diventando il 3° giocatore nella storia della lega a raggiungere questa quota.[99]
- Evan Bouchard, degli Edmonton Oilers, è diventato il 2° difensore nella storia della franchigia a registrare in almeno due edizioni diverse di playoff almeno 5 reti o più in ognuna di esse (il detentore del record di franchigia, Paul Coffey, vi è riuscito 3 volte).[99]

###### Gara 2
| Arbitri: | Garrett Rank Jean Hebert Devin Berg Bevan Mills |

| |            | |
| 1° periodo nessun goal 2° periodo nessun goal 3° periodo nessun goal | Marcatori  | 1° periodo 05:51 R. Nugent-Hopkins (PPG) (9) E. Bouchard – (14) L. Draisaitl 2° periodo 15:23 (1) B. Kulak (17) C. McDavid – (10) E. Bouchard 16:36 (5) C. Brown (8) R. Nugent-Hopkins – (2) J. Walman 3° periodo nessun goal |
| 1° periodo (2 min – Boarding) M. Granlund 05:34 (2 min – Holding) T. Harley 19:29 2° periodo (2 min – Delay of Game-Puck Over Glass) J. Oettinger 19:08 3° periodo (2 min – Interference) C. Blackwell 00:49 (2 min – Cross Checking) L. Bichsel 10:03 (2 min – Slashing) M. Rantanen 17:07 | Penalità   | 1° periodo 07:43 C. Perry (Roughing – 2 min) 2° periodo nessuna penalità 3° periodo 03:46 D. Nurse (Slashing – 2 min) 10:03 V. Podkolzin (Roughing – 2 min)                                                                   |
| Peter DeBoer | Allenatori | Kris Knoblauch |

- Con la sconfitta subita in Gara 2, i Dallas Stars hanno visto interrompersi la loro striscia positiva di 7 gare vinte consecutive nei playoff disputate in casa.[100]
- L'attaccante Roope Hintz dei Dallas Stars è stato costretto a lasciare la partita per infortunio dopo un colpo subito alla gamba sinistra dal bastone di Darnell Nurse (Edmonton Oilers) al minuto 03:48 del 3° periodo.[100]
- Stuart Skinner, goalie degli Edmonton Oilers, ha messo a referto il suo 3° shutout di questi playoff, pareggiando il record di franchigia precedentemente detenuto in solitaria da Curtis Joseph nei playoff 1998 per numero di partite con la propria porta inviolata in una singola edizione della fase decisiva del campionato NHL.[100]
- Con 15 punti (5 goal e 10 assist) messi a referto in questi playoff, di cui 2 in questa Gara 2, Evan Bouchard (Edmonton Oilers) è diventato il difensore ad aver fatto registrare più punti di questi playoff.[100]
- Escluso il portiere, i Dallas Stars hanno schierato come titolari 5 giocatori nati in Finlandia (Mikael Granlund, Miro Heiskanen, Esa Lindell, Roope Hintz e Mikko Rantanen), diventando la prima squadra dalla stagione 1997-1998 (momento dal quale la NHL registra i giocatori titolari di ogni singola partita) a schierare tutti giocatori provenienti dal paese scandinavo.[100]

###### Gara 3
| Arbitri: | Eric Furlatt Kelly Sutherland Jonny Murray Matt MacPherson |

| |            | |
| 1° periodo E. Bouchard (6) 14:02 R. Nugent-Hopkins (9) – B. Kulak (3) C. McDavid (4) 14:38 R. Nugent-Hopkins (10) – Z. Hyman (6) 2° periodo C. McDavid (5) 19:41 E. Bouchard (11) 3° periodo Z. Hyman (4) 03:25 R. Nugent-Hopkins (11) – E. Kane (4) Z. Hyman (5) 12:06 E. Kane (5) (PPG) J. Klingberg (1) 17:40 L. Draisaitl (15) – E. Kane (6) | Marcatori  | 1° periodo nessun goal 2° periodo 15:35 (1) J. Robertson (1) L. Bichsel – (12) M. Rantanen 3° periodo nessun goal                                                                                               |
| 1° periodo (2 min – High Sticking) K. Kapanen 19:57 2° periodo nessuna penalità 3° periodo (2 min – Tripping) V. Podkolzin 14:59 (2 min – Roughing) K. Kapanen 19:35 | Penalità   | 1° periodo nessuna penalità 2° periodo 10:36 L. Bichsel (Tripping – 2 min) 12:18 S. Steel (Tripping – 2 min) 3° periodo 16:31 T. Harley (Unsportsmanlike Conduct – 2 min) 19:35 C. Blackwell (Roughing – 2 min) |
| Kris Knoblauch | Allenatori | Peter DeBoer |

- Roope Hintz (Dallas Stars) non ha disputato questa partita a causa dell'infortunio subito alla gamba sinistra in Gara 2.[101]
- I Dallas Stars hanno totalizzato un numero di tiri nel 2° periodo di ben 3 volte superiore agli Edmonton Oilers (21 tiri, contro i 7 degli Oilers), riuscendo a segnare soltanto 1 goal.[101]
- Connor Brown (Edmonton Oilers) è stato costretto a lasciare il rink durante il 2° periodo di Gara 3, dopo una carica subita alla balaustra dal difensore dei Dallas Stars Alexander Petrovic.[101]
- Gli Edmonton Oilers hanno storicamente registrato un record di 21 vittorie e 3 sconfitte nei playoff dopo essersi trovati in vantaggio in una serie con il punteggio di 2-1.[101]
- Zach Hyman (Edmonton Oilers) ha concluso Gara 3 con un totale di 10 cariche ed un rating di +5.[101]

###### Gara 4
| Arbitri: | Dan O'Rourke Chris Rooney Ryan Daisy Ryan Gibbons |

| |            | |
| 1° periodo (PPG) L. Draisaitl (7) 11:23 R. Nugent-Hopkins (12) – C. Perry (3) 2° periodo (PPG) C. Perry (6) 09:20 R. Nugent-Hopkins (13) – C. McDavid (18) 3° periodo (EN) K. Kapanen (2) 17:33 B. Kulak (4) – L. Draisaitl (16) (EN) A. Henrique (4) 19:10 C. McDavid (19) – J. Walman (3) | Marcatori  | 1° periodo nessun goal 2° periodo 06:57 (2) J. Robertson (PPG) (8) T. Harley – (5) M. Granlund 3° periodo nessun goal                            |
| 1° periodo (2 min – Holding) J. Klingberg 04:09 (2 min – Roughing) V. Podkolzin 19:52 2° periodo (2 min – Interference) C. Perry 05:52 (2 min – Tripping) M. Janmark 09:56 3° periodo nessuna penalità                                                                                      | Penalità   | 1° periodo 10:08 J. Benn (Tripping – 2 min) 2° periodo 08:33 M. Marchment (Interference – 2 min) 3° periodo 15:00 M. Granlund (Tripping – 2 min) |
| Kris Knoblauch | Allenatori | Peter DeBoer |

- Durante il 1° periodo Zach Hyman, attaccante degli Edmonton Oilers, è stato costretto ad uscire dal rink per infortunio, dopo aver subito una pesante carica da Mason Marchment (Dallas Stars) che ho colpito alla spalla destra.[102]
- Nelle ultime 3 partite di questa serie contro gli Edmonton Oilers, i Dallas Stars hanno subito ben 13 reti, riuscendone a segnare soltanto 2 a proprio favore.[102]
- Nel 3° periodo di Gara 4, gli Edmonton Oilers hanno messo a referto ben 13 tiri, contro i 2 tiri dei Dallas Stars.[102]
- Ryan Nugent-Hopkins (Edmonton Oilers) è riuscito a prolungare a 4 la sua striscia di partite consecutive con almeno 2 punti messi a referto (in totale 2 reti e 7 assists), diventando in tal modo il 7° giocatore che, nella storia della NHL, è riuscito a far registrare più di una gara con più punti in ogni fase dei playoff (ad esclusione delle Stanley Cup Finals).[102]
- Gli Edmonton Oilers sono riusciti ad eguagliare il loro record di partite consecutive in cui sono riusciti a segnare la prima rete della partita, riuscendovi per la 7ª partita consecutiva.[102]
- Leon Draisaitl, attaccante tedesco degli Edmonton Oilers, è riuscito a raggiungere quota 20 power play goal segnati in una gara di playoff, diventando in tal modo il 4° giocatore nella storia della franchigia canadese ad averne segnati di più, dietro soltanto a Wayne Gretzky (23), Jari Kurri e Glenn Anderson (22 a testa).[102]
- Corey Perry (Edmonton Oilers) è diventato il 5° giocatore ancora in attività al momento di questa edizione dei playoff a riuscire a sfondare quota 60 reti in carriera nella fase decisiva del campionato, unendosi ad Alex Ovechkin (77), Sidney Crosby (71), Evgeni Malkin (67) e Brad Marchand (60).[102]
- Connor McDavid, attaccante e capitano degli Edmonton Oilers, è riuscito a mettere a referto una gara con almeno 2 punti in più della metà delle gare disputate durante tutta la sua carriera nei playff (esattamente in 45 partite delle 89 complessivamente disputate).[102]

###### Gara 5
| Arbitri: | Wes McCauley Chris Rooney Ryan Daisy Ryan Gibbons |

| |            | |
| 1° periodo J. Robertson (3) 11:40 W. Johnston (5) 2° periodo (PPG) R. Hintz (6) 12:27 W. Johnston (6) – T. Harley (9) 3° periodo J. Robertson (4) 00:38 M. Rantanen (13) – T. Harley (10) | Marcatori  | 1° periodo 02:31 (7) C. Perry (PPG) (20) C. McDavid – (17) L. Draisaitl 07:09 (3) M. Janmark (4) V. Arvidsson – (4) J. Walman 08:07 (1) J. Skinner (2) A. Henrique – (3) T. Frederic 2° periodo 14:28 (6) C. McDavid (1) M. Ekholm 3° periodo 03:21 (5) E. Kane (18) L. Draisaitl – (5) J. Walman 19:49 (3) K. Kapanen (EN) nessun assist |
| 1° periodo (2 min – High Sticking) M. Bourque 01:47 (2 min – High Sticking) S. Steel 12:41 2° periodo nessuna penalità 3° periodo nessuna penalità                                        | Penalità   | 1° periodo nessuna penalità 2° periodo 02:02 B. Kulak (Hooking – 2 min) 11:05 M. Ekholm (Interference – 2 min) 3° periodo nessuna penalità |
| Peter DeBoer | Allenatori | Kris Knoblauch |

- Per la 3ª stagione consecutiva, i Dallas Stars non sono riusciti a raggiungere le Stanley Cup Finals, fermandosi alle Western Conference Finals. Nella precedente edizione dei playoff, gli Stars erano stati eliminati sempre dagli Edmonton Oilers in 6 gare. D'altro canto, gli Edmonton Oilers sono riusciti a qualificarsi per la 2ª stagione consecutiva alle Stanley Cup Finals (trovandosi nuovamente di fronte i Florida Panthers).[103]
- Jake Oettinger, goalie dei Dallas Stars, ha subito le prime 2 reti degli Edmonton Oilers nei primi 2 tiri subiti contro la sua porta, costringendo il coach degli Stars, Peter DeBoer, a sostituirlo prima della conclusione del 1° periodo con il backup Casey DeSmith (che poi ha concluso la gara con 17 saves su 20 tiri).[103]
- Jeff Skinner (Edmonton Oilers) ha segnato la prima rete della sua carriera nei playoff, sostituendo l'infortunato Zach Hyman (uscito in Gara 4 per infortunio dopo aver subito una carica alla spalla destra). Skinner aveva registrato il suo esordio nei playoff il 21 aprile 2025, in Gara 1 del First Round contro i Los Angeles Kings. Skinner è diventato il giocatore più anziano nella storia degli Oilers a segnare il suo primo goal in carriera nei playoff, a 33 anni e 13 giorni (superando il precedente record detenuto da Steve Staios, che vi era riuscito a 32 anni e 299 giorni in Gara 3 delle Western Conference Finals del 2006).[103]
- Connor McDavid (Edmonton Oilers) ha messo a referto il suo 100° assist in carriera nei playoff alla sua 90ª presenza nella fase decisiva del campionato NHL, diventando in tal modo il 2° giocatore nella storia della lega a raggiungere più velocemente questa quota (dietro soltanto a Wayne Gretzky, che vi è riuscito dopo 70 gare di playoff).[103]
- Stuart Skinner, goalie degli Edmonton Oilers, è diventato il 2° portiere nella storia della NHL ad aver messo a referto più di una vittoria di fila dopo aver registrato delle sconfitte nelle prime 3 presenze negli stessi playoff (il primo a riuscirvi era stato Jonathan Quick nei playoff 2014 con i Los Angeles Kings).[103]
- Corey Perry (Edmonton Oilers) ha fatto registrare il suo 7° goal in questi playoff, diventando il giocatore ad averne segnati di più ad un'età uguale o superiore a 39 anni di età (compiuti all'inizio dei playoff) in una singola edizione. In tal modo, Corey Perry ha superato il record che in precedenza deteneva in coabitazione con Teemu Selanne (nel 2011 con gli Anaheim Ducks), Mark Recchi (nel 2010 con i Boston Bruins), Ron Francis (nel 2002 con i Carolina Hurricanes) e Jean Béliveau (nel 1971 con i Montréal Canadiens). Corey Perry ha compiuto 40 anni il 16 maggio 2025.[103]
- Mattias Ekholm, difensore degli Edmonton Oilers, è sceso sul rink per la prima volta in questi playoff, rimanendo sul ghiaccio per 15 minuti e 52 secondi e registrando 1 assist e un rating di +2. Ekholm non scendeva in campo dall'11 aprile 2025, quando aveva subito un infortunio alle gambe.[103]
- Mikko Rantanen, attaccante dei Dallas Stars, ha fatto registrare 1 assist diventando il 3° giocatore ancora in attività a raggiungere, in 99 partite disputate, quota 80 assist in carriera nei playoff, unendosi a Connor McDavid (in 72 partite), e Leon Draisaitl (in 86 partite), entrambi giocatori degli Edmonton Oilers.[103]

## Stanley Cup Finals

### (P3) Edmonton Oilers – (A3) Florida Panthers
Gli Edmonton Oilers hanno ottenuto l'accesso alle Stanley Cup Finals battendo in 5 gare i Dallas Stars, mentre i Florida Panthers vi sono arrivati grazie alla loro vittoria della serie contro i Carolina Hurricanes sempre in 5 gare. È stato il 2° confronto consecutivo e in assoluto tra le due squadre ai playoff, dato che il loro unico precedente risaliva proprio alle Stanley Cup Finals 2024, nelle quali i Panthers si erano imposti soltanto a Gara 7. Gli Edmonton Oilers avevano raggiunto le Stanley Cup Finals per il 2° anno consecutivo e per la 9ª volta nella loro storia. Per i Florida Panthers, invece, si trattava della 3ª presenza consecutiva alle Stanley Cup Finals e della loro 4ª in assoluto nella loro storia. Durante la regular season, in 2 confronti complessivi, i Panthers avevano sempre battuto gli Oilers.
Con il punteggio della serie di 4-2 in loro favore, i Florida Panthers hanno battuto gli Edmonton Oilers ottenendo il titolo del campionato NHL 2024-25.

#### Riepilogo serie
| Squadra 1       | Totale | Squadra 2        | Gara 1   | Gara 2    | Gara 3 | Gara 4   | Gara 5 | Gara 6 | Gara 7 |
| --------------- | ------ | ---------------- | -------- | --------- | ------ | -------- | ------ | ------ | ------ |
| Edmonton Oilers | 2–4    | Florida Panthers | 4–3 (OT) | 4–5 (2OT) | 1–6    | 5–4 (OT) | 2–5    | 1–5    |        |

#### Risultati

##### Gara 1
| Arbitri: | Francis Charron Wes McCauley Scott Cherrey Trent Knorr |

| |            | |
| 1° periodo L. Draisaitl (8) 01:06 K. Kapanen (1) – J. Walman (6) 2° periodo V. Arvidsson (2) 03:17 V. Podkolzin (6) – E. Bouchard (12) 3° periodo M. Ekholm (1) 06:33 C. McDavid (21) – K. Kapanen (2) Overtime (PPG) L. Draisaitl (9) 19:29 C. McDavid (22) – C. Perry (4) | Marcatori  | 1° periodo 10:49 (11) S. Bennett (9) C. Verhaeghe – (12) M. Tkachuk 12:30 (5) B. Marchand (PPG) (5) N. Schmidt – (11) E. Rodrigues 2° periodo 02:00 (12) S. Bennett (6) N. Schmidt – (10) C. Verhaeghe 3° periodo nessun goal Overtime nessun goal |
| 1° periodo (2 min – High Sticking) C. Perry 06:53 (2 min – Delay of Game-Unsuccessful challenge) Team penalty 10:49 (2 min – Tripping) C. Perry 12:46 2° periodo nessuna penalità 3° periodo nessuna penalità Overtime nessuna penalità                                     | Penalità   | 1° periodo 12:40 A. Lundell (Interference – 2 min) 13:04 A. Ekblad (Holding – 2 min) 2° periodo 18:47 E. Rodrigues (High Sticking – 2 min) 3° periodo nessuna penalità Overtime 18:17 T. Nosek (Delay of Game – Puck over glass)                   |
| Kris Knoblauch | Allenatori | Paul Maurice |

- Per la 3ª volta nella loro storia, gli Edmonton Oilers sono riusciti a ribaltare una gara delle Stanley Cup Finals riuscendo a segnare 3 reti (vi erano già riusciti nel 1988 e nel 1990). Inoltre, questo evento si è verificato per la 41ª volta nella storia delle Stanley Cup Finals. Gli Oilers sono la squadra che vi è riuscita più volte in questi playoff (ben 7 volte) e che vi è riuscita più volte ribaltando il risultato nel 3° periodo (in 4 occasioni), insieme ai Dallas Stars.[105]
- Per i Florida Panthers, la sconfitta di Gara 1 è stata la prima sconfitta ai playoff dopo essere stati in vantaggio sia nel 1° che nel 2° periodo da quando Paul Maurice è stato nominato coach della squadra, cioè da 3 edizioni dei playoff (in precedenza vantavano un record di 31 vittorie e nessuna sconfitta in questa situazione).[105]
- Con la sua doppietta in Gara 1, Sam Bennett (Florida Panthers) è diventato il top-scorer assoluto di franchigia in una singola edizione dei playoff, con ben 12 reti.[105]
- Leon Draisaitl (Edmonton Oilers) ha segnato la sua 1ª rete in una gara delle Stanley Cup Finals in carriera (nella precedente stagione non aveva segnato nemmeno una rete, sempre contro i Florida Panthers).[105]

##### Gara 2
| Arbitri: | Chris Rooney Jean Hebert Devin Berg Ryan Gibbons |

| |            | |
| 1° periodo E. Kane (6) 07:39 V. Arvidsson (5) – E. Bouchard (13) E. Bouchard (7) 09:19 C. McDavid (23) – L. Draisaitl (19) (PPG) L. Draisaitl (10) 12:37 C. McDavid (24) – E. Bouchard (14) 2° periodo nessun goal 3° periodo C. Perry (8) 19:42 J. Walman (7) – C. McDavid (25) 1° Overtime nessun goal 2° Overtime nessun goal                              | Marcatori  | 1° periodo 02:07 (13) S. Bennett (PPG) (7) N. Schmidt – (12) E. Rodrigues 11:37 (4) S. Jones (10) E. Luostarinen – (8) N. Schmidt 2° periodo 08:23 (2) D. Kulikov (11) C. Verhaeghe – (5) S. Jones 12:09 (6) B. Marchand (SHG) (8) A. Lundell 3° periodo nessun goal 1° Overtime nessun goal 2° Overtime 08:05 (7) B. Marchand (9) A. Lundell                                                                                     |
| 1° periodo (High Sticking – 2 min) E. Kane 00:37 (Tripping – 2 min) R. Nugent-Hopkins 03:32 (Cross Checking – 2 min) D. Nurse 08:49 (Roughing – 2 min) T. Frederic 12:13 (Cross Checking – 2 min) E. Bouchard 18:41 2° periodo (Cross Checking – 2 min) E. Bouchard 17:56 3° periodo nessuna penalità 1° Overtime nessun penalità 2° Overtime nessun penalità | Penalità   | 1° periodo 02:54 A. Ekblad (2 min – Holding the Stick) 08:49 M. Tkachuk (2 min – Slashing) 12:13 S. Bennett (2 min – Interference on Goalkeeper) 12:13 M. Tkachuk (2 min – Roughing) 13:46 N. Mikkola (2 min – Roughing) 15:13 S. Jones (2 min – Holding) 2° periodo 11:06 N. Mikkola (2 min – Hooking) 19:11 C. Verhaeghe (2 min – Hooking) 3° periodo nessuna penalità 1° Overtime nessuna penalità 2° Overtime nessun penalità |
| Kris Knoblauch | Allenatori | Paul Maurice |

- Gara 2 è stata la 23ª partita nella storia delle Stanley Cup Finals decisa dopo 2 overtime. Inoltre, per la 6ª volta nella storia delle Stanley Cup Finals, le prime 2 gare di una serie sono state decise entrambe all'overtime.[106]
- Brad Marchand (Florida Panthers ha messo a segno il suo 5° goal decisivo all'overtime in carriera nelle gare da lui disputate nei playoff, nonché il 2° di questi playoff. In questa stessa Gara 2, Marchand ha segnato il suo 2° short-handed goal in carriera nelle Stanley Cup Finals esattamente dopo 14 anni dal suo 1° goal in questa situazione, segnato il 6 giugno 2011 in Gara 3 delle Stanley Cup Finals contro i Vancouver Canucks. Sia la rete decisiva che quest'ultima rete di Marchand sono arrivate su assist del suo compagno di squadra Anton Lundell.[106]
- Sam Bennett (Florida Panthers) ha segnato il suo 12° goal in trasferta in questi playoff, stabilendo un nuovo record NHL (precedentemente detenuto da Mark Scheifele, che aveva segnato 12 reti nei playoff 2018 con i Winnipeg Jets). La sua rete è anche la 13ª di questi playoff, confermando il suo 1° posto tra i top scorers di questa edizione. Bennett ha inoltre stabilito un nuovo record di franchigia, diventando il primo giocatore nella storia dei Florida Panthers a segnare in 5 gare consecutive in trasferta nei playoff, migliorando la sua precedente serie di 4 gare consecutive con almeno un goal segnato in trasferta stabilita all'inizio di questa edizione.[106]
- Gli Edmonton Oilers hanno perso all'overtime per la 1ª volta in questi playoff, avendo totalizzato in precedenza 4 vittorie. La loro sconfitta in questa Gara 2 è anche la 1ª subita in una gara delle Stanley Cup Finals in tutta la storia della loro franchigia.[106]
- Il goal del momentaneo pareggio di Corey Perry (Edmonton Oilers) sul 4-4, arrivato ad appena 18 secondi dalla fine dei tempi regolamentari, è diventata la rete del pareggio arrivata più tardi in tutta la storia delle Stanley Cup Finals (il precedente record era detenuto da Tod Sloan, che in Gara 5 delle Stanley Cup Finals del 1951 aveva portato al pareggio i suoi Toronto Maple Leafs contro i Montreal Canadiens a 32 secondi dalla fine dei tempi regolamentari).[106]
- Connor McDavid, capitano e attaccante degli Edmonton Oilers, è stato il giocatore a rimanere sul ghiaccio per più tempo tra tutti i giocatori entrati sul rink in questa Gara 2, ovvero per ben 35 minuti e 7 secondi.[106]
- Dopo aver subito una interference da parte di Sam Bennett, attaccante dei Florida Panthers, il portiere degli Edmonton Oilers Stuart Skinner è stato visitato sul rink da un dottore della squadra per poi riprendere a giocare senza conseguenze.[106]

##### Gara 3
| Arbitri: | Wes McCauley Francis Charron Scott Cherrey Trent Knorr |

| |            | |
| 1° periodo B. Marchand (8) 00:56 A. Lundell (10) – E. Luostarinen (11) (PPG) C. Verhaeghe (7) 17:45 E. Rodrigues (13) – N. Schmidt (9) 2° periodoS. Reinhart (5) 03:00 C. Verhaeghe (12) S. Bennett (14) 07:26 E. Luostarinen (12) 3° periodo(PPG) A. Ekblad (4) 03:27 S. Reinhart (10) – M. Tkachuk (PPG) E. Rodrigues (2) 16:10 N. Mikkola (3) – Forsling (4) | Marcatori  | 1° periodo nessun goal 2° periodo 01:40 (9) C. Perry (PPG) (15) E. Bouchard – (2) M. Ekholm 3° periodo nessun goal |
| 1° periodo (Tripping – 2 min) A. Lundell 03:22 (Tripping – 2 min) A. Ekblad 11:02 (High Sticking – 2 min) S. Bennett 14:37 (Roughing – 2 min) A. Lundell 20:00 2° periodo nessuna penalità 3° periodo (Hooking – 2 min) B. Marchand 07:52 (Roughing – 2 min) A. Greer 10:29 (Roughing – 2 min) S. Bennett 10:29 (Fighting-major – 5 min) J. Gadjovich 10:29 (Misconduct – 10 min) J. Gadjovich 10:29 (Misconduct – 10 min) S. Bennett 10:29 (Misconduct – 10 min) A. Greer 10:29 (Roughing – 2 min) A. Ekblad 14:44 (Roughing – 2 min) A. Ekblad 14:44 (Charging – 2 min) E. Luostarinen 16:57 | Penalità   | 1° periodo 05:13 E. Kane (2 min – Cross Checking) 07:54 E. Kane (2 min – High Sticking) 10:09 Team penalty (2 min – Too Many Men on the Ice-bench) 17:14 V. Arvidsson 2° periodo 19:15 D. Nurse (2 min – Cross Checking) 3° periodo 02:19 S. Skinner (2 min – Delay of Game-Puck Over Glass) 05:07 M. Janmark (2 min – Roughing) 10:29 T. Frederic (2 min – Cross Checking) 10:29 D. Nurse (2 min – Roughing) 10:29 D. Nurse (5 min – Fighting-major) 10:29 D. Nurse (2 min – Misconduct) 10:29 T. Frederic (2 min – Roughing) 10:29 T. Frederic (10 min – Misconduct) 10:29 M. Ekholm (10 min – Misconduct) 13:55 E. Kane (2 min – Slashing) 13:55 E. Kane (10 min – Misconduct) 14:44 J. Walman (2 min – Roughing) 14:44 J. Walman (2 min – Roughing) 14:44 J. Walman (2 min – Unsportsmanlike Conduct) 15:47 K. Kapanen (2 min – Cross Checking) 15:47 K. Kapanen (2 min – Misconduct) |
| Paul Maurice | Allenatori | Kris Knoblauch |

- Gara 3 è stata caratterizzata da un notevole numero di penalties comminate dagli arbitri. Gli Edmonton Oilers hanno concesso ai Florida Panthers 11 power play, subendo 3 power play goals. Tra le due squadre gli arbitri hanno comminato 35 penalties, per un totale di 140 minuti in panca-puniti. Soltanto nel 1° periodo, ognuna delle due squadre ha ricevuto 4 penalties per un totale di 8 minuti in panca-puniti. Per quanto riguarda il 3° periodo, gli Edmonton Oilers si sono visti comminare 16 penalties per un totale di 75 minuti (tra cui 2 minuti al goalie Stuart Skinner, punito per delay of game sul momentaneo 5-1 a favore dei Panthers). Ben 5 giocatori degli Oilers sono usciti dal rink prima della conclusione della gara dopo aver subito ognuno di loro una penalty di 10 minuti ciascuno per misconduct (Darnell Nurse, Trent Frederic, Mattias Ekholm, Evander Kane e Kasperi Kapanen); anche Jake Walman è uscito anzitempo dal ghiaccio, dopo essersi visto comminare 3 minor penalties al 14° minuto del 3° periodo. In totale, negli ultimi 10 minuti e 29 secondi di partita, gli arbitri hanno comminato 23 penalties (di cui 8 major penalties per misconduct ed 8 minor penalties per roughing) per un totale di 116 minuti.[107]
- Brad Marchand (Florida Panthers) ha segnato per la 3ª partita consecutiva il suo 4° goal nella serie. Con la sua rete, segnata dopo appena 56 secondi dall'inizio della gara, Marchand è diventato il 1° giocatore nella storia delle Stanley Cup Finals a segnare una rete decisiva all'overtime nella gara precedente per poi far registrare una marcatura nel 1° minuto della gara successiva. A 37 anni, inoltre, Marchand è diventato il giocatore più anziano a mettere a referto almeno una rete in ognuna delle prime 3 partite delle Stanley Cup Finals (battendo il record precedentemente detenuto da Frank Mahovlich, che a 35 anni vi era riuscito con i Montreal Canadiens in Gara 1, Gara 2 e Gara 3 nelle Stanley Cup Finals del 1973, contro i Chicago Blackhawks).[107]
- Sam Bennett (Florida Panthers) ha messo a referto il suo 14° goal in questi playoff, nonché il 4° di queste Stanley Cup Finals.[107]
- Sam Reinhart (Florida Panthers) è tornato a segnare dopo 3 settimane in questi playoff, aggiungendo a referto 1 assist. Reinhart non segnava in questi playoff dal 18 maggio 2025, ovvero da Gara 7 del Eastern Conference Second Round contro i Toronto Maple Leafs.[107]
- Stuart Skinner, goalie degli Edmonton Oilers, dopo aver subito ben 5 reti su 23 tiri è stato sostituito nel 3° periodo dal backup, Calvin Pickard; quest'ultimo ha fatto registrare 7 saves.[107]

##### Gara 4
| Arbitri: | Chris Rooney Jean Hebert Ryan Gibbons Devin Berg |

| |            | |
| 1° periodo (PPG) M. Tkachuk (6) 11:40 A. Barkov (12) (PPG) M. Tkachuk (7) 16:56 S. Reinhart (11) – A. Barkov (13) A. Lundell (6) 19:18 C. Verhaeghe (13) – S. Reinhart (12) 2° periodo nessun goal 3° periodo S. Reinhart (6) 19:40 M. Tkachuk (14) – S. Bennett (7) Overtime nessun goal | Marcatori  | 1° periodo nessun goal 2° periodo 03:33 (6) R. Nugent-Hopkins (PPG) (20) L. Draisaitl – (26) C. McDavid 12:47 (3) D. Nurse M. Ekholm – (3) A. Henrique 15:05 (2) V. Podkolzin (4) D. Nurse – (21) L. Draisaitl 3° periodo 13:36 (2) J. Walman (3) K. Kapanen – (14) R. Nugent-Hopkins Overtime 11:18 (11) L. Draisaitl (7) V. Podkolzin – (4) M. Ekholm |
| 1° periodo nessuna penalità 2° periodo (2 min – Slashing) S. Bennett 03:14 (2 min – Holding the Stick) D. Kulikov 06:29 (2 min – Delay of Game-Puck Over Glass) A. Barkov 12:57 3° periodo (2 min – Tripping) S. Bennett 07:34 Overtime nessuna penalità                                  | Penalità   | 1° periodo 10:38 E. Kane (High Sticking – 2 min) 11:36 D. Nurse (Tripping – 2 min) 15:18 M. Ekholm (High Sticking – 2 min) 2° periodo 19:28 L. Draisaitl (Elbowing – 2 min) 3° periodo nessuna penalità Overtime nessuna penalità |
| Paul Maurice | Allenatori | Kris Knoblauch |

- Gli Edmonton Oilers sono diventati la 6ª squadra che, nella storia della NHL, è riuscita a ribaltare un momentaneo svantaggio di 3 reti e a vincere poi una gara delle Stanley Cup Finals. Questo evento non avveniva dal 2006, quando in Gara 1 delle Stanley Cup Finals vi erano riusciti i Carolina Hurricanes proprio contro gli Edmonton Oilers. Tuttavia, non era mai successo, fino a questa vittoria degli Oilers, che una squadra si trovasse in svantaggio di 3-0 nel 1° periodo di una gara delle Stanley Cup Finals per poi riuscire ad ottenere la vittoria (storicamente, in 26 occasioni di questo tipo in passato, era sempre riuscita a vincere la squadra andata in vantaggio per 3-0).[108]
- Nel 1° periodo i Florida Panthers hanno segnato 3 reti in appena 7 tiri contro la porta difesa da Stuart Skinner (poi sostituito da Calvin Pickard). Inoltre, il 2° e il 3° goal sono arrivati su 2 tiri consecutivi. In quel periodo, gli Edmonton Oilers hanno concesso ben 3 power play ai Panthers, mentre nel 2° periodo è avvenuto esattamente il contrario: i Panthers hanno concesso 3 power play agli Oilers e questi ultimi hanno segnato nel periodo 3 reti pareggiando momentaneamente la gara sul 3-3.[108]
- Con la sua rete all'overtime, decisiva per la vittoria dei suoi Edmonton Oilers in Gara 4, Leon Draisaitl è diventato il 1° giocatore nella storia della NHL a riuscire a segnare 4 reti all'overtime in una singola edizione dei playoff (è stata la sua 2° rete all'overtime di questa serie, dato che ne aveva segnata già una in Gara 1).[108]
- Per la 2ª volta in questa serie, è stata segnata la rete del pareggio che ha trascinato la partita all'overtime a meno di 20 secondi dal termine dei tempi regolamentari; era già avvenuto in Gara 2, con la rete del pareggio degli Edmonton Oilers di Corey Perry a 18 secondi dalla fine del 3° periodo, mentre in questa Gara 4 la rete del momentaneo pareggio è stata segnata da Sam Reinhart (Florida Panthers). In questo modo, la rete di Reinhart è diventata la 2ª marcatura del pareggio segnata più tardi nella storia delle Stanley Cup Finals (dietro soltanto a quella di Perry).[108]
- Come già successo in Gara 3, anche in questa partita il coach degli Edmonton Oilers, Kris Knoublach, ha sostituito il goalie titolare, Stuart Skinner, con il backup Calvin Pickard. In questo caso, Skinner ha subito 3 reti su 17 tiri dei Florida Panthers nel 1° periodo. Con la vittoria degli Oilers, Pickard ha incrementato il suo record nei playoff in maglia Oilers a 7 vittorie e nessuna sconfitta; in questa Gara 4, Pickard ha messo a referto 22 saves.[108]

##### Gara 5
| Arbitri: | Francis Charron Wes McCauley Scott Cherrey Trent Knorr |

| |            | |
| 1° periodo nessun goal 2° periodo nessun goal 3° periodo C. McDavid (7) 07:24 E. Bouchard (16) – M. Ekholm (5) C. Perry (10) 16:47 L. Draisaitl (22) – D. Nurse (5) | Marcatori  | 1° periodo 09:12 (9) B. Marchand (11) A. Lundell 18:06 (15) S. Bennett (15) M. Tkachuk 2° periodo nessun goal 3° periodo 05:12 (10) B. Marchand (13) E. Luostarinen 08:10 (7) S. Reinhart (14) A. Barkov 18:41 (5) E. Luostarinen (EN) nessun assist |
| 1° periodo (2 min – Tripping) V. Podkolzin 18:17 2° periodo (2 min – High Sticking) L. Draisaitl 19:40 3° periodo nessuna penalità                                  | Penalità   | 1° periodo 15:44 S. Jones (Interference – 2 min) 2° periodo 03:17 A. Ekblad (Tripping – 2 min) 07:28 S. Reinhart (Delay of Game-Puck Over Glass – 2 min) 3° periodo nessuna penalità                                                                 |
| Kris Knoblauch | Allenatori | Paul Maurice |

- Considerando tutta la storia delle Stanley Cup Finals, le squadre che hanno vinto Gara 5 portandosi sul punteggio di 3-2 nella serie (ovvero la situazione dei Florida Panthers), hanno ottenuto la vittoria nella successiva Gara 6 (aggiudicandosi il titolo) nel 73,1% dei casi (19 vittorie in 26 occasioni).[109]
- Con la loro vittoria in questa Gara 5, i Florida Panthers hanno ottenuto la loro 10ª vittoria in trasferta in questi playoff, eguagliando il record di vittorie fuori casa in una singola edizione dei playoff dei St. Louis Blues nel 2019.[109]
- In questa Gara 5 si è riconfermato il predominio dei Florida Panthers in questa serie nelle prime frazioni. In questa Gara 5,  nel 1° periodo i Panthers hanno totalizzato 11 tiri a porta (contro i 4 degli Edmonton Oilers), segnando 2 goal. Considerando tutte le 5 gare disputate, i Panthers sono riusciti a segnare almeno 2 reti nelle prime frazioni di ogni gara. Inoltre, il goalie dei Panthers, Sergei Bobrovsky, ha totalizzato soltanto 3 saves nei primi 8 minuti e 50 secondi di Gara 5 e gli Edmonton Oilers non hanno fatto registrare nemmeno un tiro a porta negli ultimi 11 minuti e 10 secondi del 1° periodo.[109]
- Connor McDavid, attaccante e capitano degli Edmonton Oilers, ha segnato la sua prima rete in queste Stanley Cup Finals.[109]
- Queste Stanley Cup Finals si sono confermate come una delle serie con più reti segnate nella storia della NHL: fino a questa Gara 5 sono stati segnati almeno 7 goal in ogni singola gara. L'unico precedente risale alle Stanley Cup Finals 1980, dove i New York Islanders e i Philadelphia Flyers hanno fatto registrare almeno 7 reti in ognuna delle 6 gare disputate.[109]
- Con la sua doppietta in Gara 5, Brad Marchand, attaccante dei Florida Panthers, ha raggiunto quota 6 punti in queste Stanley Cup Finals (6), il massimo tra tutti i giocatori impiegati impiegati in questa serie nonché il massimo ottenuto da un giocatore nelle Stanley Cup Finals dal 1988 (in quell'occasione vi era riuscito Esa Tikkanen in maglia Edmonton Oilers). Inoltre, Marchand si era già unito a Mario Lemieux nel ristretto numero di giocatori in grado di segnare almeno 5 reti in una singola edizione delle Stanley Cup Finals (considerando il periodo successivo alla NHL expansion della stagione 1967-1968). Sia Marchand che Lemieux vi sono riusciti ben 2 volte nella loro carriera: Marchand in questa serie e nelle Stanley Cup Finals 2011 con i Boston Bruins; Lemieux vi è riuscito nel 1991 e nel 1992 con i Pittsburgh Penguins).[109]
- Sam Bennett (Florida Panthers) ha messo a segno la sua 15ª rete in questi playoff, confermandosi top scorer di questa edizione degli Stanley Cup playoff. In tal modo, Bennett è diventato il 5° giocatore nella storia della NHL ad essere riuscito a segnare almeno 1 goal in 6 partite consecutive in trasferta nei playoff. Inoltre, Sam Bennett è diventato il 4° giocatore ancora in attività (al momento della disputa di queste Stanley Cup Finals) a raggiungere quota 15 reti in una singola edizione dei playoff, insieme a Zach Hyman (15 goal segnati nei playoff 2024 con gli Edmonton Oilers), Alex Ovechkin (15 reti segnate con i Washington Capitals nel 2018) e Sidney Crosby (15 goal segnati con i Pittsburgh Penguins nel 2009).[109]

##### Gara 6
| Arbitri: | Chris Rooney Jean Hebert Devin Berg Ryan Gibbons |

| |            | |
| 1° periodo S. Reinhart (8) 04:36 nessun assist M. Tkachuk (8) 19:13 E. Luostarinen (14) – A. Lundell (12) 2° periodo S. Reinhart (9) 17:31 A. Barkov (15) – C. Verhaeghe (14) 3° periodo (EN) S. Reinhart (10) 13:26 A. Barkov (16) – C. Verhaeghe (15) (EN) S. Reinhart (11) 14:55 C. Verhaeghe (16) – A. Ekblad (9) | Marcatori  | 1° periodo nessun goal 2° periodo nessun goal 3° periodo 15:18 (3) V. Podkolzin (8) J. Walman – (4) C. Brown           |
| 1° periodo (2 min – Roughing) S. Bennett 09:45 2° periodo nessuna penalità 3° periodo nessuna penalità | Penalità   | 1° periodo 09:45 E. Kane (Slashing – 2 min) 2° periodo nessuna penalità 3° periodo 17:47 E. Kane (Misconduct – 10 min) |
| Paul Maurice | Allenatori | Kris Knoblauch |

- Vincendo Gara 6, i Florida Panthers hanno ottenuto il loro 2° titolo consecutivo NHL; l'ultima squadra a riuscire nell'impresa di conquistare due Stanley Cup consecutive erano stati i Tampa Bay Lightning nel 2020 e nel 2021. Inoltre, nelle loro due vittorie, i Panthers hanno battuto consecutivamente la stessa squadra, gli Edmonton Oilers; gli ultimi a battere la stessa squadra in due Stanley Cup Finals consecutive erano stati i Montreal Canadiens, che hanno sconfitto alle Finals del 1977 e del 1978 i Boston Bruins. I Florida Panthers erano comunque alla loro 3ª partecipazione consecutiva nelle Stanley Cup Finals, essendo usciti sconfitti dai Vegas Golden Knights nelle Finals del 2023. In questa serie contro gli Oilers, dopo essere andati in svantaggio in Gara 4 e aver perso la partita, non sono mai più andati indietro nel punteggio fino alla vittoria della serie.[110]
- Sam Reinhart, attaccante dei Florida Panthers, ha segnato in Gara 6 ben 4 reti, pareggiando il record del maggior numero di goal segnati da un giocatore in una gara delle Stanley Cup Finals (insieme a Newsy Lalonde con i Montreal Canadiens in Gara 2 delle Finals 1919 contro i Seattle Metropolitans, Frank Foyston con i Metropolitans in Gara 3 delle stesse Finals 1919 contro i Canadiens, Ted Lindsay con i Detroit Red Wings in Gara 2 delle Finals 1955 contro i Canadiens e Maurice Richard con i Canadiens in Gara 1 delle Finals 1957 contro i Boston Bruins), diventando inoltre il 2° giocatore nella storia della NHL a segnare 4 goal in una gara decisiva per il destino delle Finals (l'ultimo a riuscirvi era stato Babe Dye, con le sue 4 reti segnate nelle Stanley Cup Finals del 1922 con i suoi Toronto St. Patricks, in cui sconfissero i Vancouver Millionaires). Reinhart è inoltre diventato il primo giocatore nella storia dei Panthers a riuscire a far mettere a referto una gara con 3 ed una gara con 4 goal nei playoff. In Gara 7 delle Stanley Cup Finals 2024, era stato proprio Reinhart a segnare la rete decisiva che ha consentito ai Panthers di vincere il loro primo titolo NHL, battendo proprio gli Edmonton Oilers.[110]
- Sam Bennett, attaccante dei Florida Panthers, è stato premiato dopo Gara 6 con il Conn Smythe Trophy, il premio assegnato ogni anno al miglior giocatore dei playoff. In 23 partite, Bennett ha totalizzato 15 reti e 7 assist, diventando top scorer di questa edizione dei playoff. Bennett è uno dei 6 giocatori dei Panthers ad aver registrato almeno 20 punti in questi playoff, insieme a Sam Reinhart (11 goal e 12 assist), Matthew Tkachuk (8 goal e 15 assist), Carter Verhaeghe (7 goal e 16 assist), Aleksander Barkov (6 goal e 16 assist) e Brad Marchand (10 goal e 10 assist).[110]
- Connor McDavid, capitano ed attaccante degli Edmonton Oilers ha concluso le Stanley Cup Finals con 7 punti (1 goal e 6 assist), ma registrando soltanto 2 punti (1 goal e 1 assist) da Gara 2 a Gara 6. Come avvenuto in Gara 7 delle precedenti Finals (in cui perse con i suoi Oilers sempre contro i Florida Panthers), nella partita decisiva McDavid non ha messo a referto nessun punto. Come McDavid, anche l'attaccante Leon Draisaitl è rimasto a secco di punti in questa Gara 6, pur avendo totalizzato il massimo punteggio nella sua squadra con 8 punti (4 goal e 4 assist).[110]
- In questa decisiva Gara 6, il coach degli Edmonton Oilers, Kris Knoublach, ha schierato tra i pali della sua squadra il titolare, Stuart Skinner, che era stato sostituito dal backup Calvin Pickard in Gara 3 e Gara 4, per poi rimanere in panchina in Gara 5.[110]

## Statistiche
Fonte: NHL, Hockey Reference

### Statistiche individuali

#### Skaters
I seguenti giocatori di movimento (skaters) hanno ottenuto più punti (gol+assist) durante i playoff.
| Pos | Giocatore           | Squadra          | GD | G  | A  | +/- | PIM | P  |
| --- | ------------------- | ---------------- | -- | -- | -- | --- | --- | -- |
| 1.  | Leon Draisaitl      | Edmonton Oilers  | 22 | 11 | 22 | +4  | 6   | 33 |
| 2.  | Connor McDavid      | Edmonton Oilers  | 22 | 7  | 26 | +3  | 4   | 33 |
| 3.  | Evan Bouchard       | Edmonton Oilers  | 22 | 7  | 16 | +6  | 8   | 23 |
| 4.  | Sam Reinhart        | Florida Panthers | 21 | 11 | 12 | +5  | 6   | 23 |
| 5.  | Matthew Tkachuk     | Florida Panthers | 23 | 8  | 15 | +7  | 33  | 23 |
| 6.  | Carter Verhaeghe    | Florida Panthers | 23 | 7  | 16 | +12 | 6   | 23 |
| 7.  | Aleksander Barkov   | Florida Panthers | 23 | 6  | 16 | +4  | 4   | 22 |
| 8.  | Sam Bennett         | Florida Panthers | 23 | 15 | 7  | +6  | 48  | 22 |
| 9.  | Mikko Rantanen      | Dallas Stars     | 18 | 9  | 13 | -3  | 10  | 22 |
| 10. | Brad Marchand       | Florida Panthers | 23 | 10 | 10 | +17 | 48  | 20 |
| 11. | Ryan Nugent-Hopkins | Edmonton Oilers  | 22 | 6  | 14 | +4  | 6   | 20 |

#### Goaltenders
I seguenti portieri (goaltenders) hanno la miglior media gol incassati (GGA) con almeno 420 minuti giocati durante i playoff.
| Pos | Giocatore           | Squadra             | GP | W  | L | SA  | GA | GAA  | SV%  | SO | TOI     |
| --- | ------------------- | ------------------- | -- | -- | - | --- | -- | ---- | ---- | -- | ------- |
| 1.  | Frederik Andersen   | Carolina Hurricanes | 13 | 8  | 5 | 269 | 25 | 2.02 | .907 | 2  | 743:04  |
| 2.  | Sergei Bobrovsky    | Florida Panthers    | 22 | 15 | 7 | 589 | 52 | 2.26 | .912 | 3  | 1382:34 |
| 3.  | Logan Thompson      | Washington Capitals | 10 | 5  | 5 | 289 | 24 | 2.41 | .917 | 0  | 596:30  |
| 4.  | Jordan Binnington   | St. Louis Blues     | 7  | 3  | 4 | 192 | 19 | 2.53 | .901 | 0  | 450:30  |
| 5.  | Mackenzie Blackwood | Colorado Avalanche  | 7  | 3  | 4 | 176 | 19 | 2.71 | .892 | 1  | 420:45  |
| 6.  | Jake Oettinger      | Dallas Stars        | 18 | 9  | 8 | 503 | 48 | 2.82 | .905 | 0  | 1021:21 |

## Diritti televisivi

### Canada
In Canada i playoff NHL sono trasmessi per l'11° anno consecutivo da Rogers Media, al penultimo anno dell'accordo con la lega per la trasmissione in diretta di tutto l'evento. Le partite vengono trasmesse tramite il network Sportsnet e CBC Television nel contenitore Hockey Night in Canada. Per il First Round e il Second Round, generalmente la trasmissione televisiva in Canada è un simulcast della diretta statunitense. Le Stanley Cup Finals vengono trasmesse in simulcast sia su Sportsnet che su CBC.

### Stati Uniti
Negli Stati Uniti i playoff NHL sono trasmessi per il 4° anno consecutivo dal network ESPN e da TNT, nell'ambito del loro accordo di 7 anni con la lega. ESPN ha il diritto di scelta su quale Conference Final trasmettere e TNT trasmette quella scartata. Tuttavia, per la rotazione annuale stabilita al momento dell'accordo, questa edizione delle Stanley Cup Finals viene trasmessa in esclusiva da TNT. Per quanto riguarda la telecronaca radiofonica, per il 4° anno consecutivo è Sports USA Radio Network a trasmettere la diretta di una selezione di partite attraverso il segnale di NHL Radio, incluse tutte le Conference Finals e le Stanley Cup Finals (si tratta dell'ultimo anno del contratto in vigore).